# Église Saint-Siméon de Bouliac
Pour les articles homonymes, voir Saint-Siméon.
L'église Saint-Siméon est une église catholique située dans la commune de Bouliac, dans le département de la Gironde, en France.

## Localisation
L'église se trouve au centre du bourg de Bouliac.

## Historique
L'église du XIIe siècle, dédiée à Siméon le Stylite, remplace un oratoire construit sur un cimetière paléochrétien du Ve siècle. Elle se compose d'une nef, un chevet et une sacristie. Le chevet et les chapiteaux du portail sont les seuls restes de l'église originelle.
|  |

Au XVe siècle, pendant la guerre de Cent Ans, l'église a été restaurée sur ordre de Pey Berland, archevêque de Bordeaux et ancien curé de Saint-Siméon, entre 1413 et 1422. Les murs gouttereaux nord et sud de la nef sont percés chacun par trois baies. Les colonnettes ont toutes des chapiteaux à décor végétal.
Puis, pour protéger le village contre la menace des troupes françaises, l'église a été aussi fortifiée par Pey Berland : un clocher fortifié, une barbacane donnait accès à un chemin de ronde sur la nef bordée par un parapet crénelé qui a disparu, au-dessus de l'abside, une chambre forte percée d'archères en croix pattées (voir l'aquarelle de Léo Drouyn). Cette fortification au-dessus du chevet est encore visible aujourd'hui. Cependant, le village de Bouliac ne fut jamais attaqué.
En 1649, elle résiste aux assauts du duc d'Epernon, en lutte avec le Parlement de Bordeaux.
En 1793, l'église subit quelques mutilations du fait des violences révolutionnaires.
Sous le second Empire, en 1862, sous la férule du cardinal Donnet, l'ancien clocher est détruit et remplacé par le clocher actuel et la nef lambrissée. Les fresques qui ornent la nef ont été peintes en 1896.
Une croix de mission se trouve près de la mairie : la ferveur religieuse a été mise à mal lors de la Révolution française. Nombreux sont les fidèles à avoir déserté les offices. Au début du XIXe siècle, l’Église a commencé une nouvelle évangélisation des campagnes françaises. Lors de la venue du missionnaire diocésain, sa mission était signalée par l'érection d'une croix dans le centre, ou à l'entrée du village. Celle de Bouliac date de 1834.

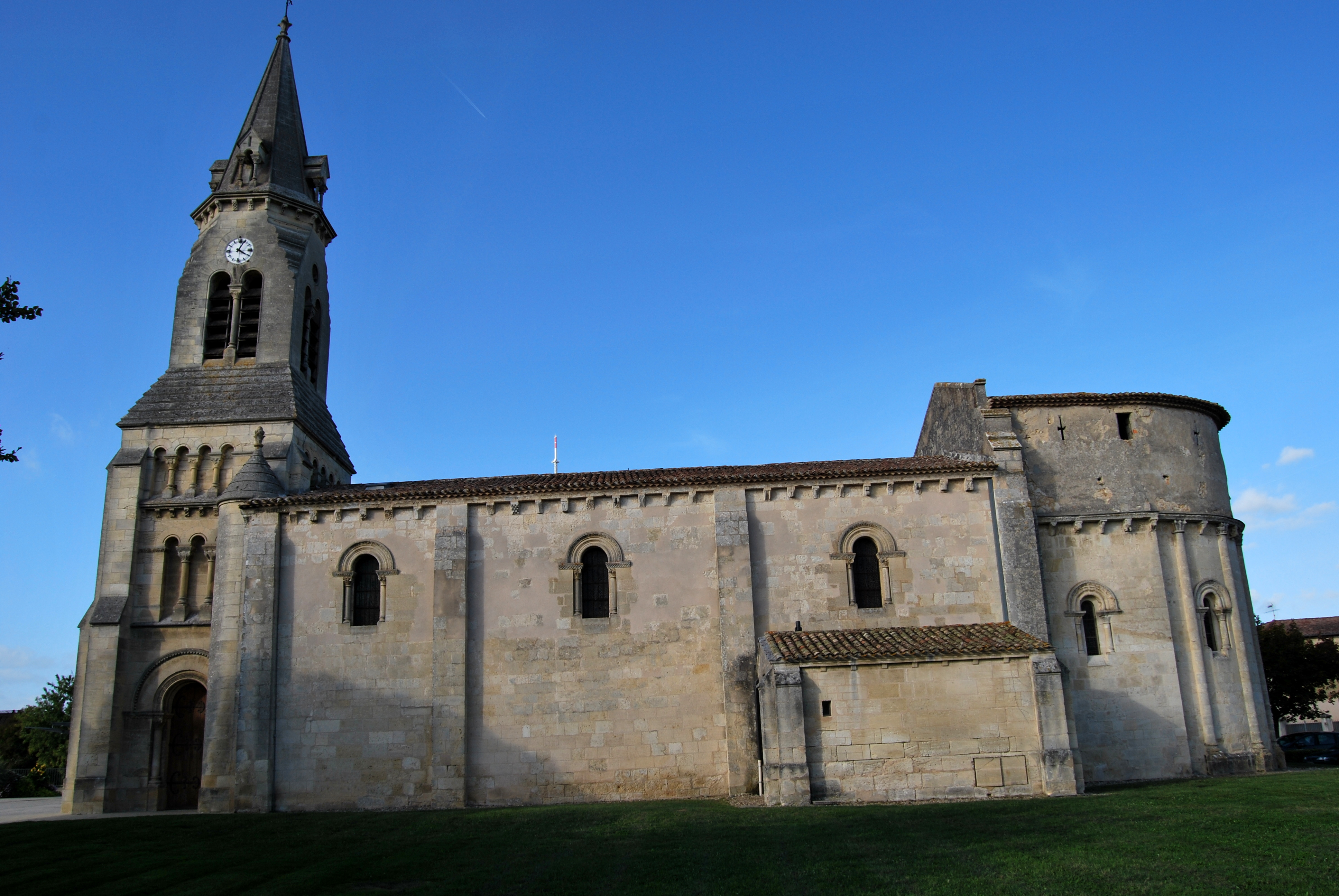
Façade sud
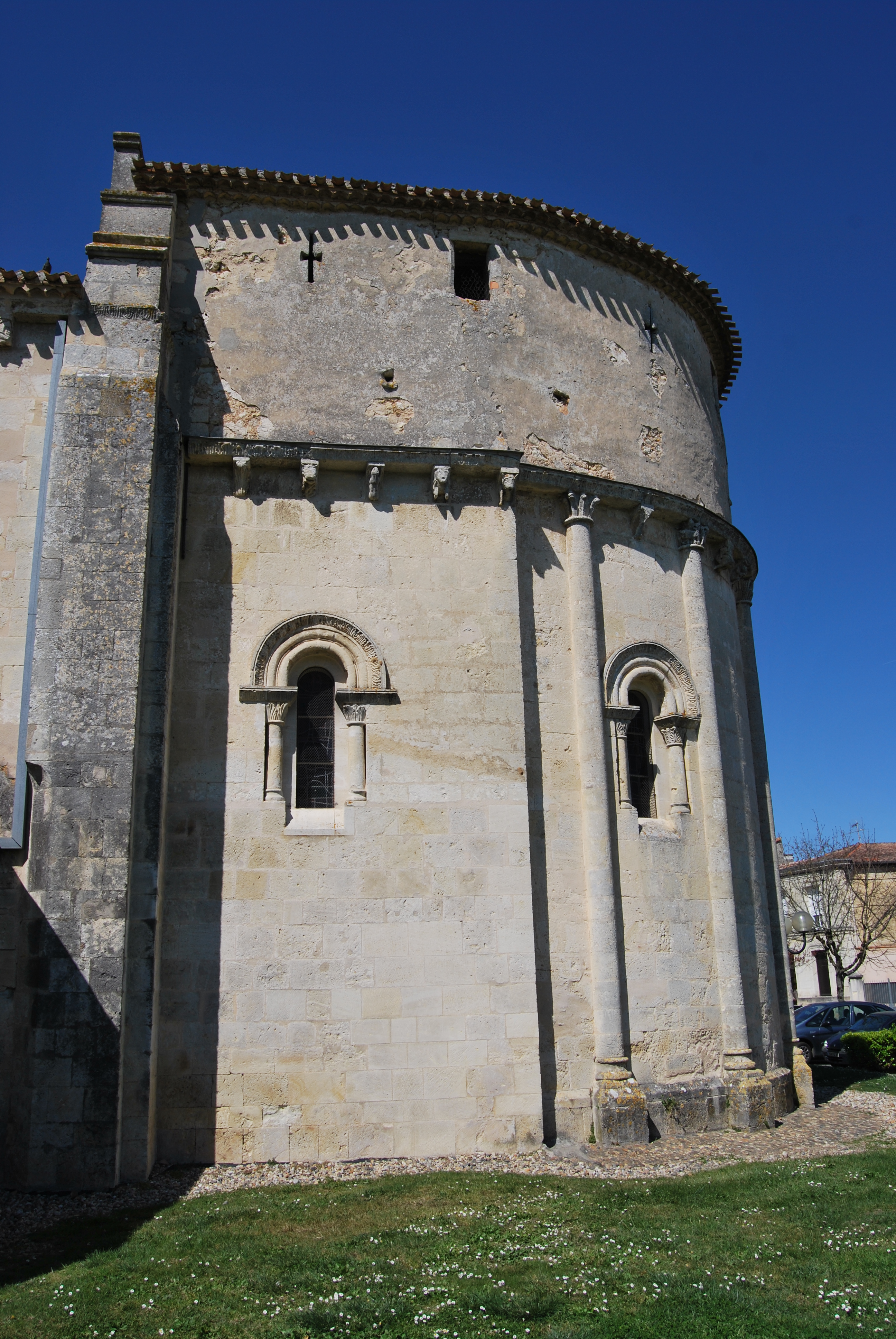
Façade sud et chevet
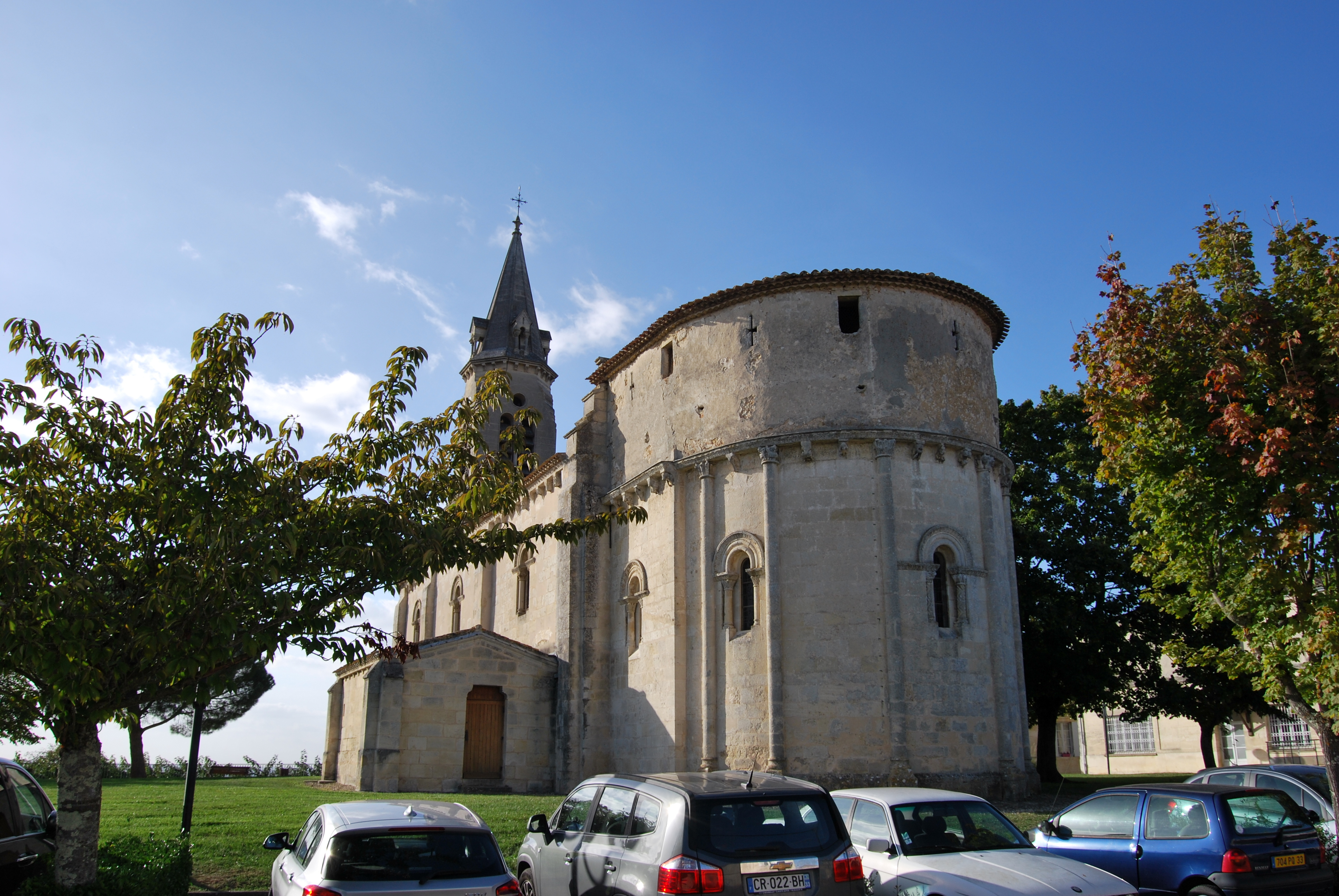
Chevet
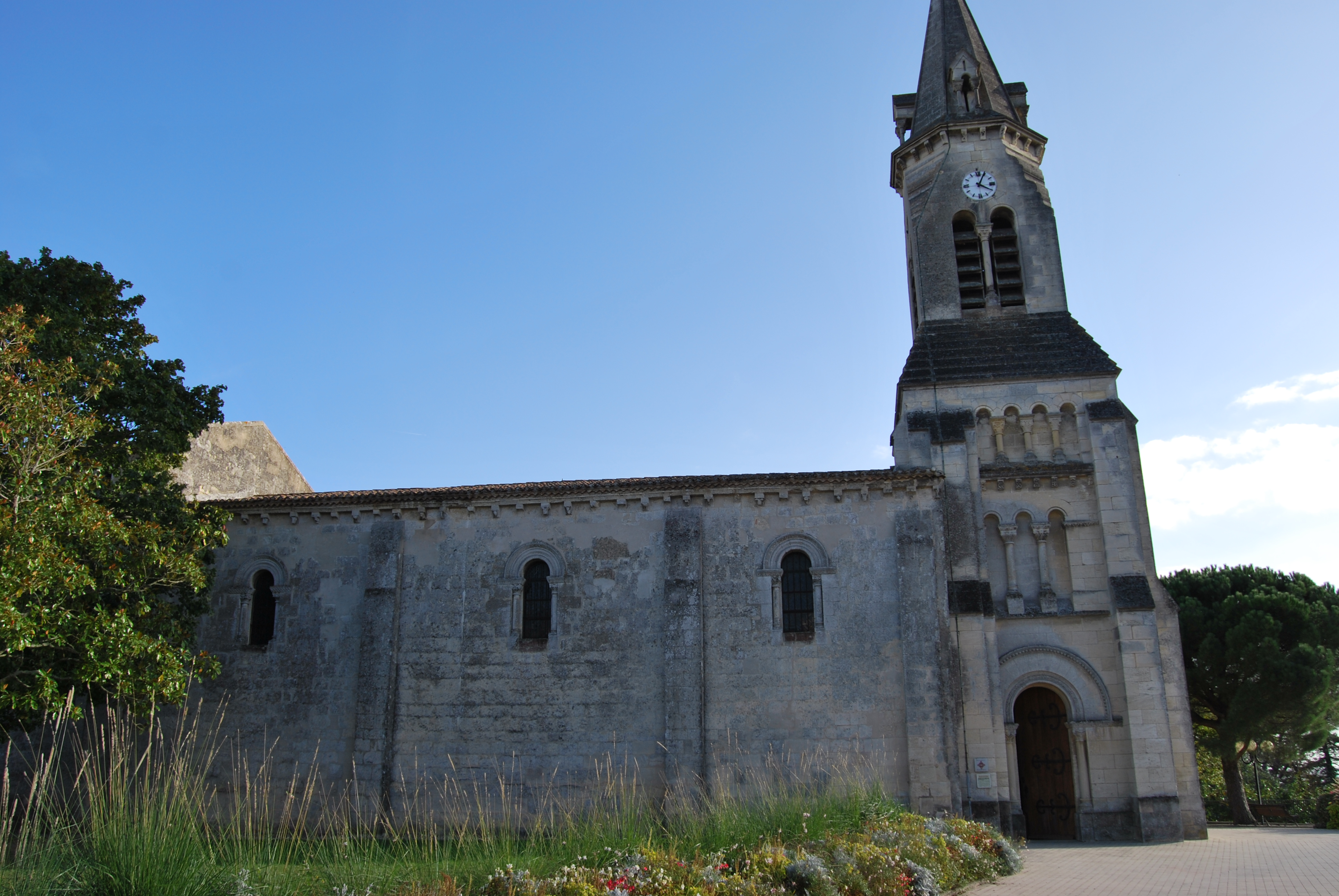
Façade nord
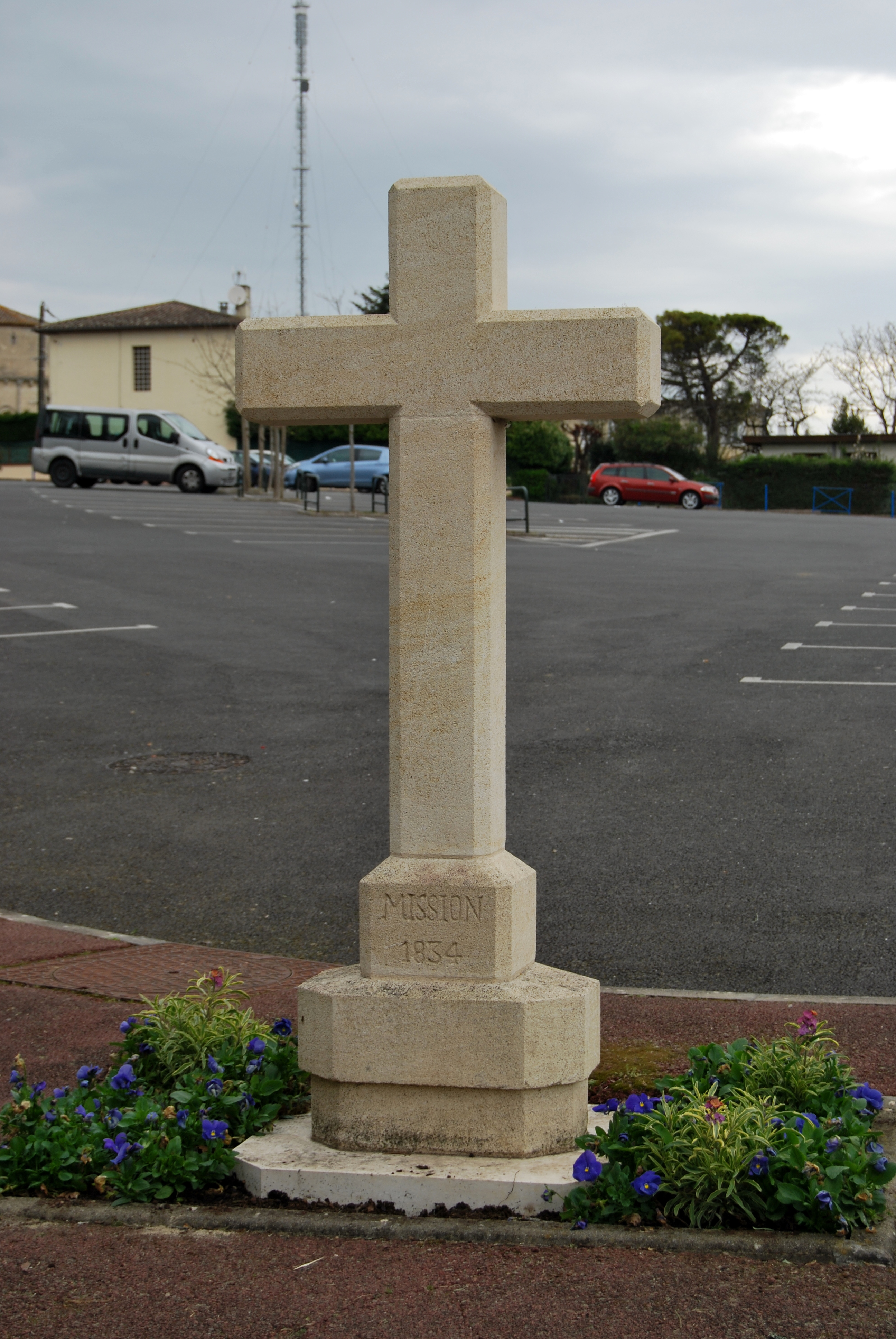
Croix de Mission 1834

L'église a été classée au titre des monuments historiques en totalité en 1862.

## L'iconographie romane
Les six chapiteaux du portail, par leurs techniques sculpturales, datent du XIe siècle. Les sculptures du chevet ont été tirées du répertoire de l'abbaye de La Sauve-Majeure établie à partir de 1130. Il y a donc eu au moins deux campagnes distinctes, la première pour la façade et la seconde, environ 100 ans plus tard, pour la partie orientale de l'église.

### L'extérieur
Les sculptures romanes existantes à l'extérieur sont six chapiteaux au portail occidental, huit colonnes et chapiteaux autour du chevet, trois fenêtres et leurs colonnettes dans l'abside et les modillons qui soutiennent la corniche du chevet.

#### Le portail roman
Le portail occidental de l'église est abrité sous le clocher construit en 1862. Il est à voussures et constitué de trois archivoltes séparées par un bandeau sculpté d'entrelacs s'appuyant sur six colonnettes ornées de motifs géométriques. Seuls les six chapiteaux sont romans, les autres éléments du portail datent de la reconstruction du XIXe siècle.
Dans l'ébrasure nord, les scènes sont une visite des rois Mages à Marie et Jésus, un piscifère portant son fardeau, le lavement, par Jésus, des mains et de la tête de saint Pierre.
Dans l'ébrasure sud, elles sont un archange tuant un dragon, le baptême de Jésus, Jésus guidant trois fidèles.
Ébrasement nord
Chapiteau nord 1 : Les Mages
Sur la face principale de la corbeille, Marie est assise en majesté, tenant Jésus dans son giron. Sur l'autre face, en arrière-plan, se présentent les trois Mages venus offrir leurs cadeaux (de l'or, de l'encens et de la myrrhe) décrits par Mathieu II, 11. Le premier Mage, qui a perdu sa tête, est agenouillé.
Sur les deux faces du tailloir, deux anges volent. Celui qui porte un livre montre du doigt l'étoile qui a guidé les Mages depuis l'Orient et qui est un emprunt de la Nativité décrite par Luc II, 7-20 et dans laquelle Jésus est placé dans une crèche avec des bergers pour compagnie.
Quant à Marie, elle est parfaitement hiératique, encadrée par le guimpe des épouses et la houppelande qui recouvre ses épaules. Cependant, la représentation avec l'enfant, qui n'est pas un nouveau-né, semble venir de l'évangile apocryphe du pseudo-Mathieu du IVe siècle, où il est écrit que deux ans se sont passés après la naissance de Jésus avant que n'arrivent les mages avec leurs cadeaux, c'est-à-dire après la fuite en Égypte et le retour en Palestine. Ce chapiteau possède une particularité insolite : il n'y a aucun signe, attribut ou geste désignant la divinité de Jésus aux Mages.
Chapiteau nord 2 Les porteurs de poissons
Le tailloir de ce chapiteau est décoré d'une onde de demi-palmettes issue de la bouche d'une tête de loup sur l'angle. Les masques « cracheur de rinceaux » sont toujours des symboles négatifs et le sujet de la corbeille est donc associé à un signe maléfique.
La corbeille, quant à elle, est dominée par un énorme poisson, arqué en une boucle presque parfaite. Il écrase, de son poids énorme, l'homme qui le porte. Un deuxième homme est venu en aide et a saisi la queue glissante. Les deux hommes sont chaussés — celui qui aide n'est donc pas un ange venu au secours d'un pécheur — et vêtus de bliauds luxueux.
Tobie or not Tobit : Certains guides affirment que le symbole du porteur de poisson fait référence à l'évangile apocryphe de Tobit, où Tobie a guéri la cécité de son père Tobit avec le fiel d'un énorme poisson. D'autres auteurs, comme Léo Drouyn, mettent en doute cette interprétation, car il y a des centaines de chapiteaux et modillons avec cette représentation et il n'y a jamais d'évocation d'une cécité. Par contre il y a souvent des symboles maléfiques, comme ici, ou signes des péchés associés au porteur de poisson. Les « porteurs de fardeaux » (poisson, bouc, cochon, tonnelet, etc.) ne sont qu'un procédé d'imagier pour figurer le pécheur accablé par sa conscience, comme si le poids des fautes l’écrasait physiquement. Le piscifère principal est l'emblème de l'intempérance et ici son compagnon est son complice dans le péché.
Chapiteau nord 3 : Le lavement des mains et de la tête de Pierre par Jésus
Quatre personnages de l'évangile selon Jean, XIII, v 4-12, sont représentés. Jésus, reconnaissable à son nimbe crucifère et Pierre, que l'usure à complètement effacé, mais il devait occuper cette position centrale. Jésus est présenté de trois quarts. Il a saisi le poignet droit de Pierre (c'est tout ce qu'il en reste) afin de lui laver les mains et la tête.
À gauche, un disciple barbu exhibe un tissu ou un vêtement. À droite, un troisième apôtre portait un objet, peut-être un bassin ou un essuie-mains, et observe la scène devant un arbuste à feuilles crossées.
Un détail a son importance, le fait que, tout à fait à droite du troisième disciple, on voit une palmette qui pousse dans un cénacle où elle n'a pas sa place — on trouve la même représentation sur un chapiteau à l'église Saint-Roch de Blésignac, ce qui laisse supposer que ce détail avait un sens —. À l'époque romane, la question du lavement des pieds des apôtres par Jésus était complexe. Dans l'Aquitaine, comme en Espagne, on pratiquait, précisément le dimanche des Palmes, ce « lavement des mains et de la tête ». C'était une pratique totalement étrangère au rituel de l'Église romaine. La palmette n'était pas destinée à décorer un espace, elle évoquait ce temps de rameaux, caractérisé dans la France gallicane, par une liturgie exubérante dont le clergé bordelais défendait jalousement l'originalité et l'ancestralité.
Ébrasement sud
Chapiteau sud 1 : Archange tuant le dragon
Ce chapiteau est fortement endommagé. D'après Léo Drouyn, le tailloir aurait hébergé deux personnages allongés, comme le chapiteau des Mages. Son état de dégradation aujourd'hui ne permet pas une vérification. La petite face de la corbeille est quasi illisible. Sur la face principale, le corps d'un petit archange, nu-pieds, est sur un gros dragon disposé en bateau. L'ange n'a plus de tête, mais ses ailes sont bien visibles. On devine qu'il achève le dragon avec une lance (on discerne une partie du fût devant sa poitrine) tenue du bras gauche.
Chapiteau sud 2 : Baptême de Jésus
Le tailloir est conservé à moitié. Sur l'angle, se voit le protomé d'un loup. Sur la corbeille, Jésus est la figure centrale. Il est plongé aux trois quarts dans un dôme aplati, constitué de trois ondes concentriques poissonneuses, qui simule la rivière Jourdain. À sa droite, Jean-Baptiste, debout sur la rive, tient Jésus par l'épaule et la nuque. Il est habillé d'une tunique côtelée, différente du « pagne de cuir » et des « poils de chameau » du récit biblique.
Sur l'autre face de la corbeille, un ange, aux ailes ouvertes, tient la tunique du Christ. L'ange n'est pas mentionné dans le récit biblique non plus, mais sa présence était devenue coutumière au fil des siècles. Plus surprenante est l'absence d'une colombe représentant le Saint-esprit et de la « main de Dieu » sortant des cieux.
Chapiteau sud 3 : Jésus guide des fidèles
Cinq personnages sont représentés sur la corbeille : Jésus, identifiable par son nimbe crucifère et le seul à être nu-pieds. À la gauche de Jésus, progressent trois personnes, deux aux mains jointes dans le geste de la prière, précédées par un autre homme auquel Jésus donne sa main. Ils ont tous perdu leur tête et Jésus a été amputé de sa mâchoire. Tous les personnages portent des tuniques longues, sans ceinture et à manchettes évasées, ornées de bourrelets dessinant des motifs géométriques. À droite, mais derrière Jésus, se tient le cinquième homme. On note que son habit est ajusté par une agrafe tréflée, fréquente dans le haut clergé, et que l'homme serre dans sa main droite une barre fuselée, dont le sommet et le bas ont été brisés. Peut-être un bourdon de pèlerin ou une crosse pastorale ? Dans ce cas, l'homme serait probablement un prélat local.
Des indications montrent que l'ordre de ces six chapiteaux a été chamboulé lors d'un remontage à une époque indéterminée et la corbeille du Baptême de Jésus et celle des porteurs de poissons ont été échangées. En effet, la commémoration du baptême de Jésus ET la visite des rois Mages, qui s'appelaient Épiphanie ou Théophanie, étaient commémoré le six janvier. Il se peut que, pour associer les deux épiphanies, la corbeille du baptême ait primitivement occupé la place actuellement prise par les porteurs de poissons. Dans ce cas, les porteurs de poissons auraient dû être associés avec l'ange tuant le dragon. À l'intérieur, sur la même corbeille du chevet, on trouve précisément un piscifère et l'ange au dragon, sculpté par un atelier venu décorer l'église dans l'esprit de l'abbaye de La Sauve-Majeure, environ un siècle après la construction du portail.

#### Le chevet

##### Les baies du chevet
Le chevet est percé par cinq baies, dont les trois premières, commençant au nord du chevet, sont romanes.

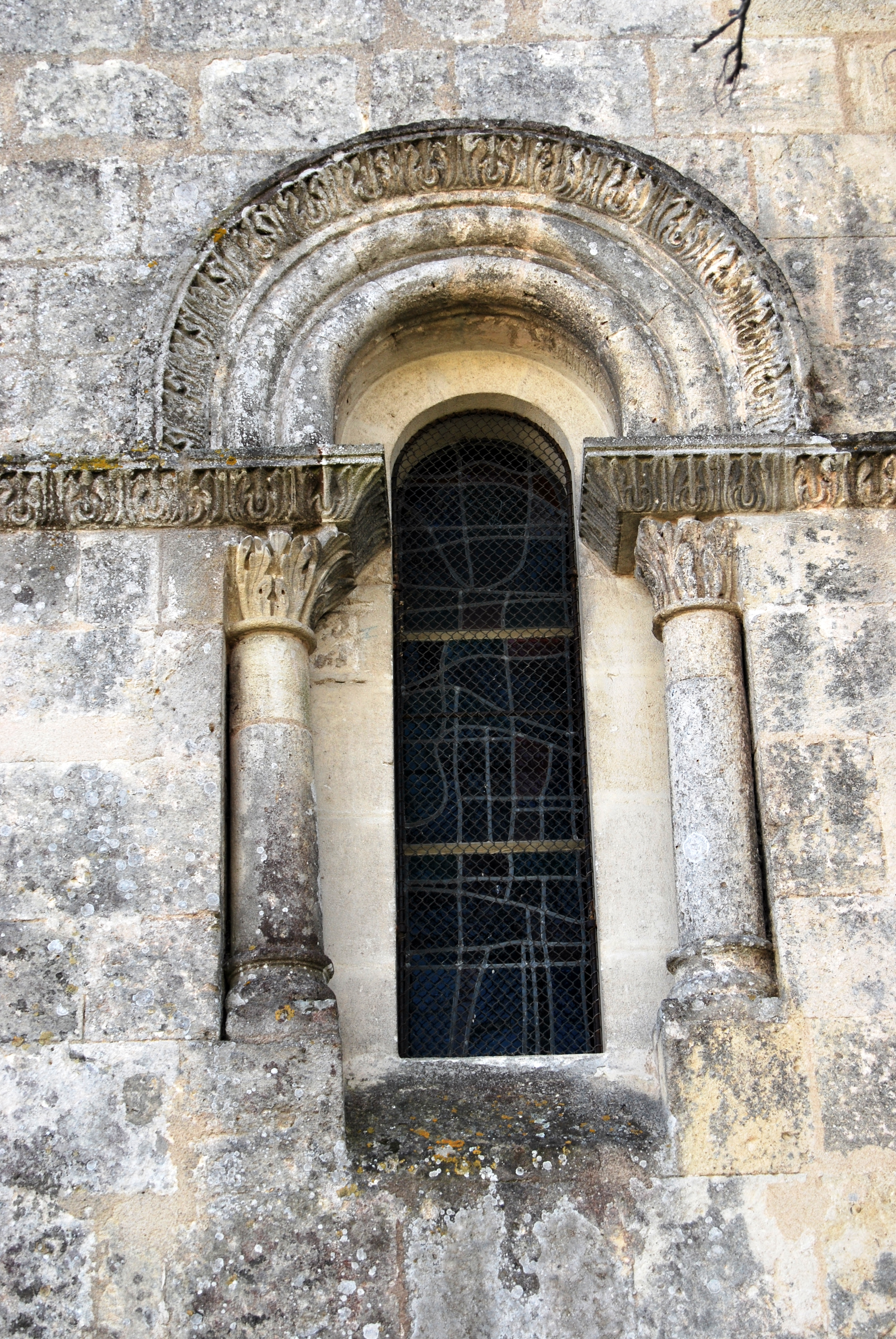
Baie 1
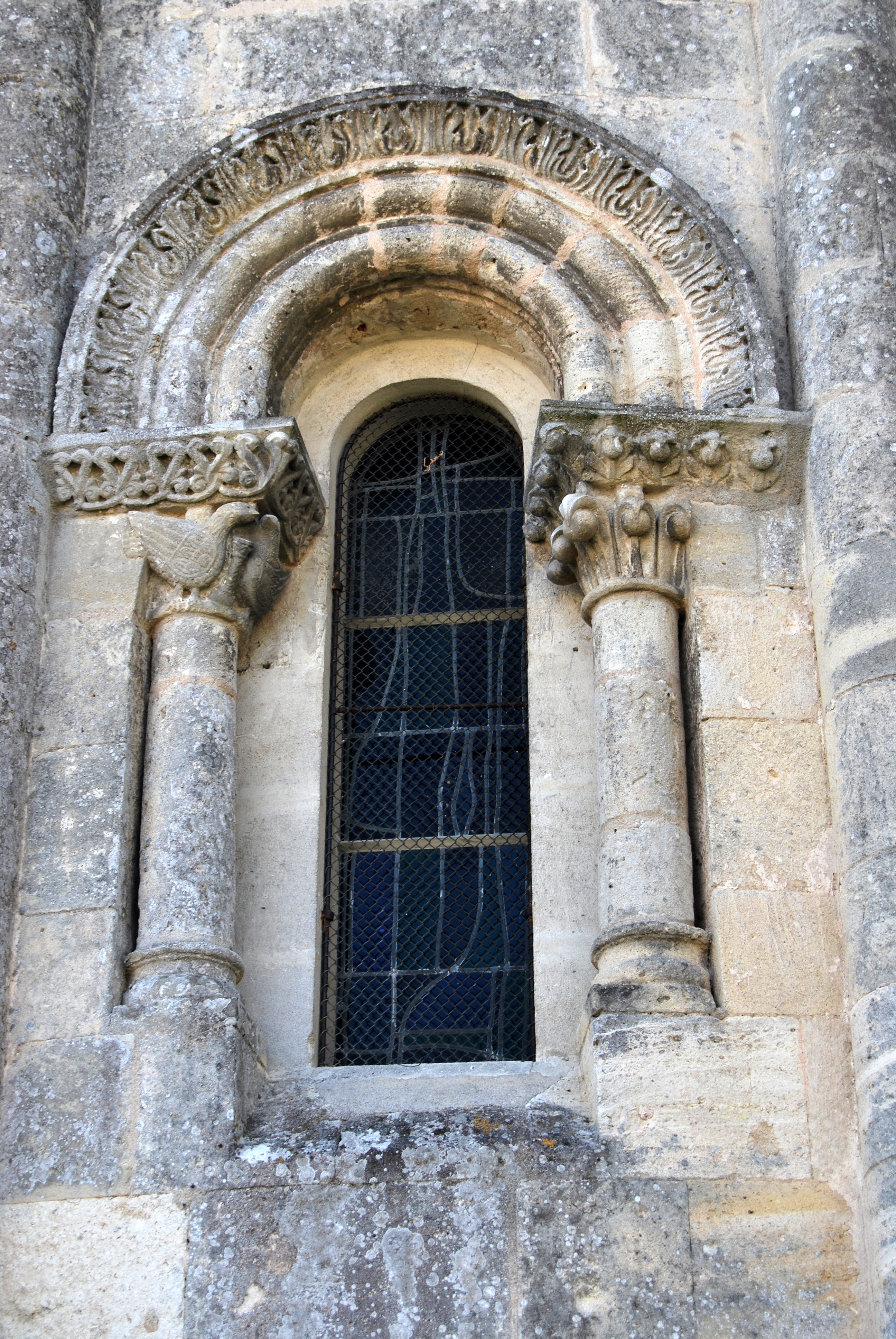
Baie 2
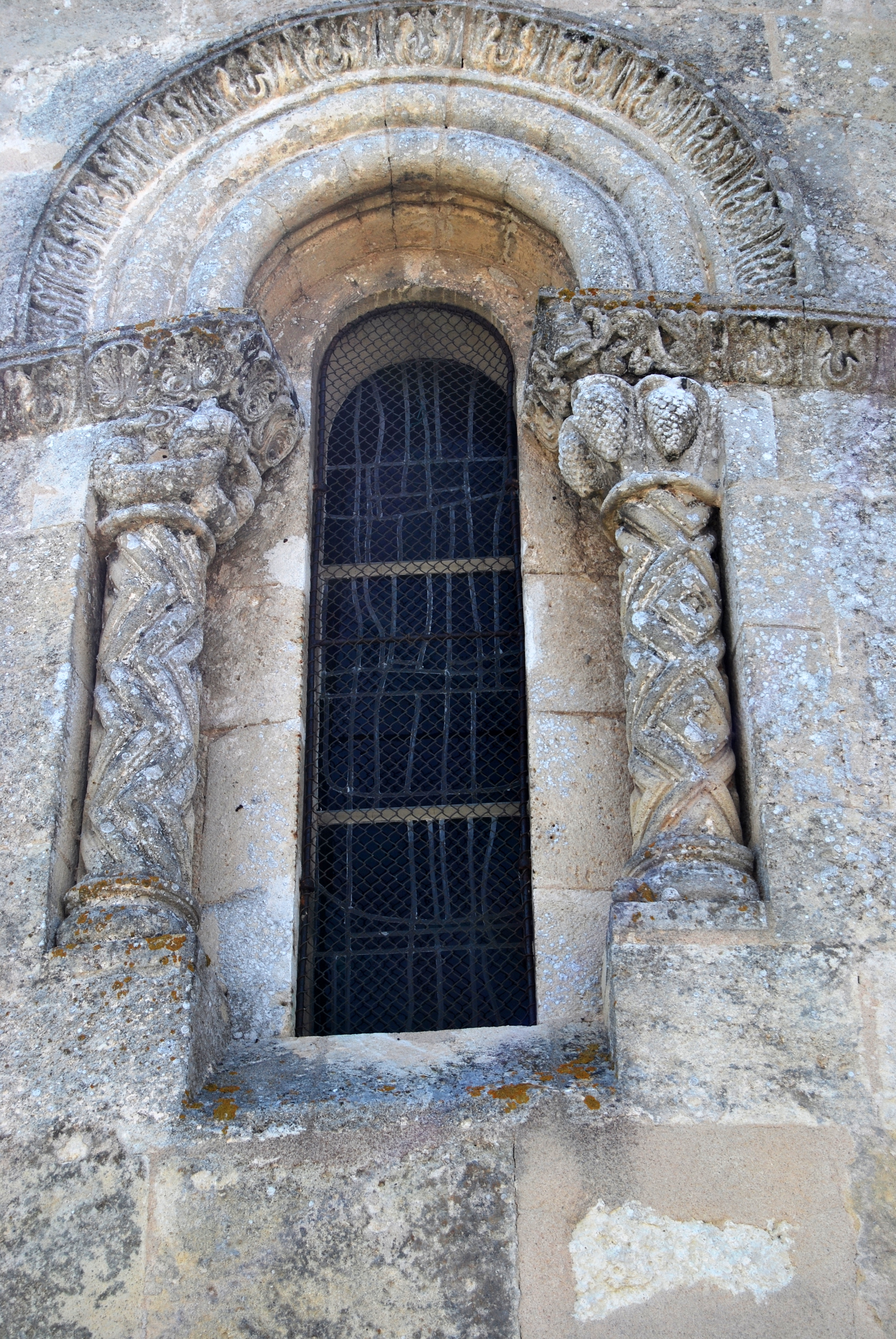
Baie 3
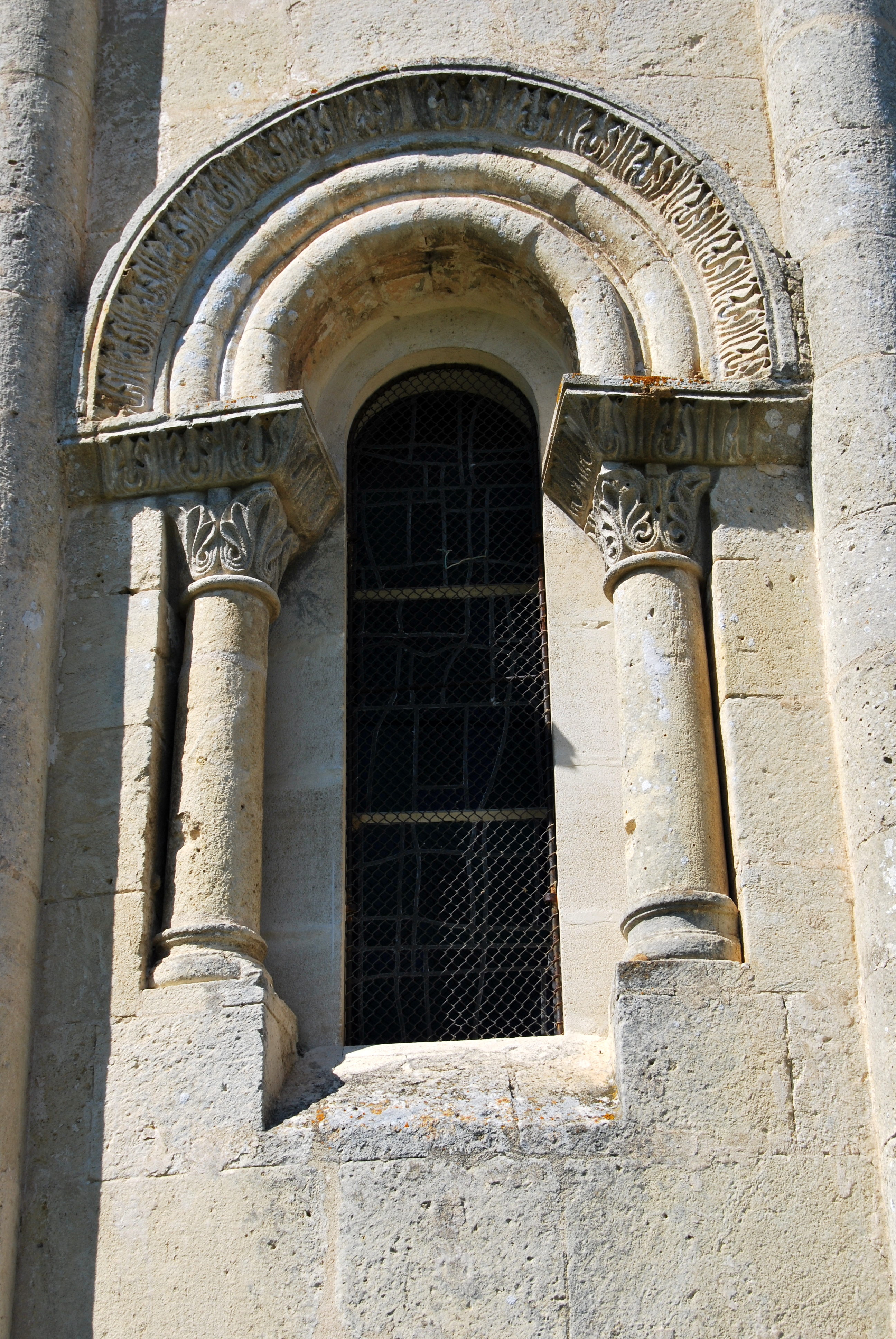
Baie 4
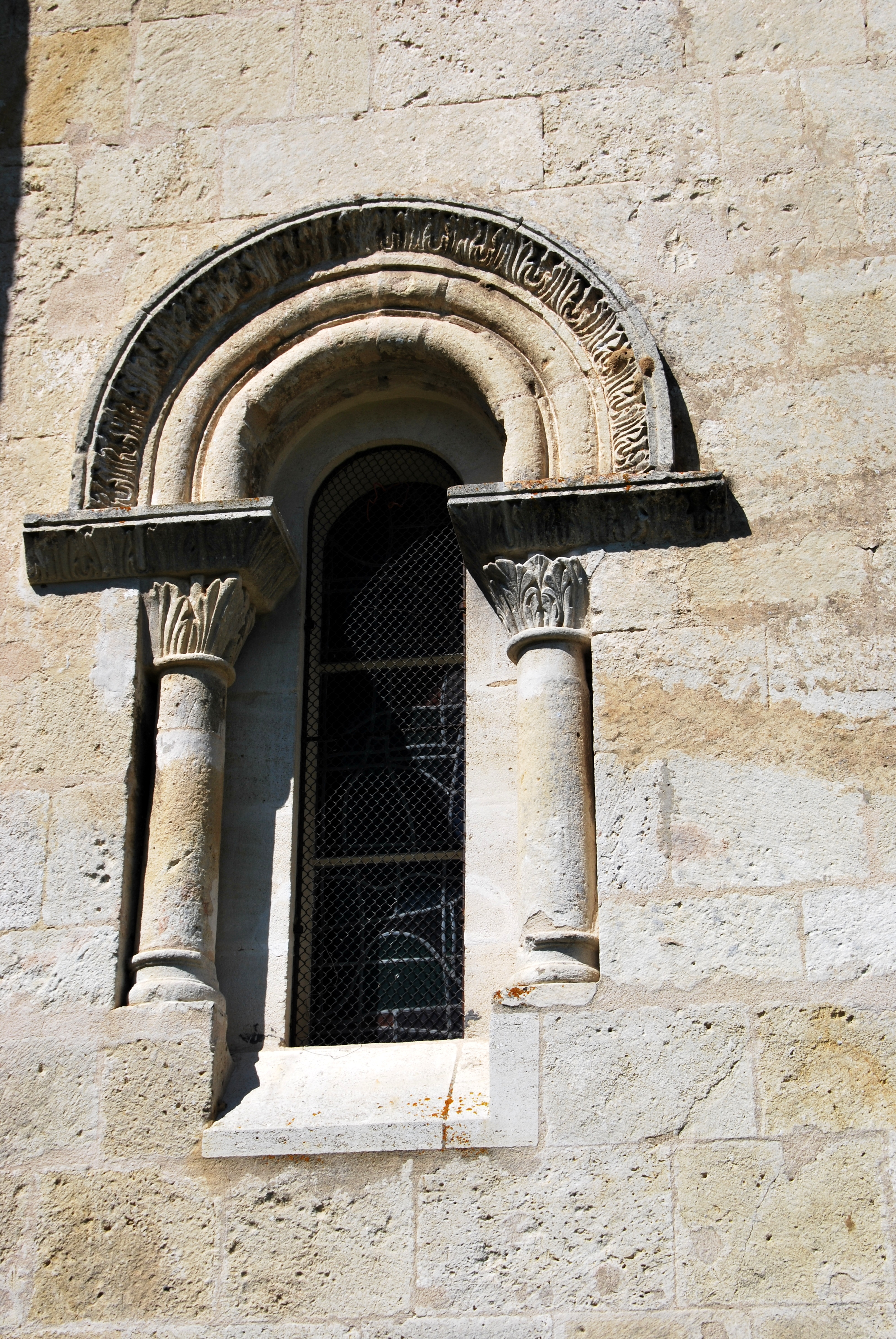
Baie 5

Baie 1 : Décor végétal et baie 2 : Oiseaux et calice
Les corbeilles des colonnettes de la première baie ont un décor uniquement végétal.
Pour la deuxième baie, on voit, sur la corbeille du chapiteau est, deux oiseaux paisibles, à plumage de caille qui s’apprêtent à boire dans un calice situé sous leurs becs. Le contexte est neutre, ce doit donc être une évocation de l'Eucharistie. La corbeille du chapiteau ouest a un décor végétal.
Baie 3 : Ouroboros
Sur la corbeille du chapiteau sud, deux serpents, enlacés par le cou de façon à former un nœud, se mordent la queue.
Sur la corbeille du chapiteau nord, un décor de pignes de pin.

##### Les chapiteaux de la corniche
Six chapiteaux romans, dont deux sont historiés, soutiennent la corniche. Du sud au nord : feuillage d'acanthes, lions et dompteurs, acanthes, les quatre dogues, pignes, acanthes.
Les chapiteaux à décor végétal :

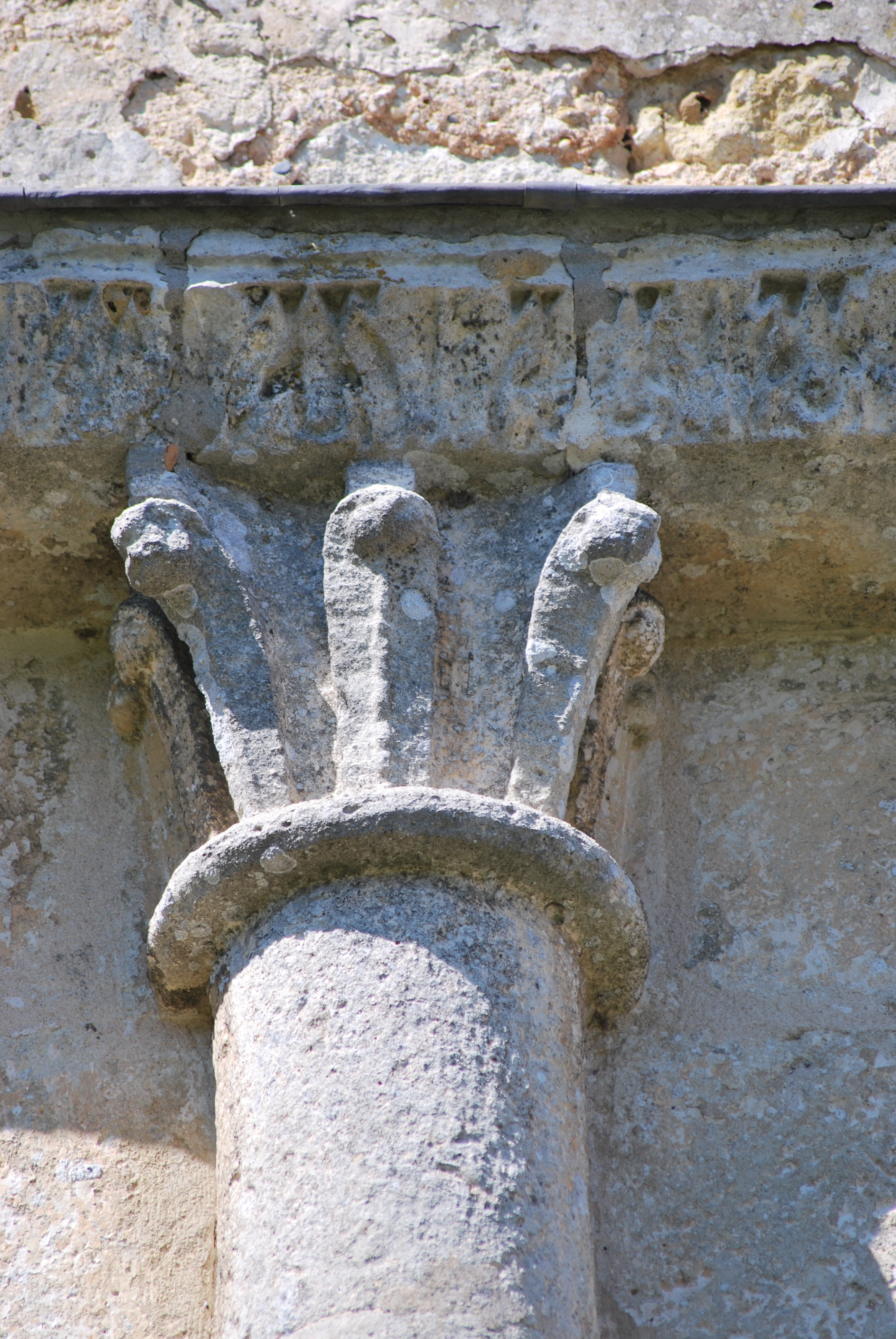
Chapiteau 1
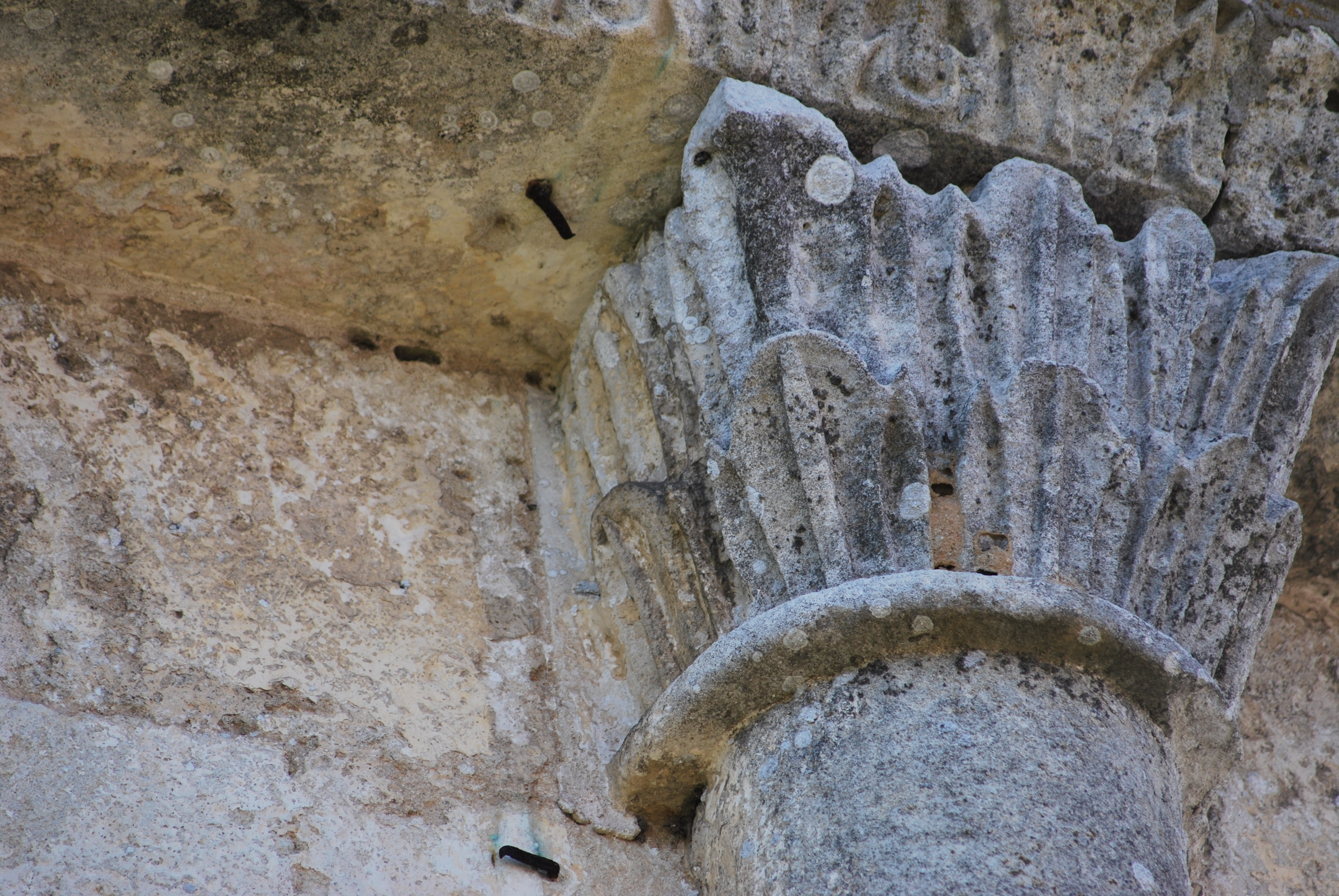
Chapiteau 3
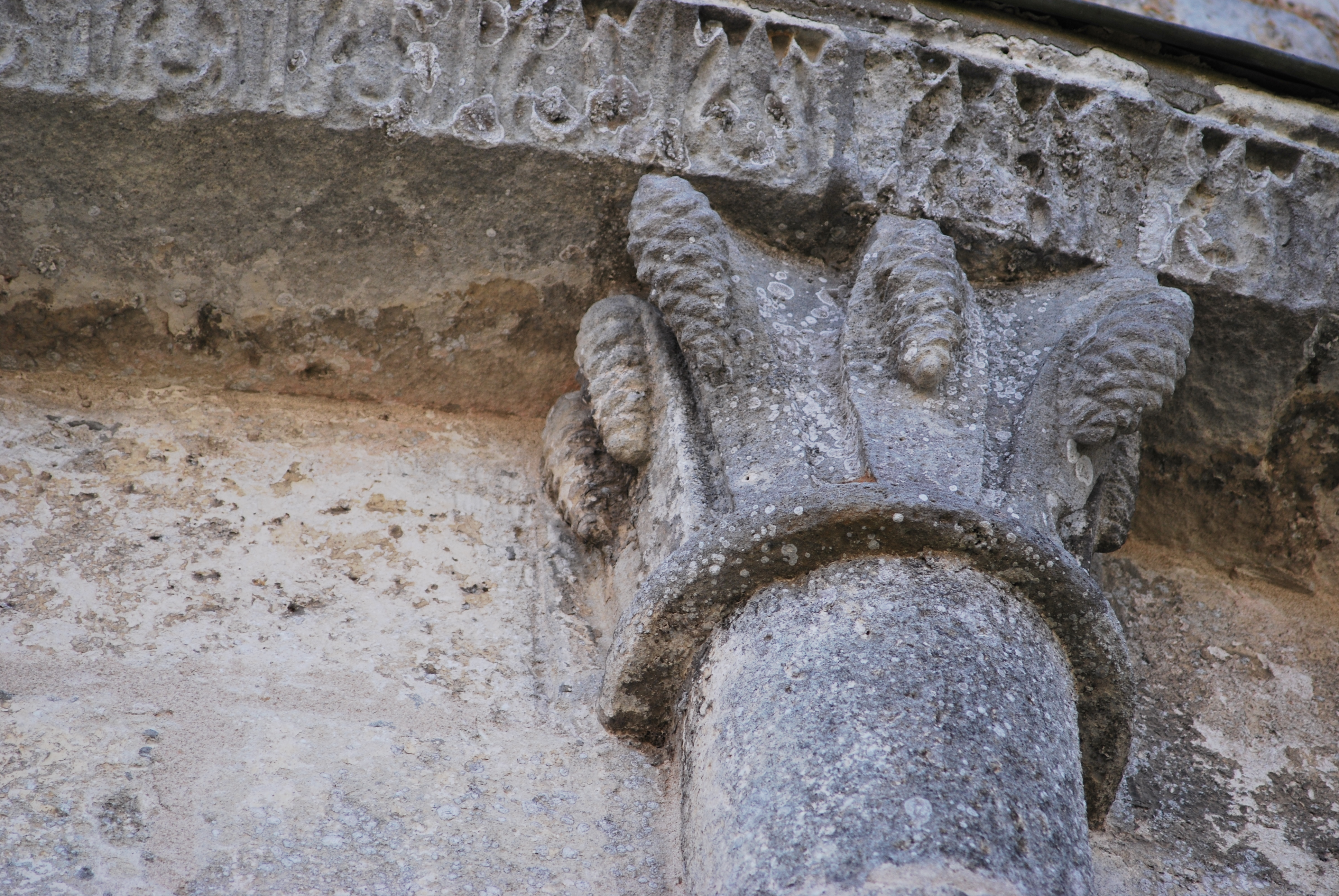
Chapiteau 5
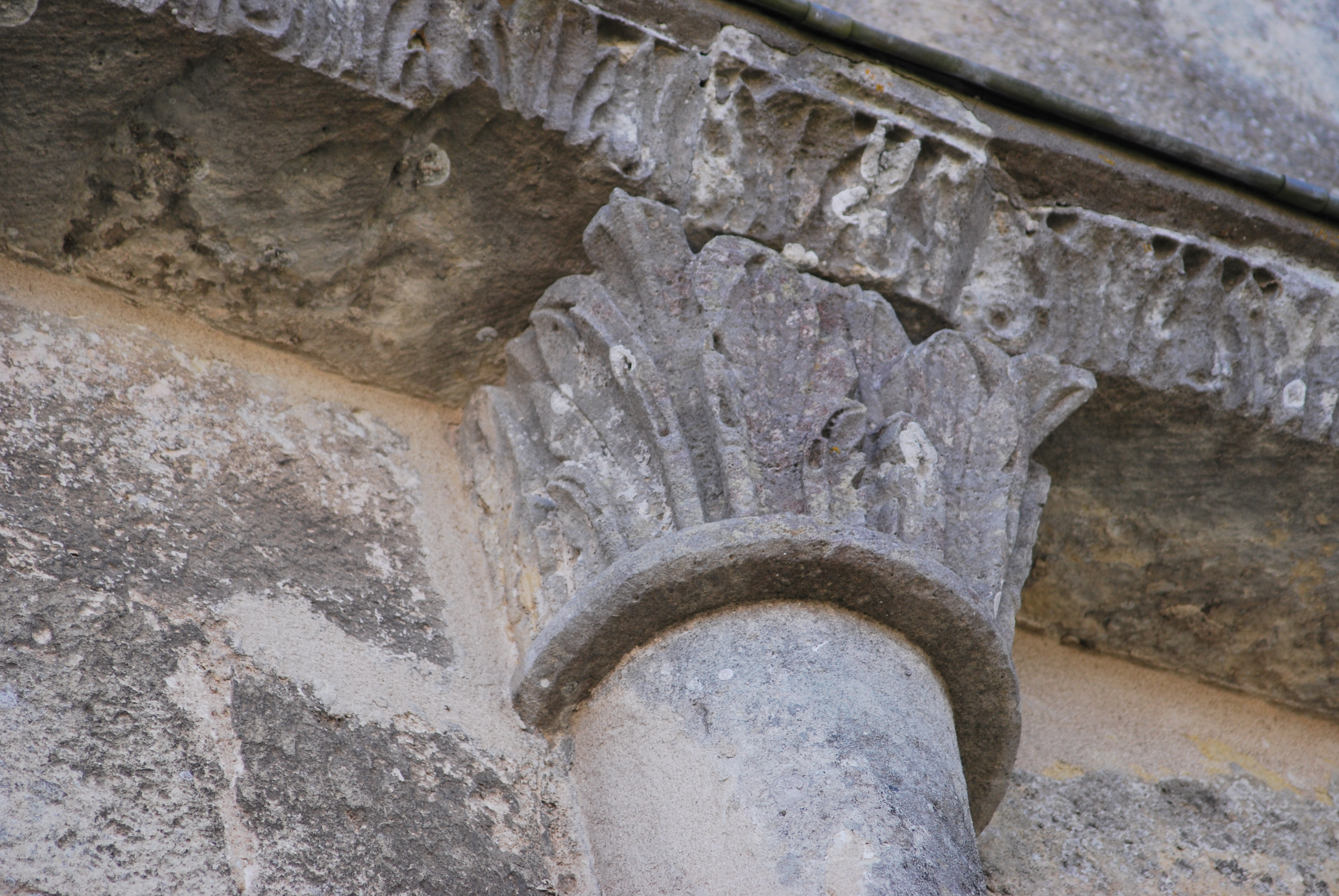
Chapiteau 6

Chapiteau 2 : Les dompteurs de lion
En avant-plan, deux gros lions, tenus en laisse, s'affrontent avec une mimique d'intimidation mutuelle. En arrière-plan, se voient les bustes et les jambes de deux dompteurs. L'un est coiffé d'un bonnet à plissures, l'autre a les cheveux au vent. Les dompteurs serrent d'une main la chaîne de dressage et de l'autre main la queue du lion.
Dans la symbolique médiévale, les fauves étaient une métaphore des passions humaines. Elles subjuguent l'homme qui les flatte par la queue, alors que s'en libère celui qui sait les tenir en laisse.
Chapiteau 4 : Les dompteurs dévorés
Affrontés deux à deux, quatre dogues à collier clouté dévorent des têtes humaines.
L'illustration symbolique puisant dans le catalogue médiéval du mode à l'envers est celle du dompteur dompté c'est-à-dire, sur le plan moral, de celui qui s'est laissé vaincre par ses passions.
C'est encore une illustration du libre choix du chapiteau précédent.

##### Les modillons
L'église Saint-Siméon est très riche en modillons. On en trouve 21 supportant la corniche du chevet. Ce sont d'authentiques modillons romans. Sur les murs nord et sud de la nef, il y a une soixantaine de modillons, mais seulement une dizaine sont sculptés avec des figures géométriques ou des feuilles. Il y a également une dizaine de modillons autour de l'entrée du clocher. Ce sont des figures géométriques datant du XIXe siècle.
Les modillons du chevet ne sont pas des fantaisies des sculpteurs ou des commanditaires, il y a une leçon de moralité, voulue par le clergé et destinée à la population locale : une mise en garde contre le péché de luxure. Par contre, les modillons des XVe et XIXe siècles sont purement décoratifs, sans message de moralité.
Les modillons du chevet qui sont toujours lisibles :

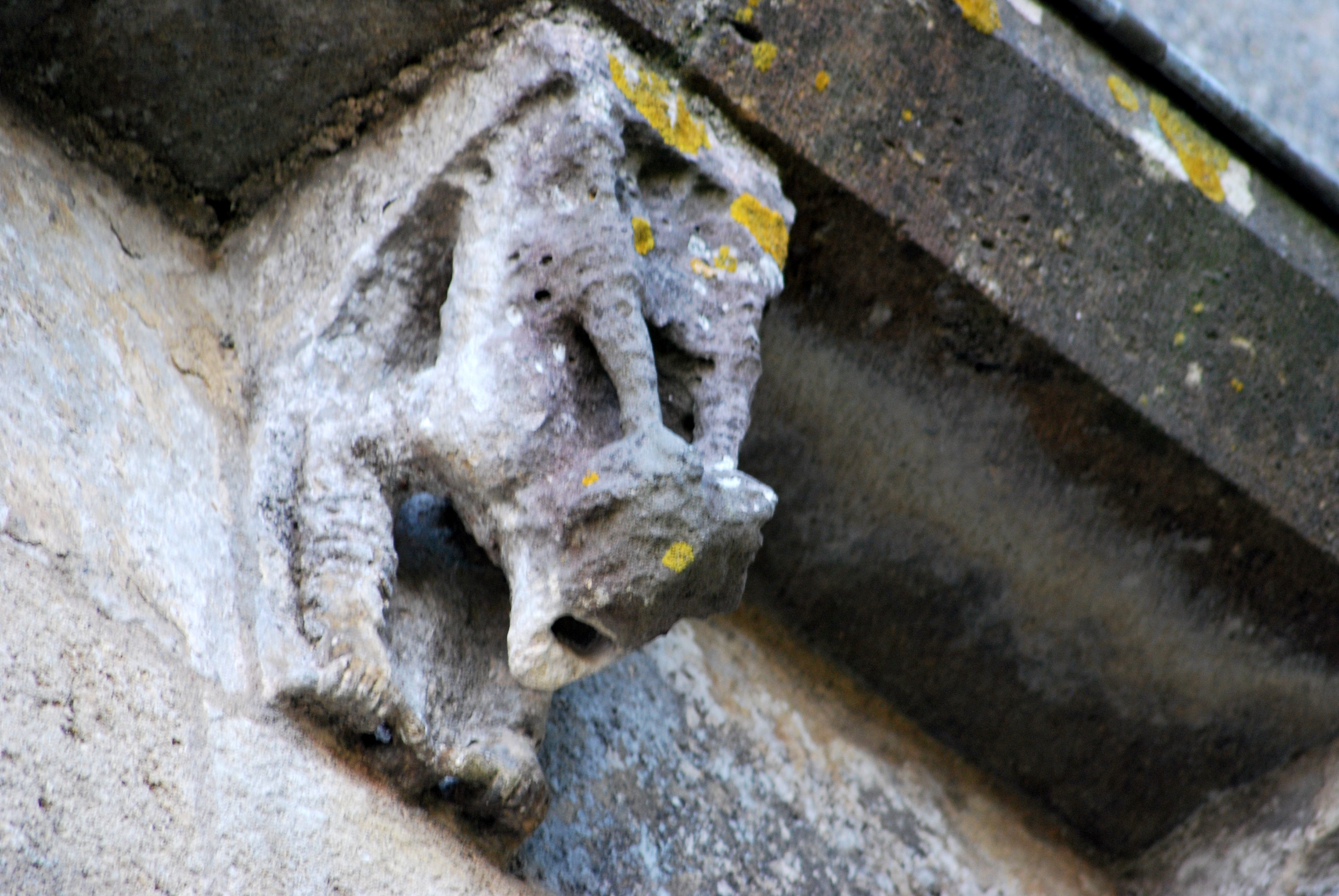
Acrobate
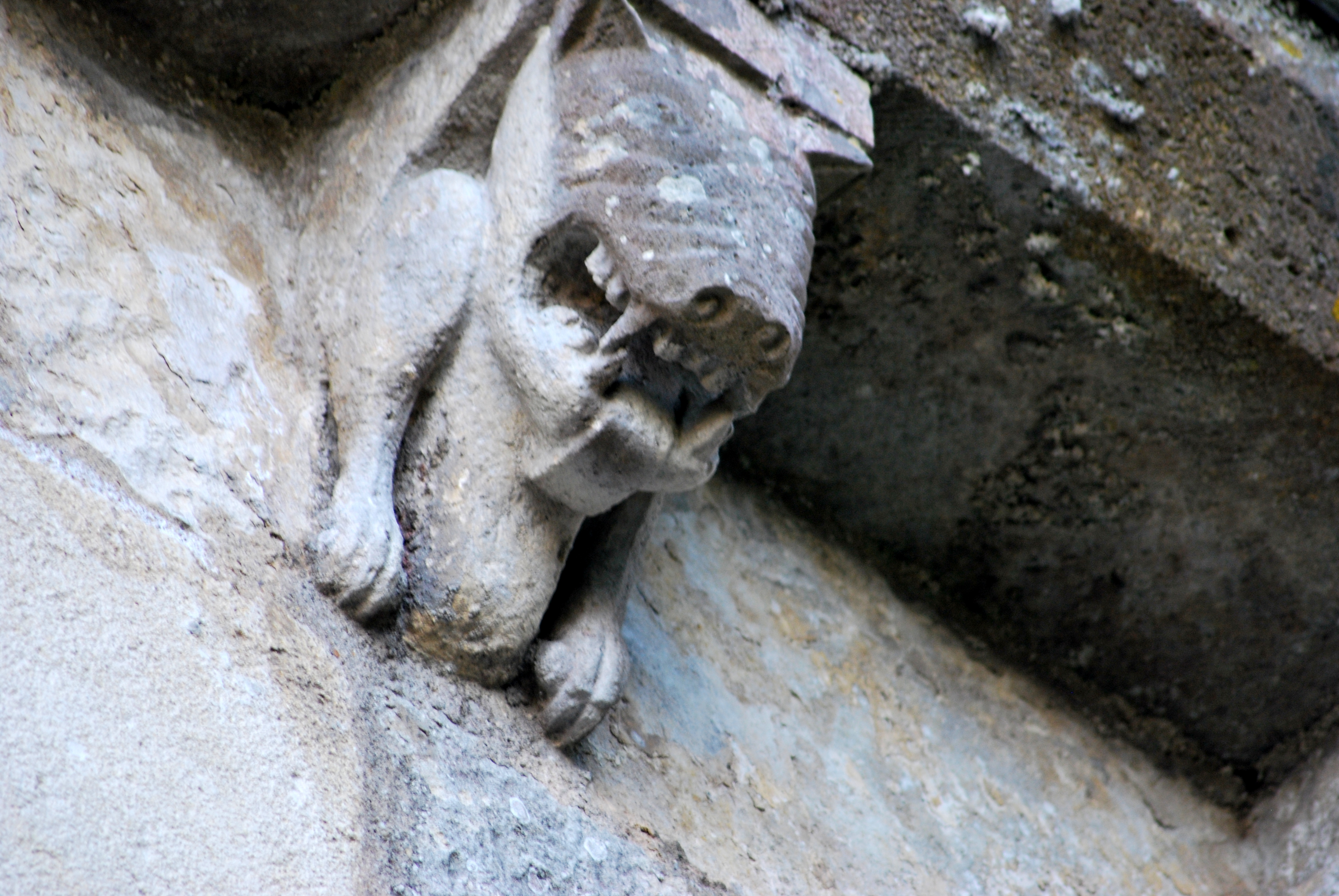
Loup
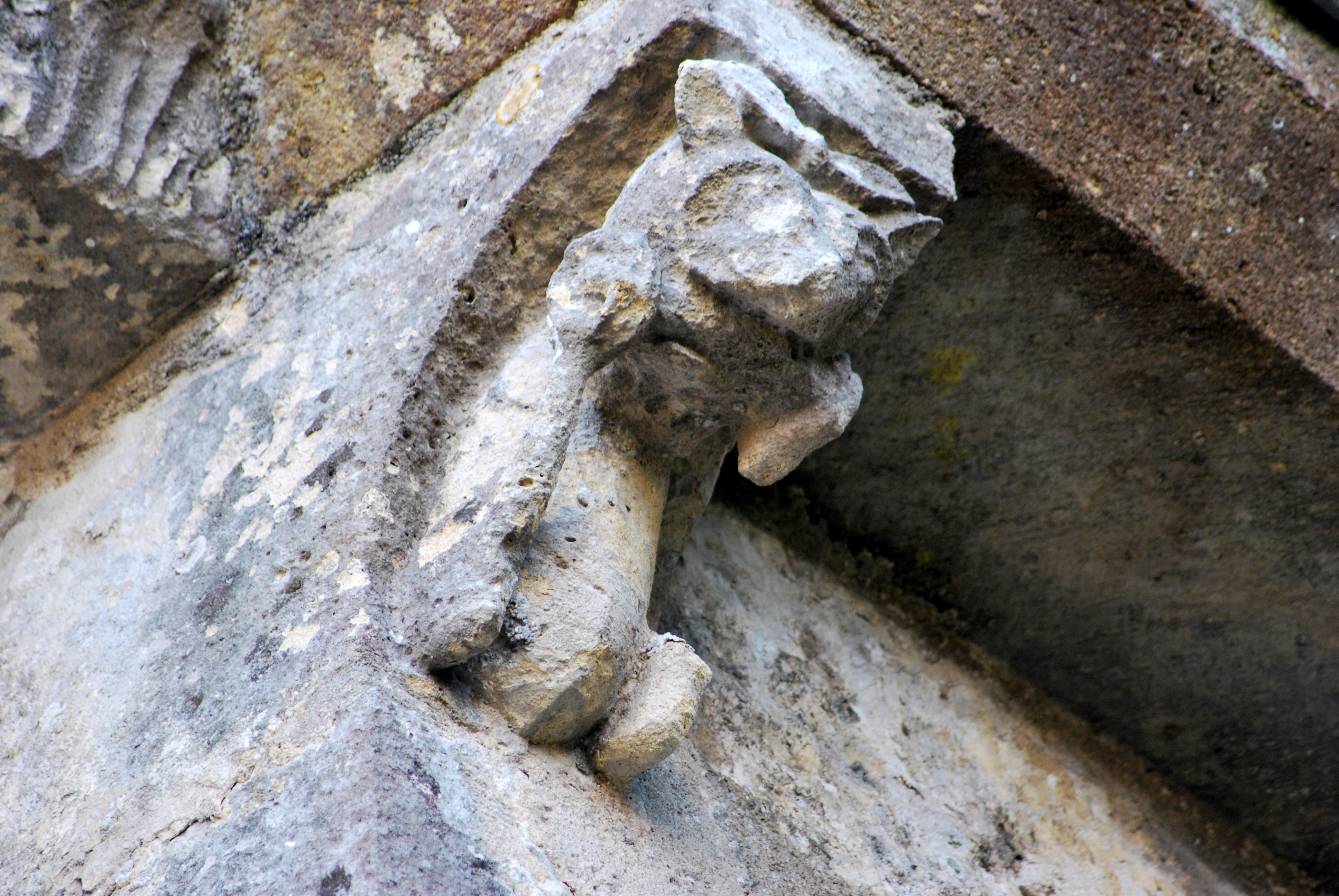
Bête avec tige
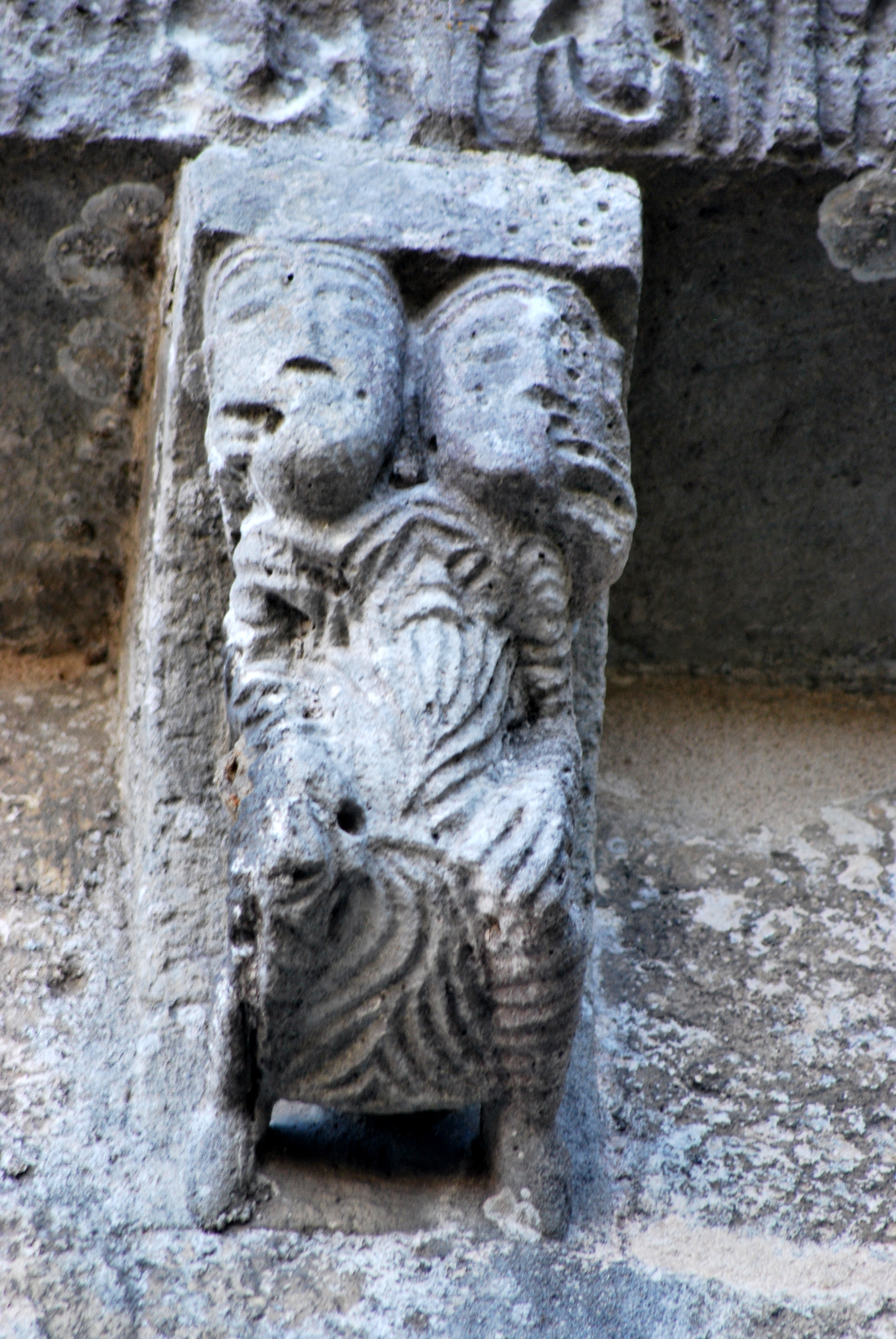
Homme bicéphale
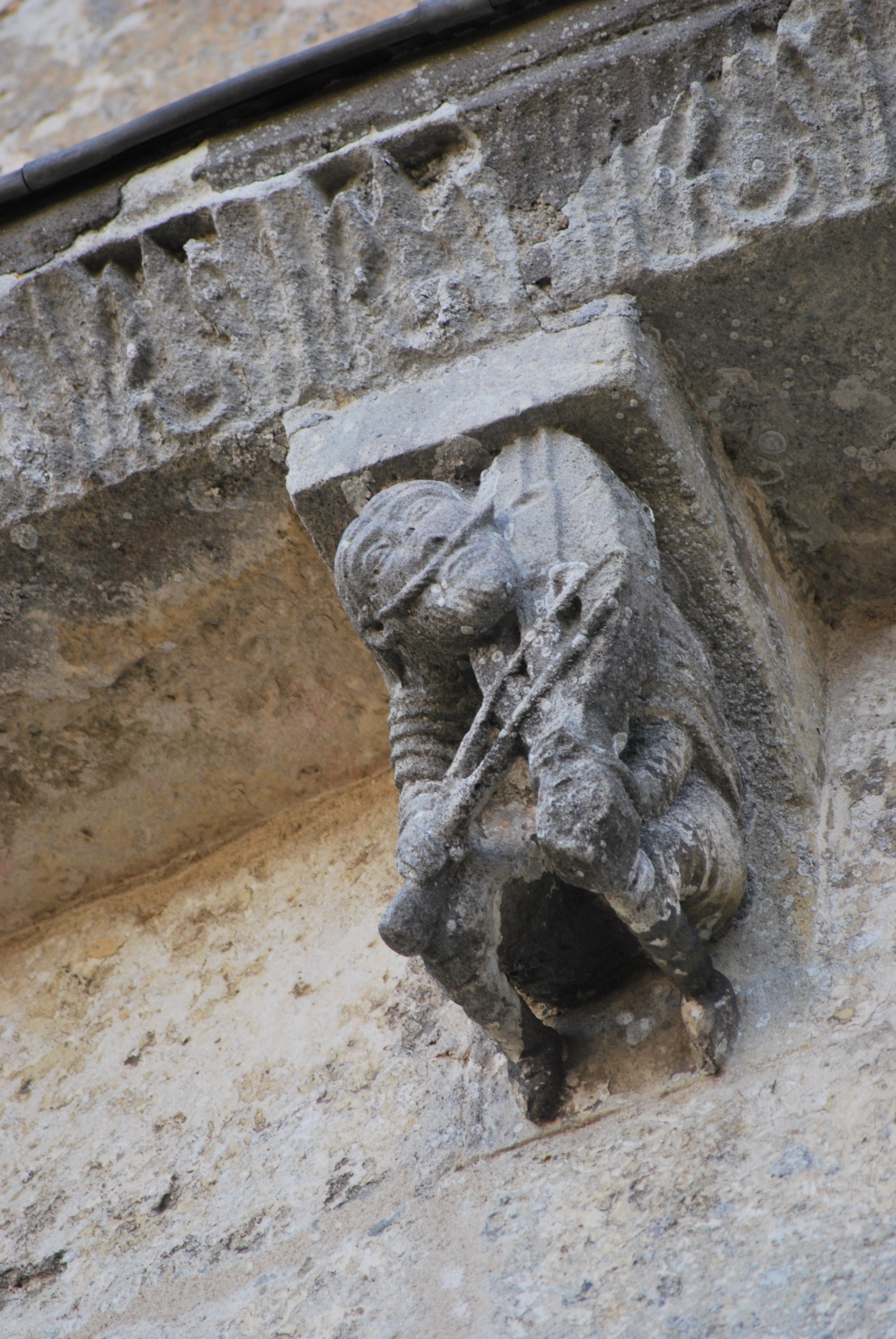
Joueur de vièle
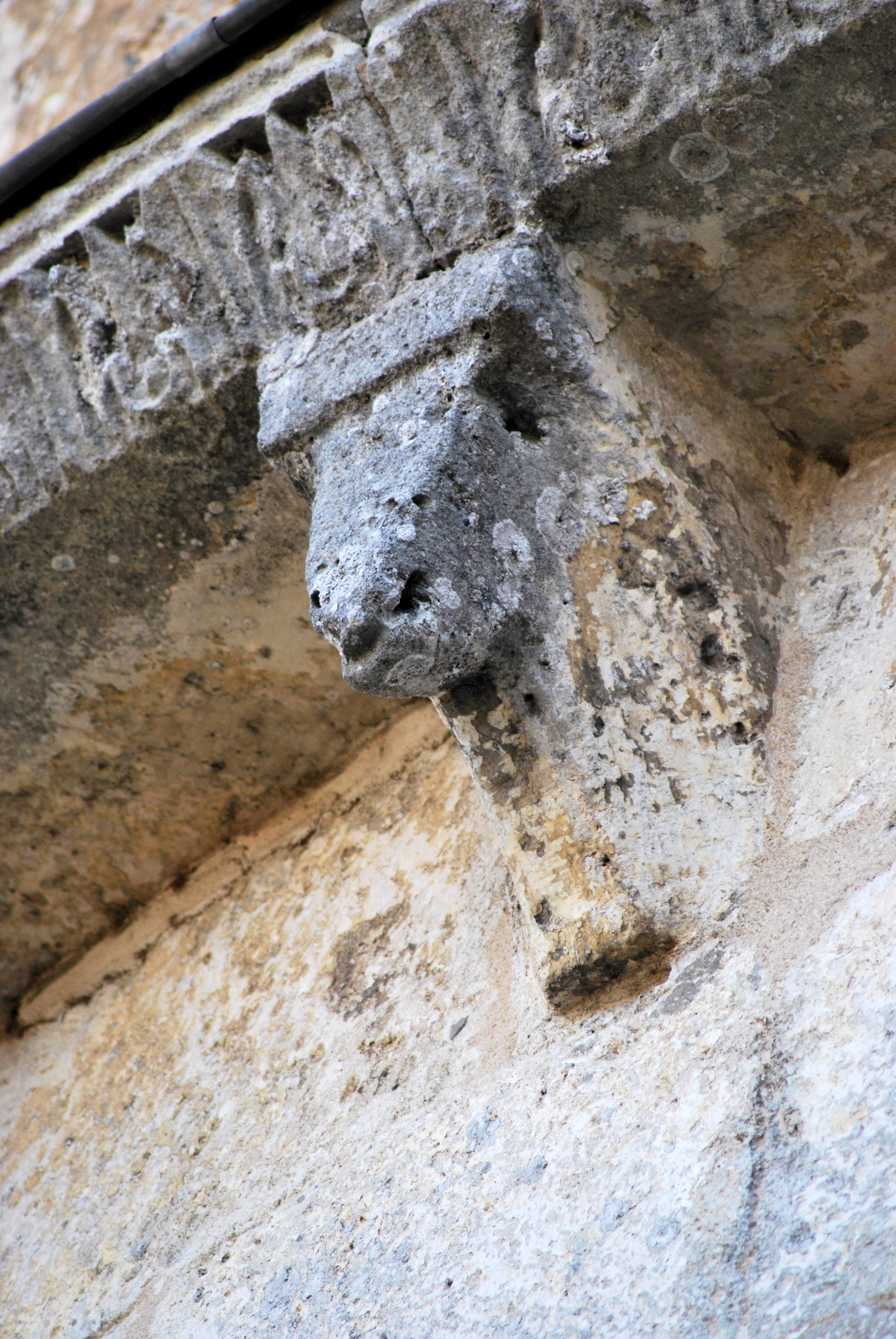
Bête
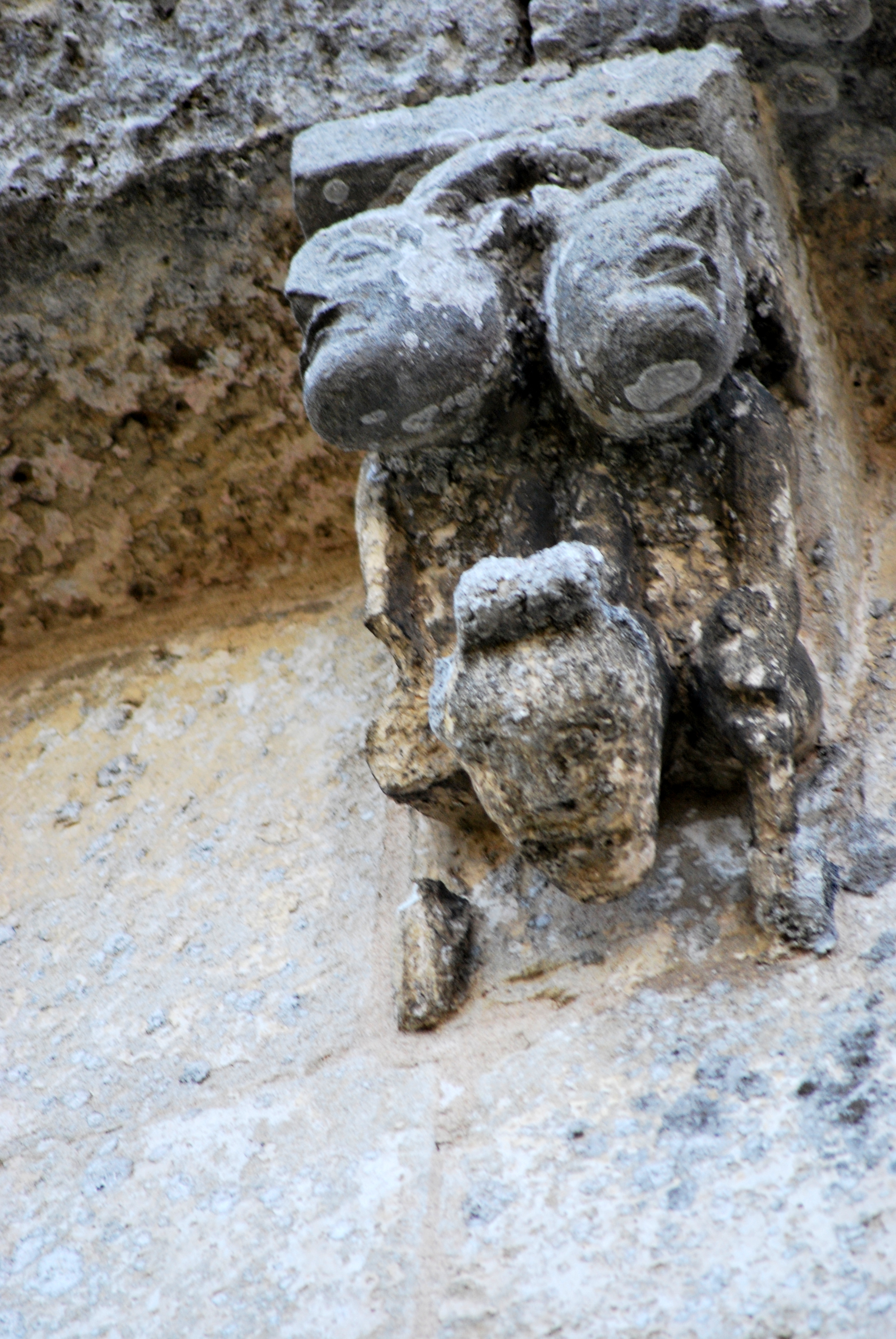
Deux hommes sur le dos d'une tortue
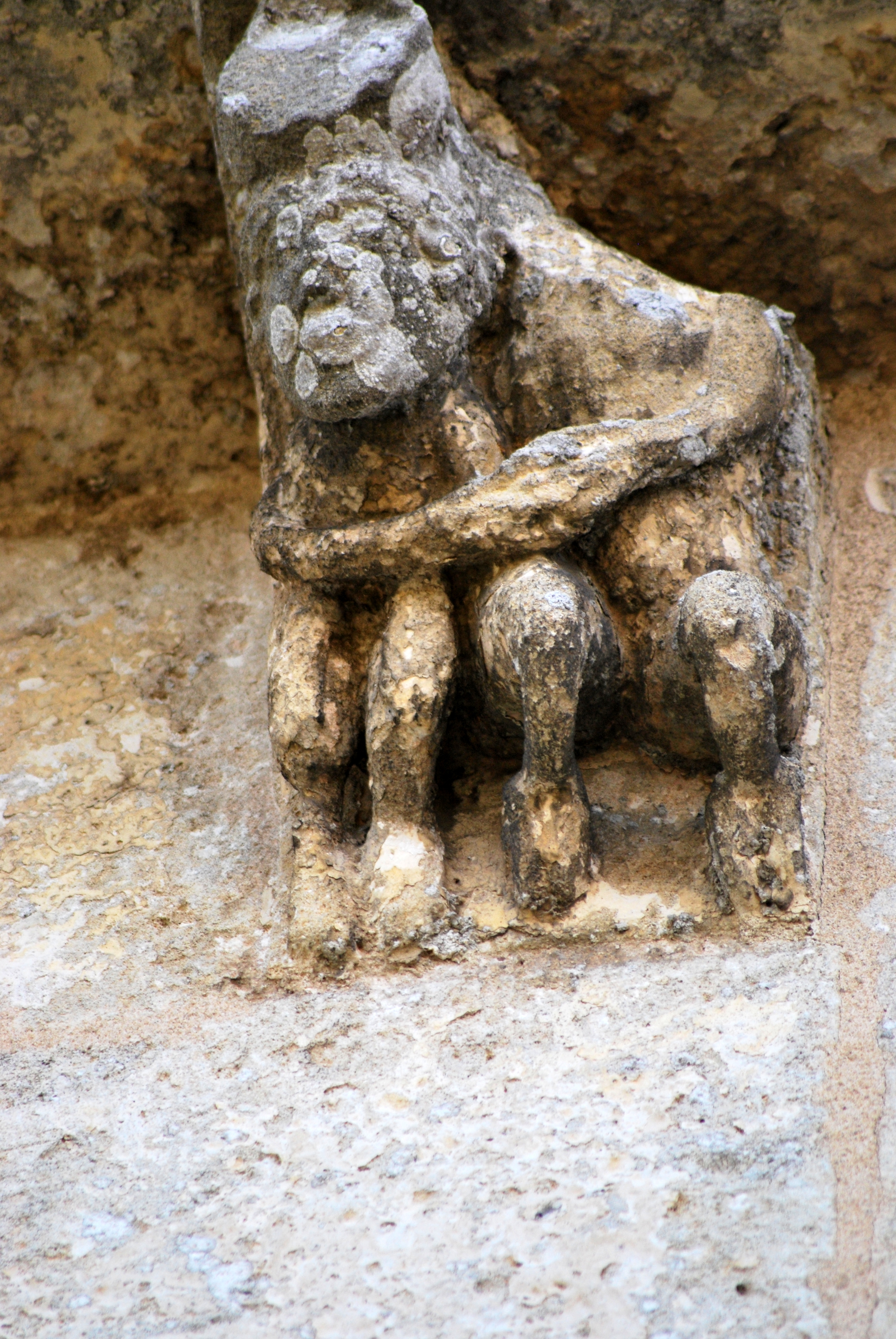
Homme et femme qui s'enlacent
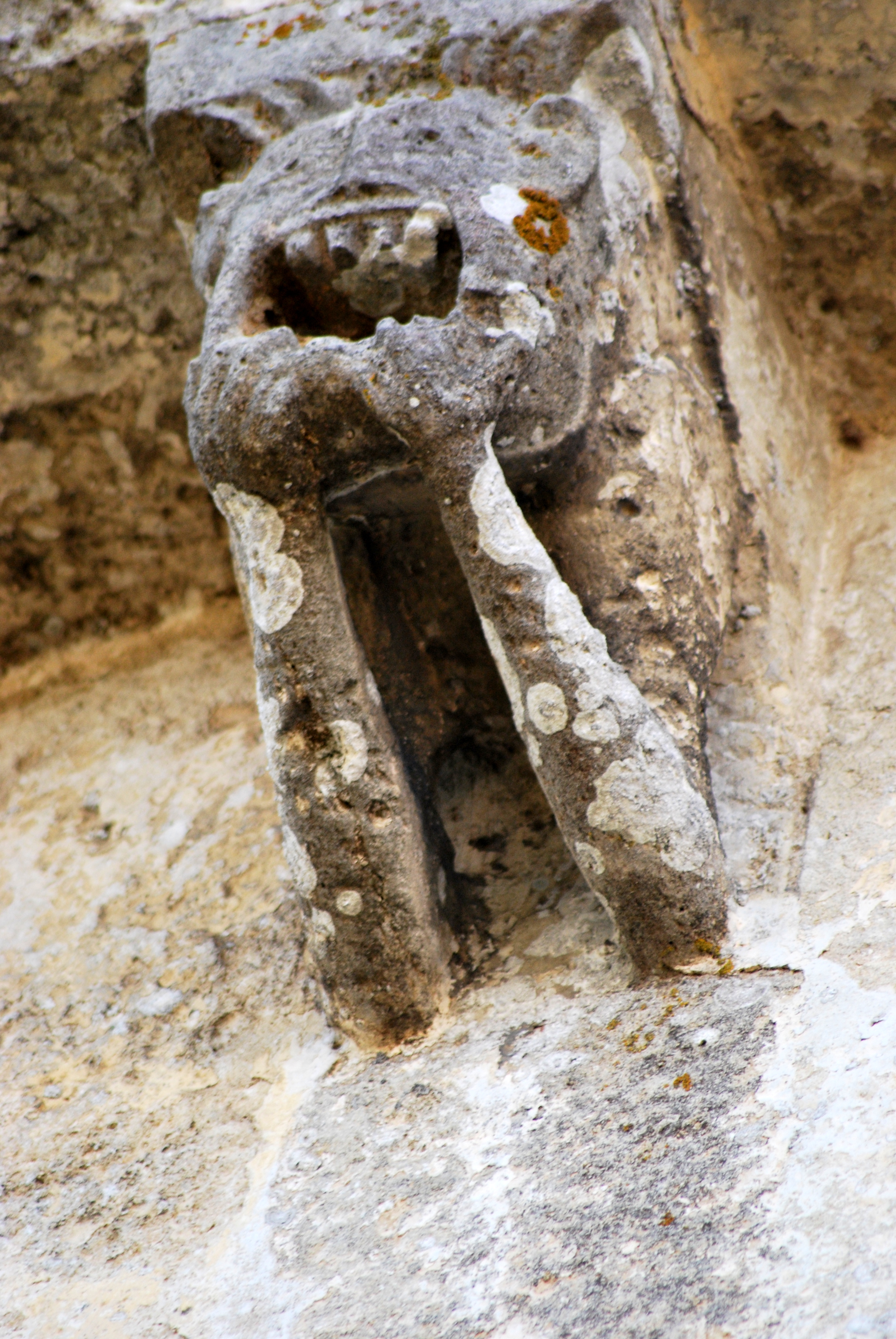
Monstre tirant les commissures
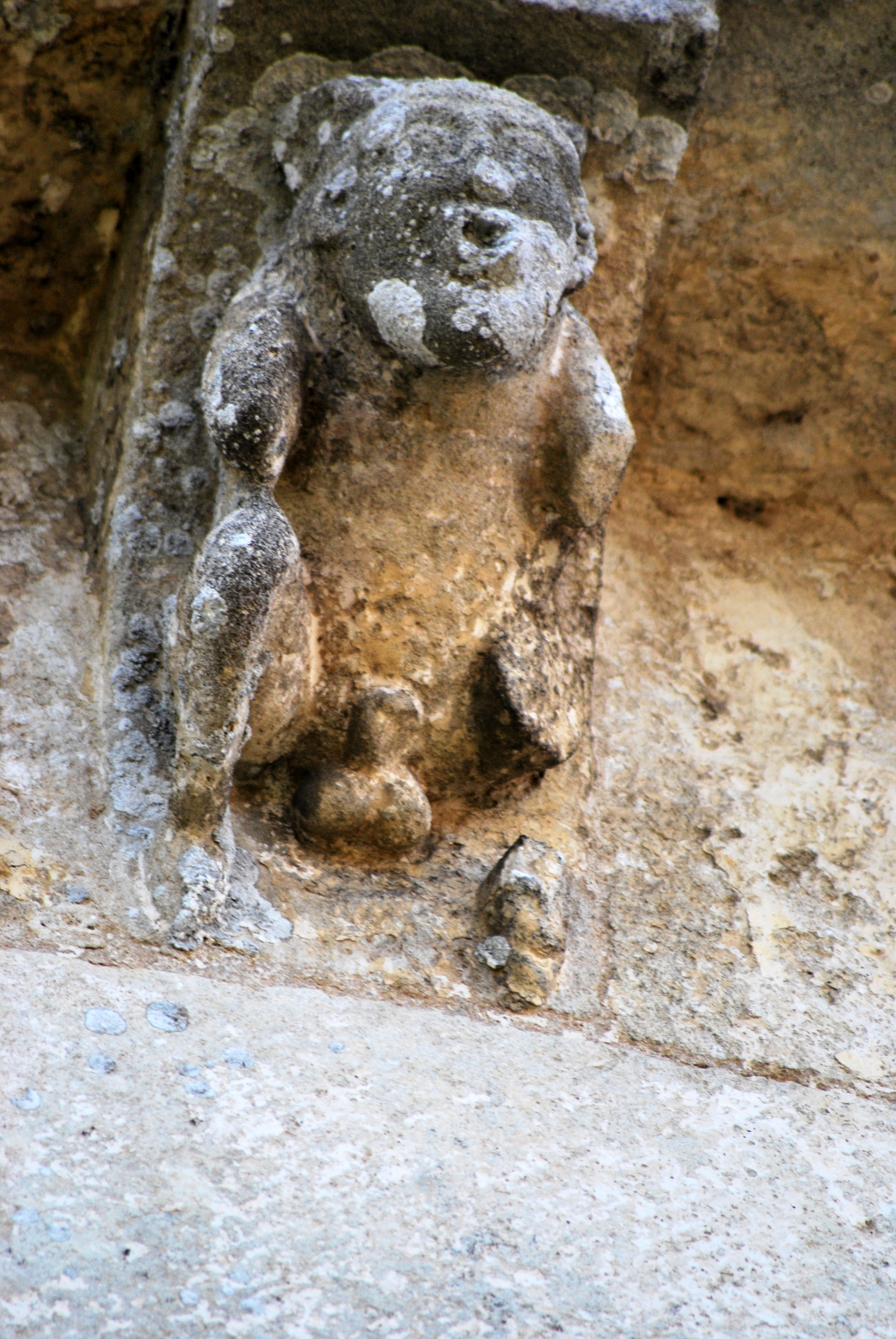
Homme ithyphallique
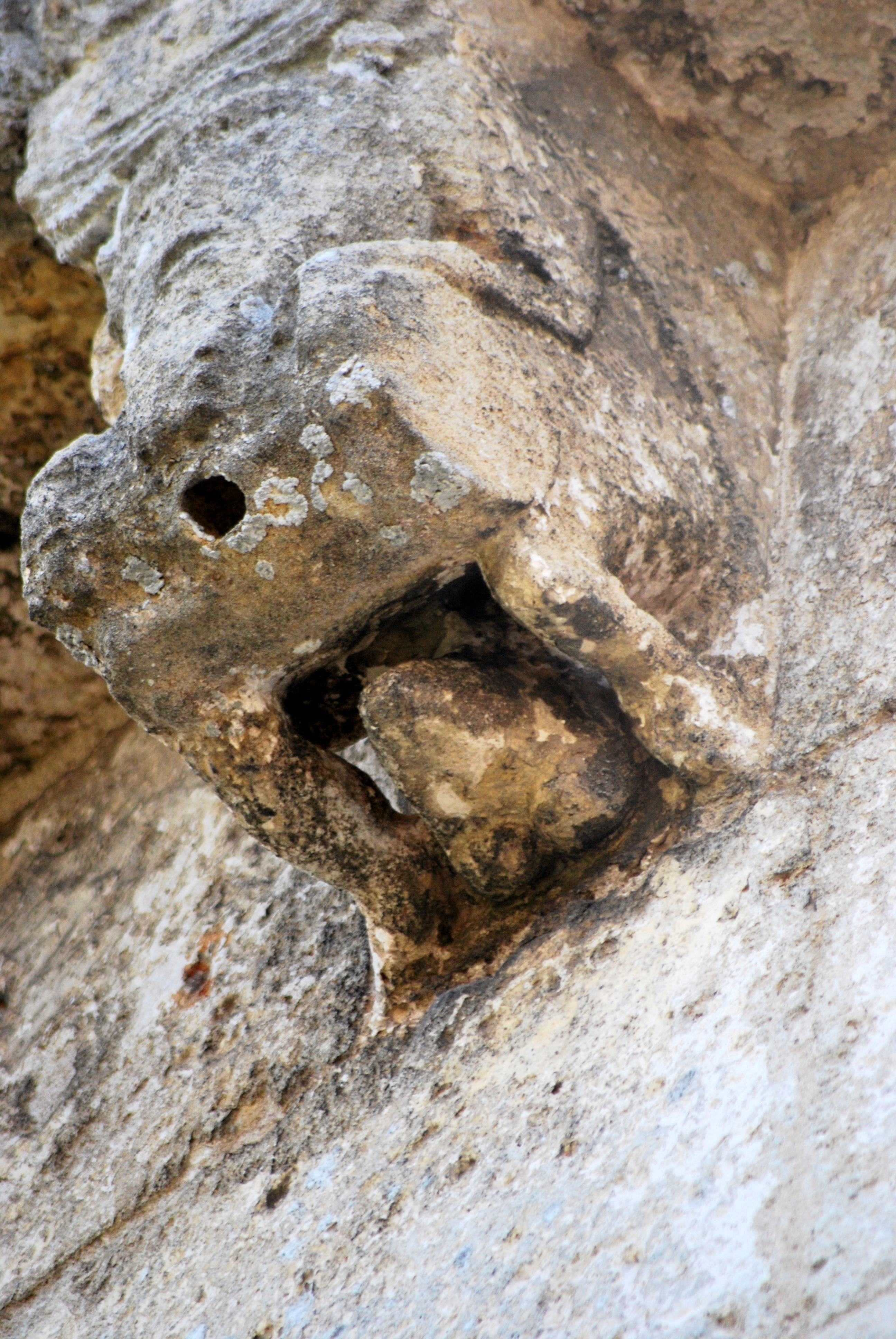
Joueur de dolio ithyphallique
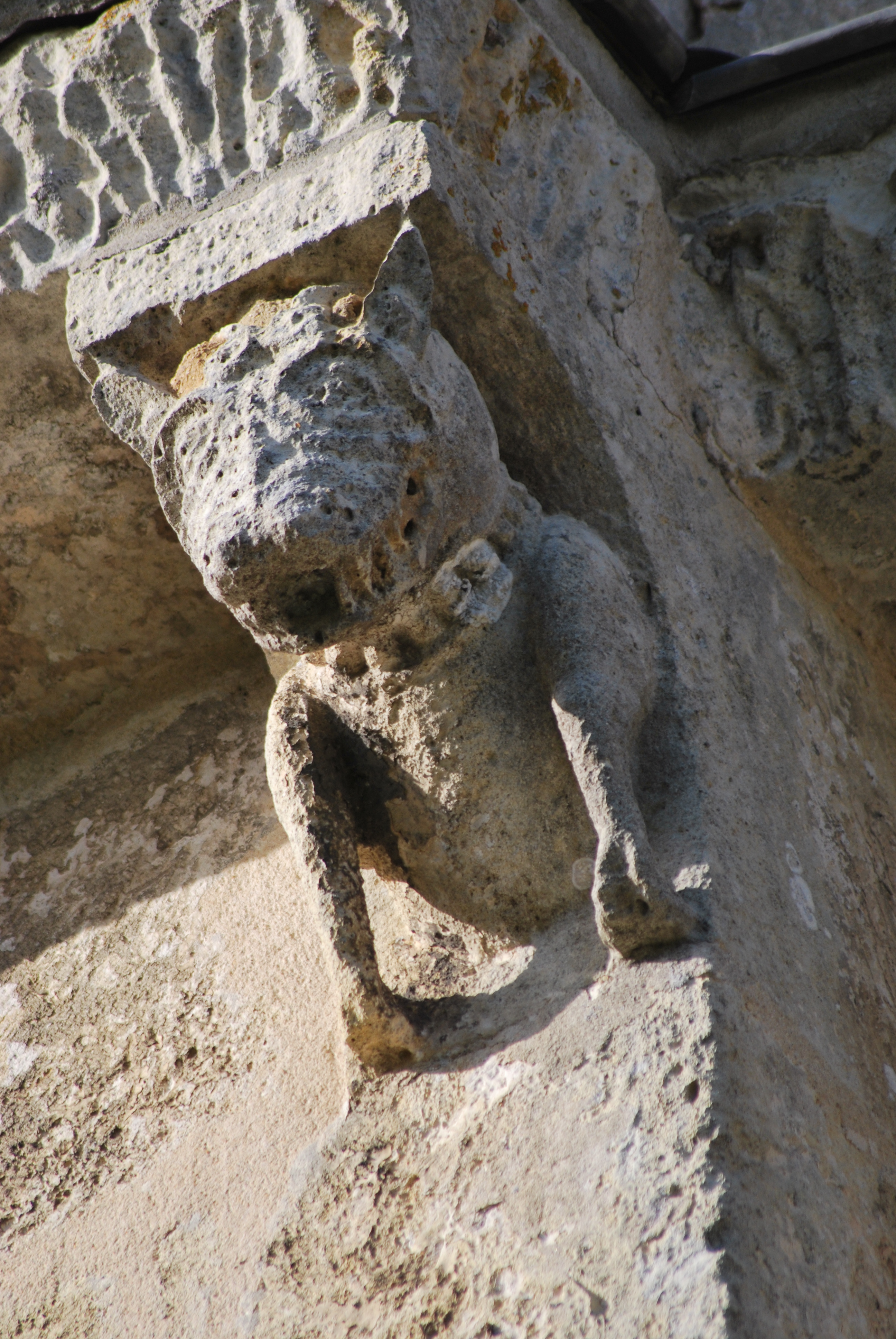
Dogue avec collier
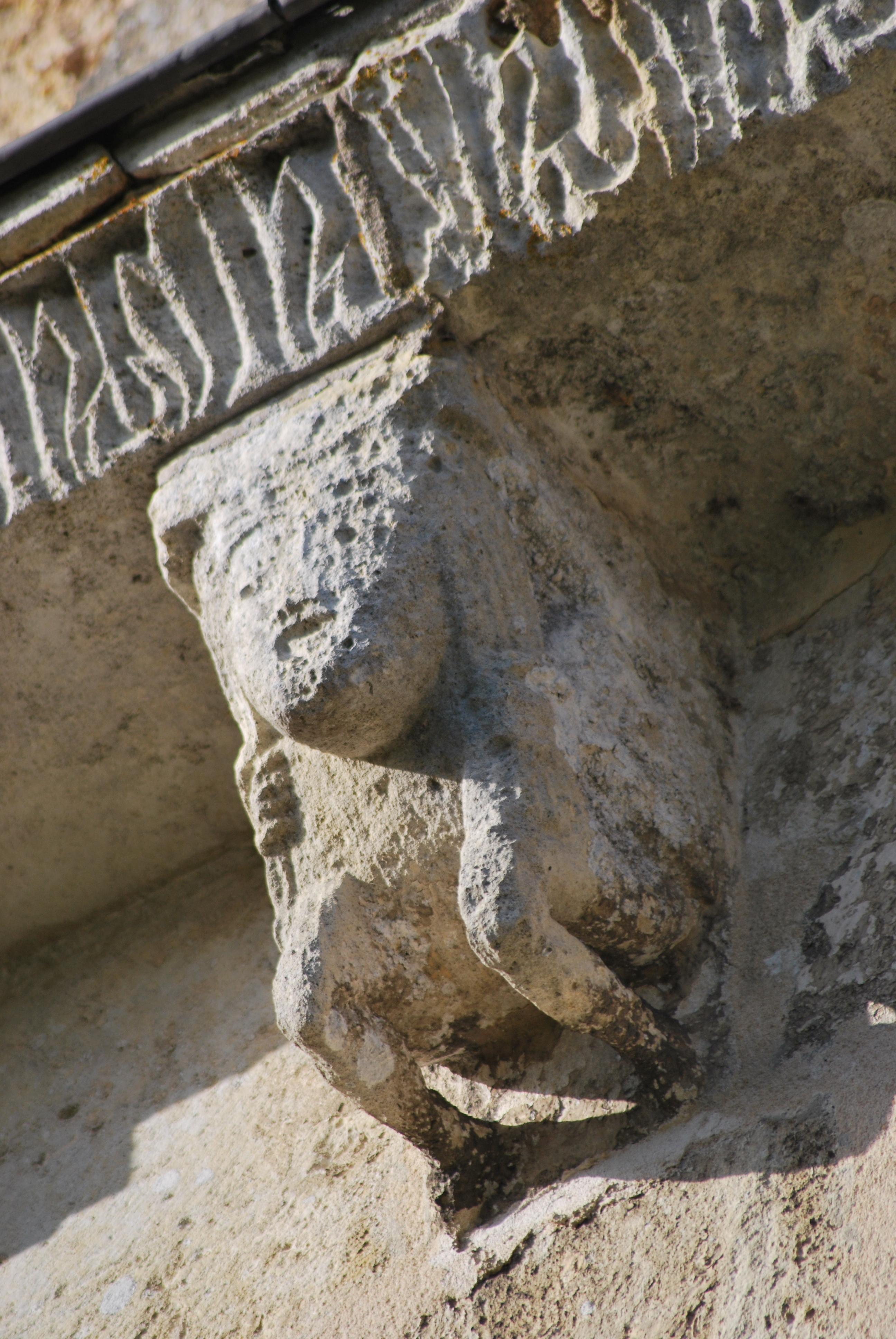
Homme assis
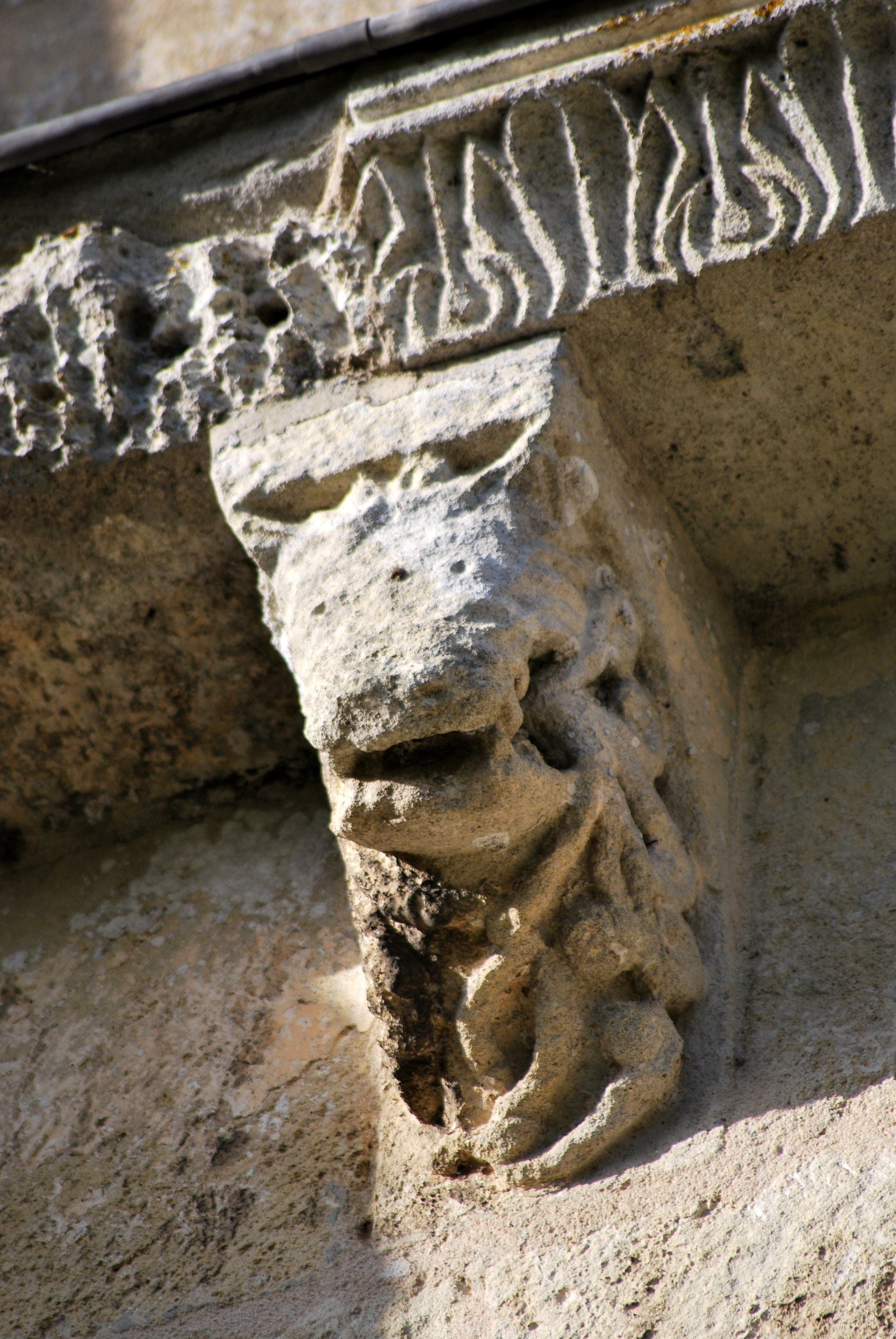
Cracheur de rinceaux

### L'intérieur
La partie romane de l'intérieur se limite aux deux chapiteaux de l'arc triomphal et aux deux chapiteaux du sanctuaire.

#### L'arc triomphal
Nord : Daniel dans la fosse aux lions et Habacuc
Le tailloir du chapiteau est tapissé d'une suite de palmettes. Sur la face principale de la corbeille, le prophète Daniel, sous les traits d'un jeune homme, nimbé, habillé d'une tunique à plis est assis entre deux fauves. Il prie à l'antique, les paumes étendues. En arrière-plan, sur la côté ouest, se trouve Habacuc, le petit prophète, chargé par l'« ange du Seigneur » d'apporter la nourriture à Daniel pendant son séjour dans la fosse.
Sud : La tentation et la chute d'Adam et Ève
La composition est un condensé du troisième chapitre du Livre de la Genèse. Elle se lit de droite à gauche, comme une bande dessinée. Sur le petit côté de la corbeille, le serpent glisse entre les feuilles de l'Arbre de la connaissance du bien et du mal et Ève, toute nue, les cheveux défaits, a pris le fruit défendu de sa main gauche.
Sur la face principale, la même Ève soutient de sa main droite celle gauche d'Adam et le fruit dont elle va le régaler.
Dans la scène suivante, Adam vient de découvrir l'angoisse et sa main droite s'est portée à sa gorge, un geste qui représente à lui seul le stéréotype de l'épisode. La nudité d'Adam est voilée par une feuille de figuier.
L'autre moitié de la corbeille montre Dieu, couvert d'un manteau et tenant dans sa main droite un sceptre fleurdelisé. Il pousse le couple hors du paradis en ayant pris soin de les vêtir de tuniques. Finalement, sur le petit côté, Adam doit travailler à retourner la terre pour se nourrir.
Les deux chapiteaux sont complémentaires : au nord on représente la vertu de l'obéissance, dont Daniel est le parangon et au sud, les effets de la désobéissance, dont les « premiers parents » sont l'archétype.

#### Le sanctuaire
Nord : Michel tuant un dragon et un porteur de poisson
Le tailloir du chapiteau est orné d'une frise d'acanthe sèche. Sur la face principale de la corbeille, un ange nimbé est grimpé sur le dos d'un dragon ailé symbolisant le Diable. L'ange aux pieds nus enfonce un épieu dans la gueule du dragon.
Sur le petit côté de la corbeille un homme, chaussé de bottines, porte sur son épaule gauche un énorme poisson.
L'enchaînement pécheur - ange tuant le Mal apparaît comme une iconographie positive : le protecteur céleste envoyé auprès de chaque homme en train de pécher, pour l'aider, s'il le veut bien, à anéantir le démon qui serpente au tréfonds de son âme.
Sud : Centaure tuant un démon
Le protagoniste principal est un Centaure se détournant pour tirer son arc sur un quadrupède qui grimace de frayeur. Ce dernier est une chimère curieuse : corps et pattes de lion, ailes déployées, buste et tête humaine avec oreilles en pointe et crête capillaire.
Une corbeille similaire existe à l'abbaye de la Sauve-Majeure.
C'est à partir du XIe siècle que le Centaure devient une figure centrale de l'imagerie de l'édification morale. Sa mission est d'exterminer le Mal (sirènes, et autres démons), mais la différence avec les anges est qu'il est un habitant de la terre et semblable en cela à n'importe quel homme, de sorte que le message implicite dans les images apparemment anodines était révolutionnaire, puisqu'il induit pour l'homme la possibilité de se libérer seul du Mal, en faisant appel aux seules forces terrestres.

## La décoration et le mobilier

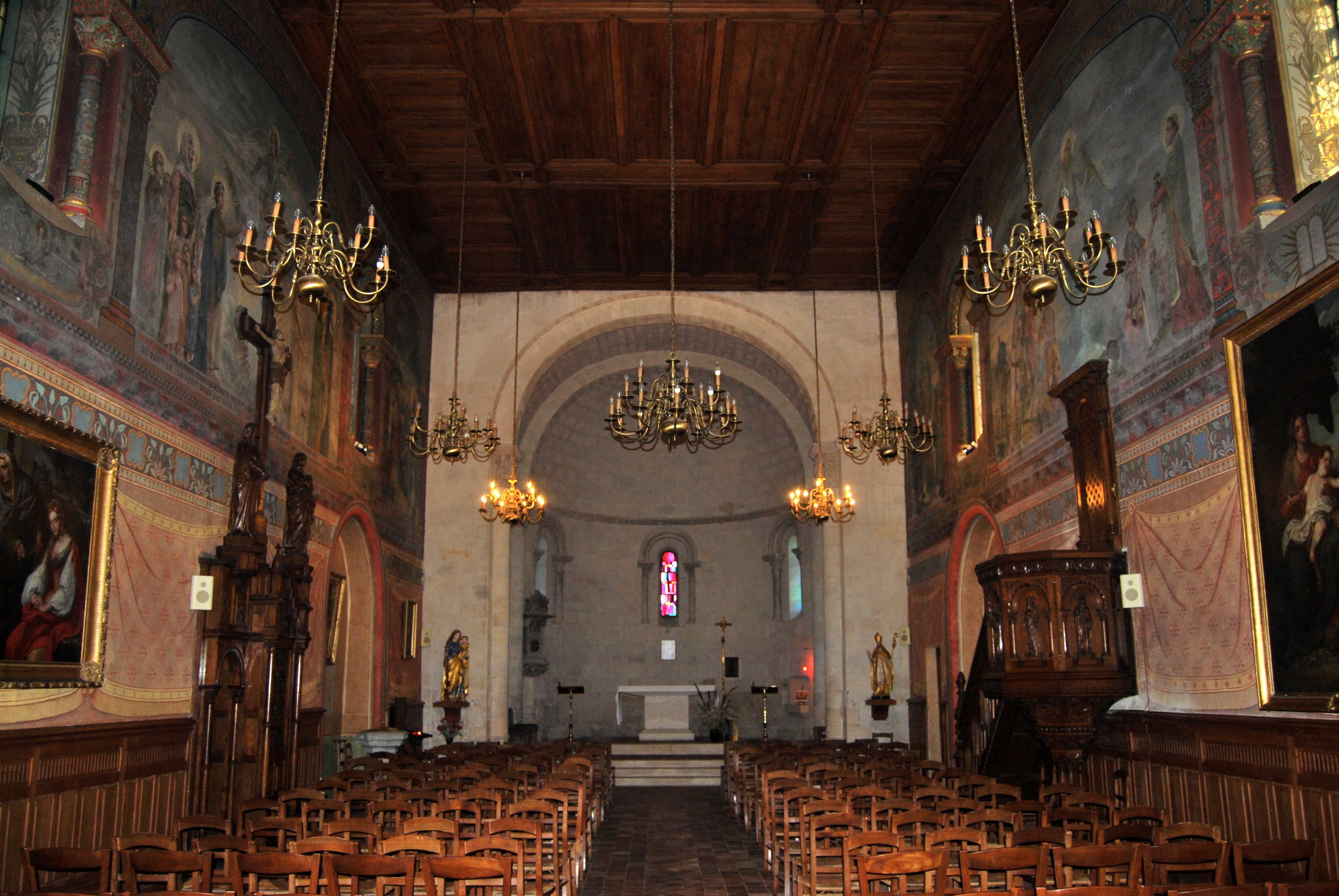
La nef vue du portail
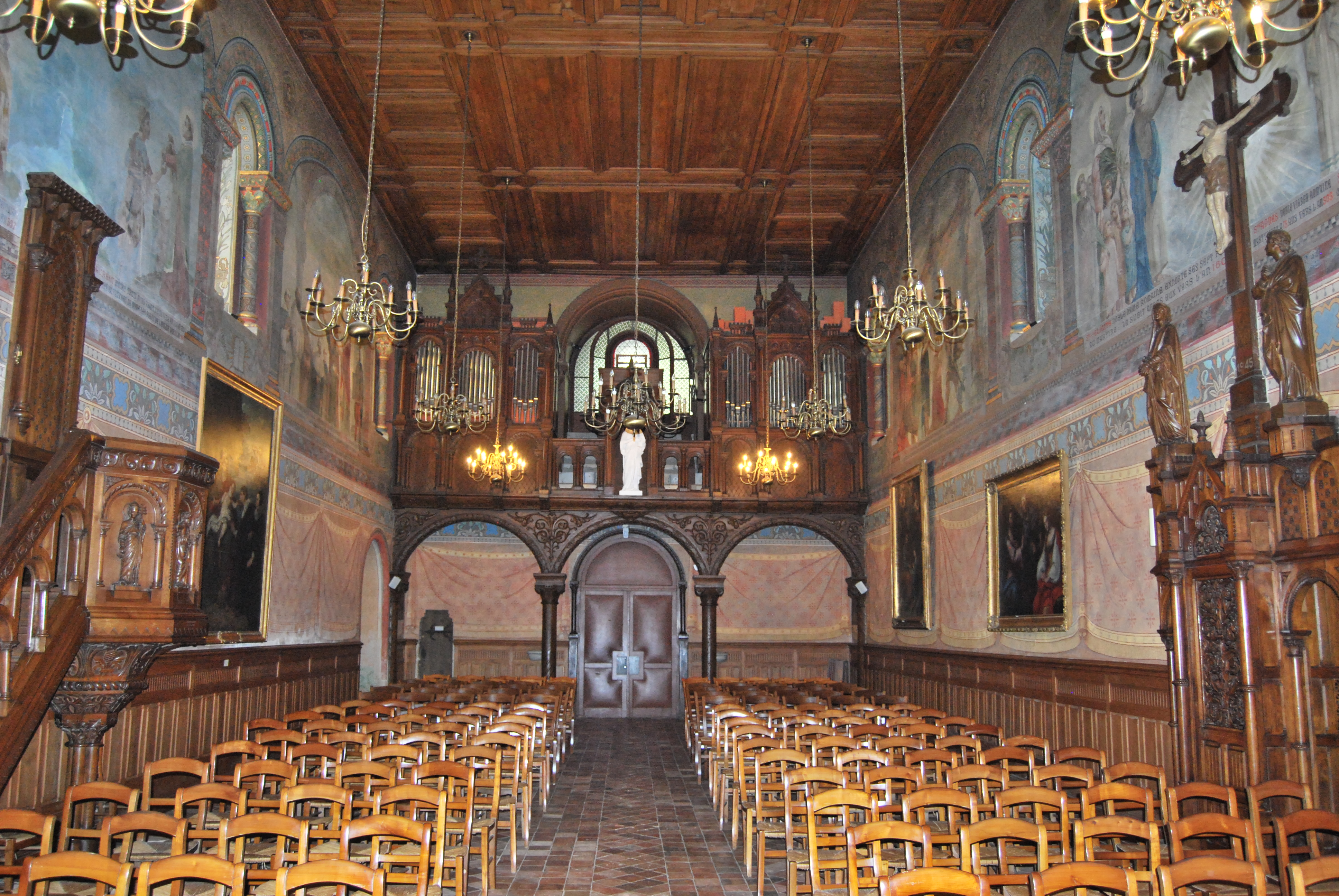
La nef vue de l'autel
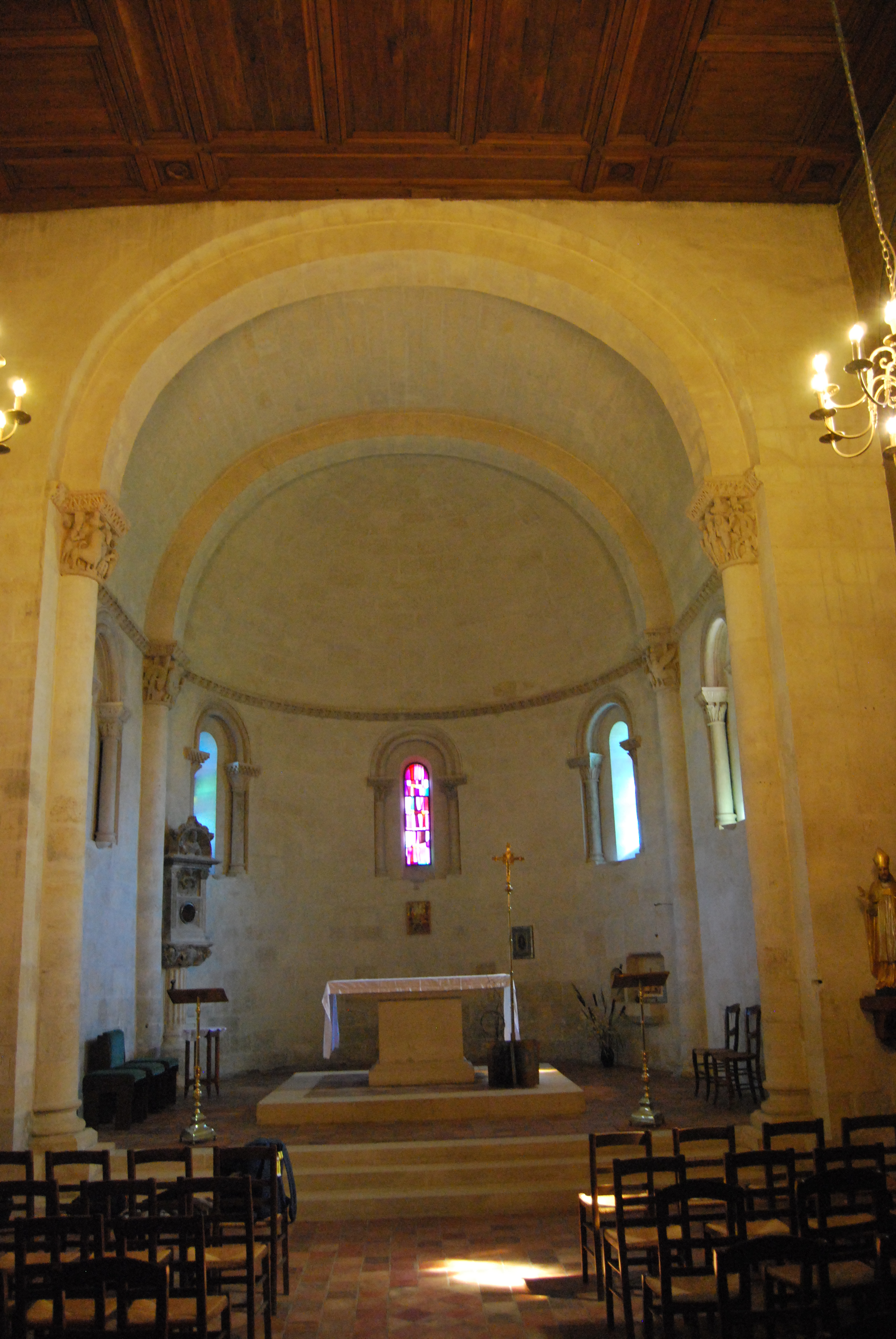
Le sanctuaire
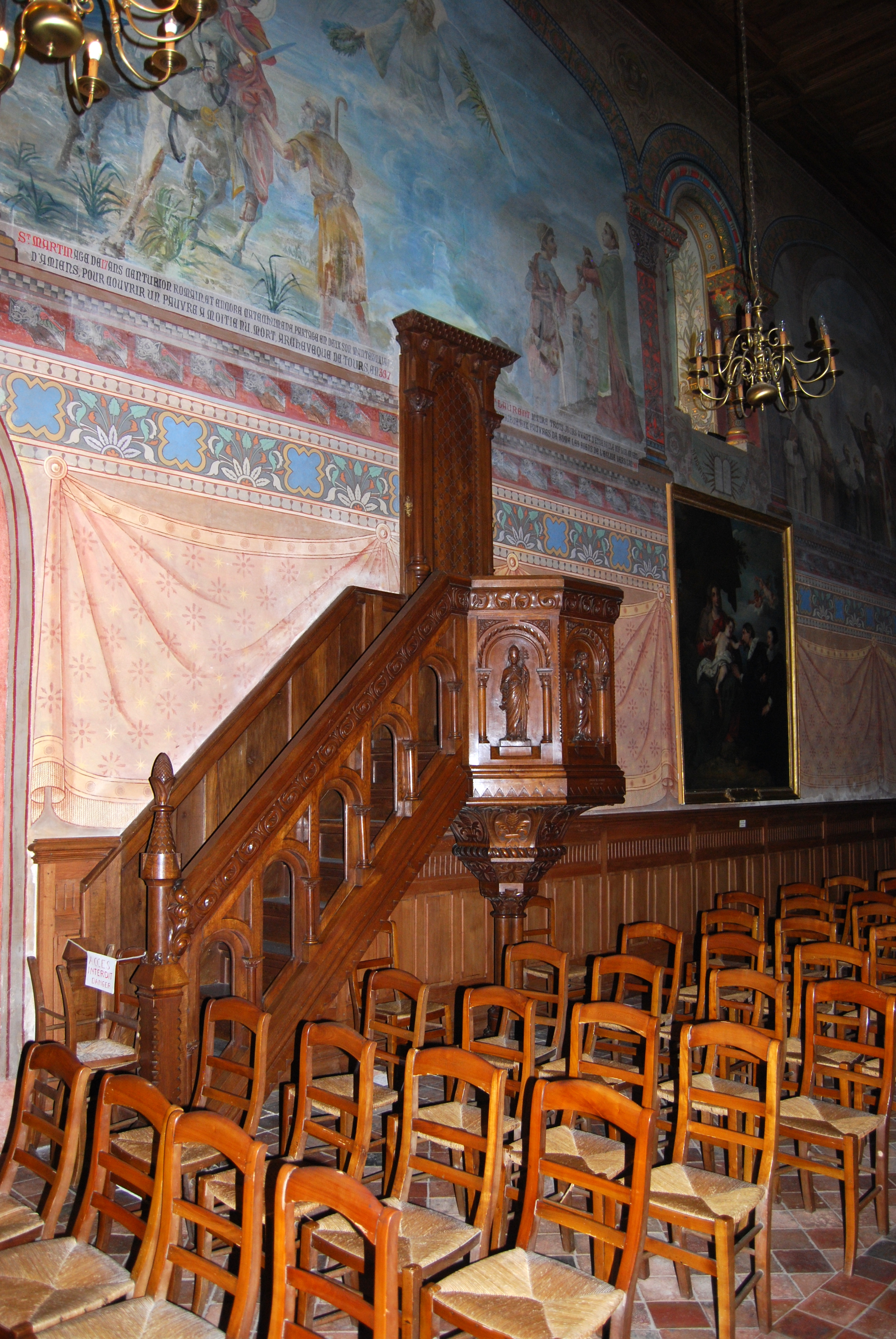
La chaire
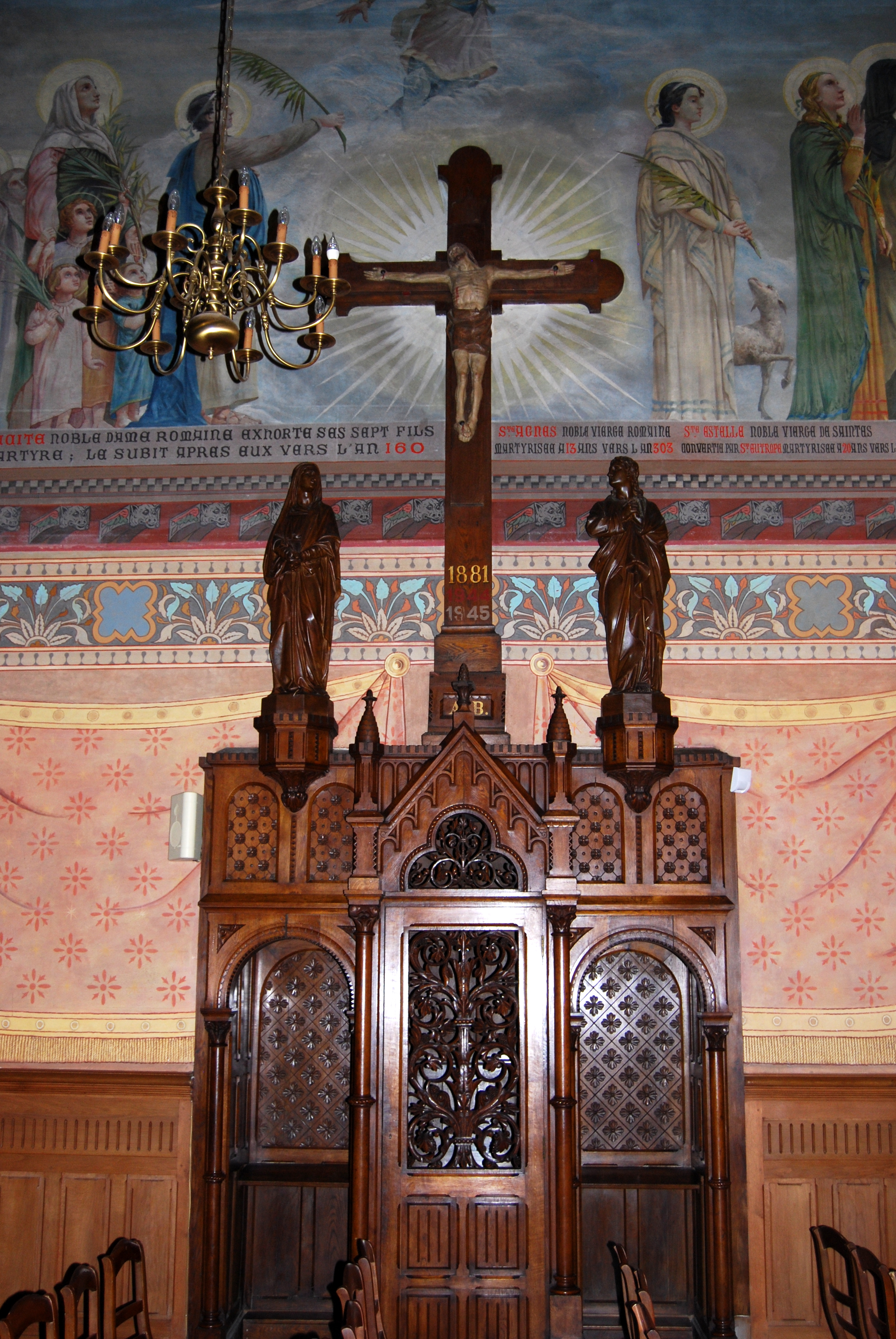
Le confessionnal

Les fresques
Les fresques sur les murs nord et sud de la nef sont l’œuvre des peintres Boudon et Vernay et datent de 1896. Elles sont longues de 20 mètres et hautes de 4 mètres. Sur chaque mur, se trouvent trois tableaux, séparés les uns des autres par les baies de la nef.

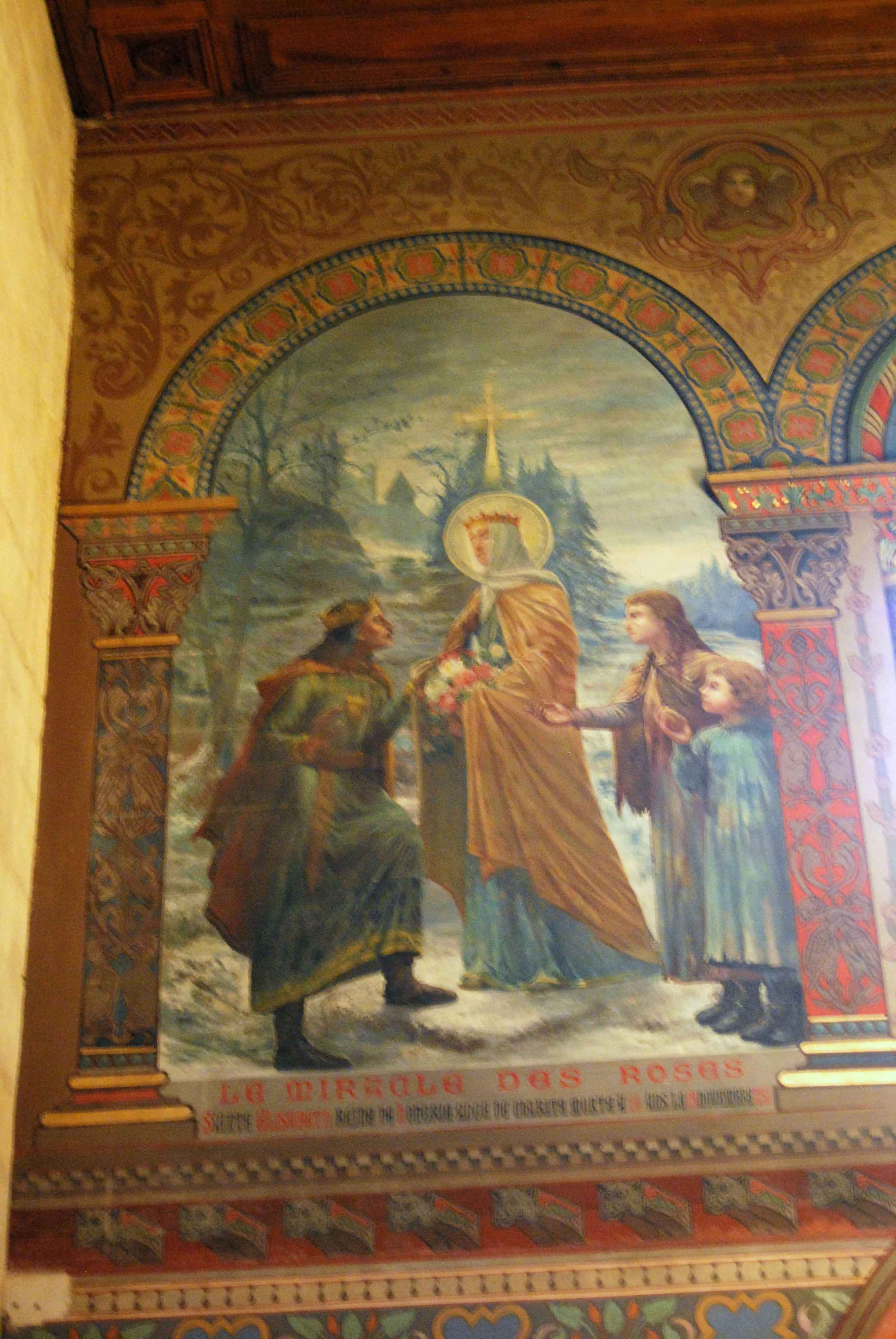
Mur sud - le Miracle des Roses
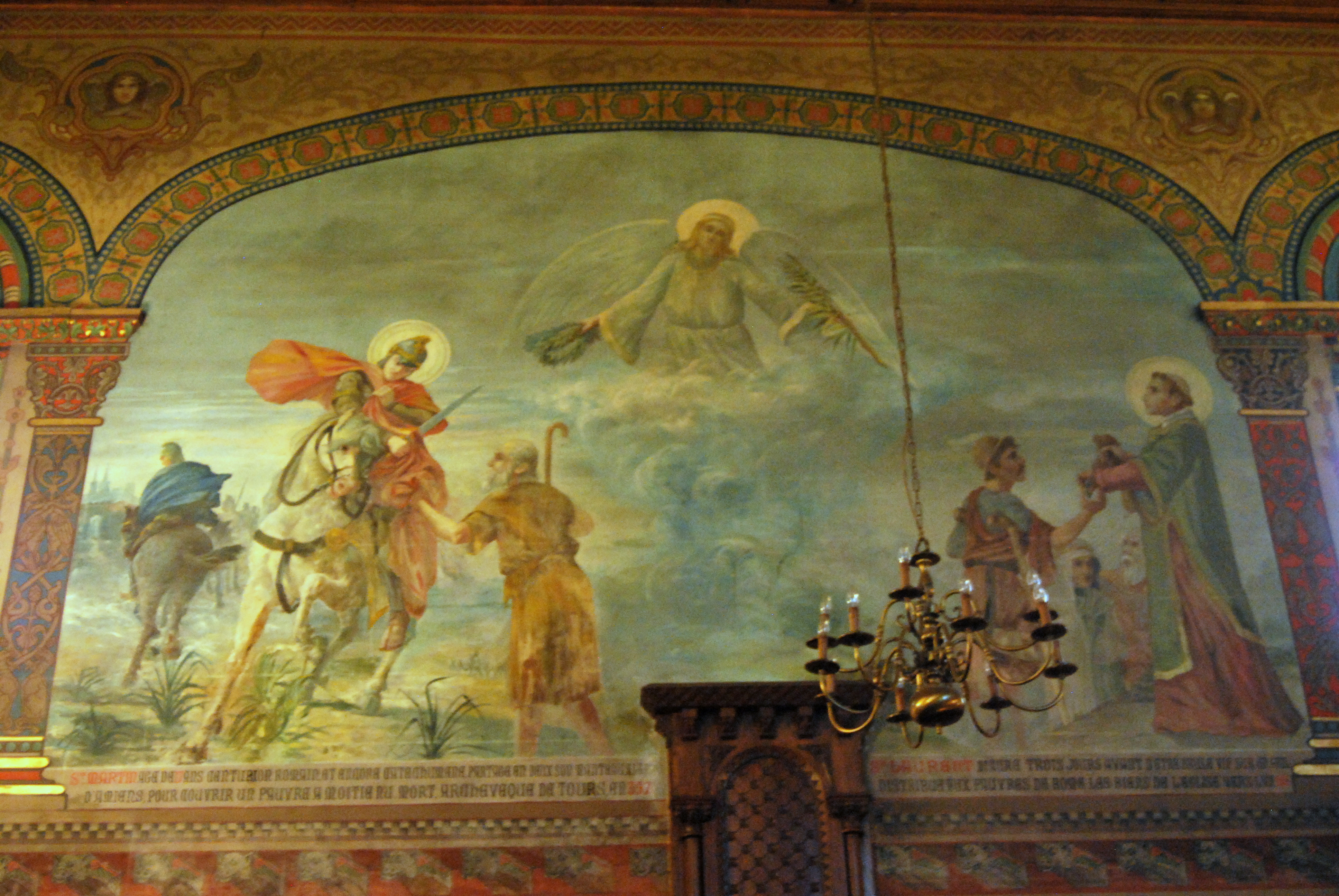
Mur sud - Saint Martin
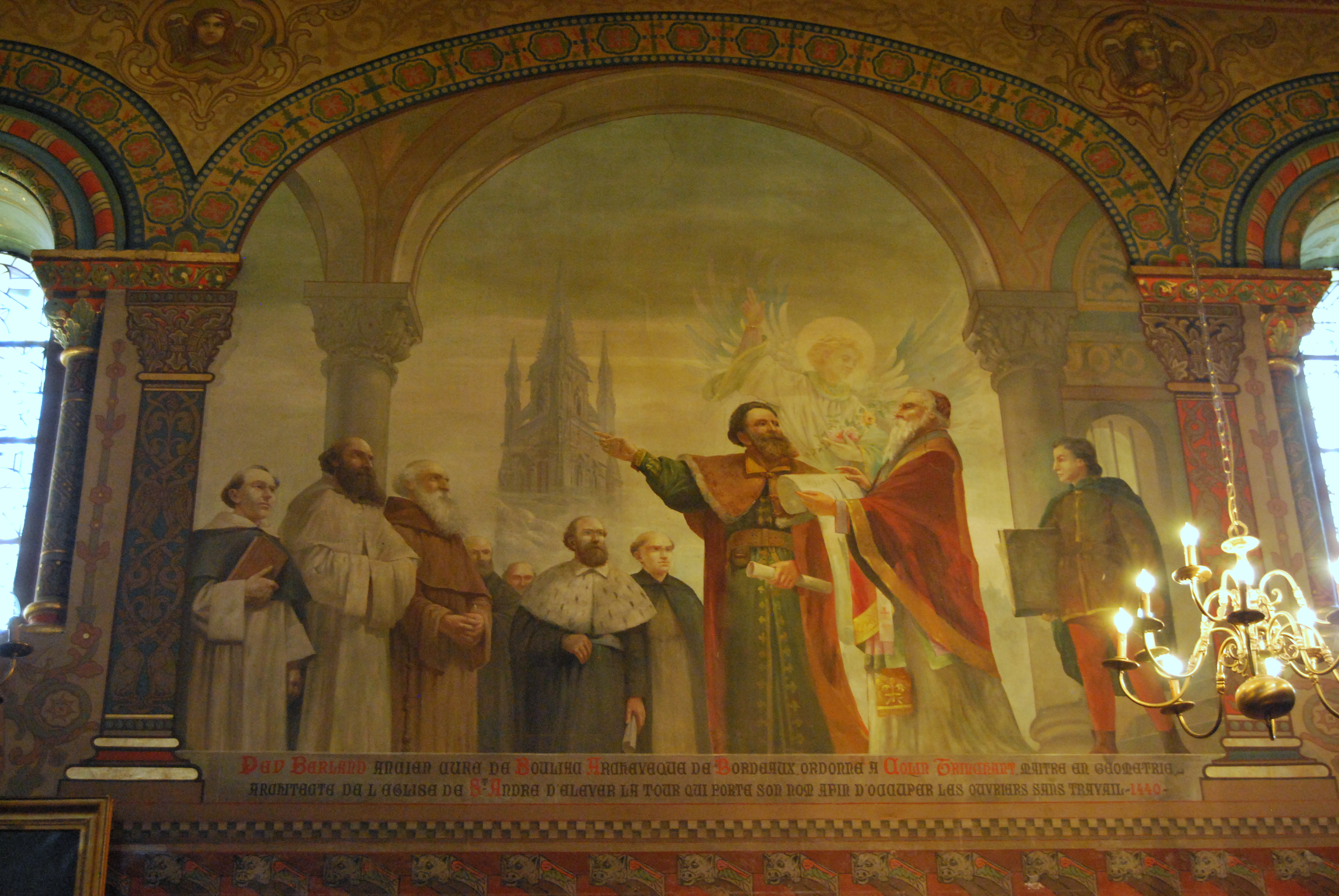
Mur sud - Pey Berland
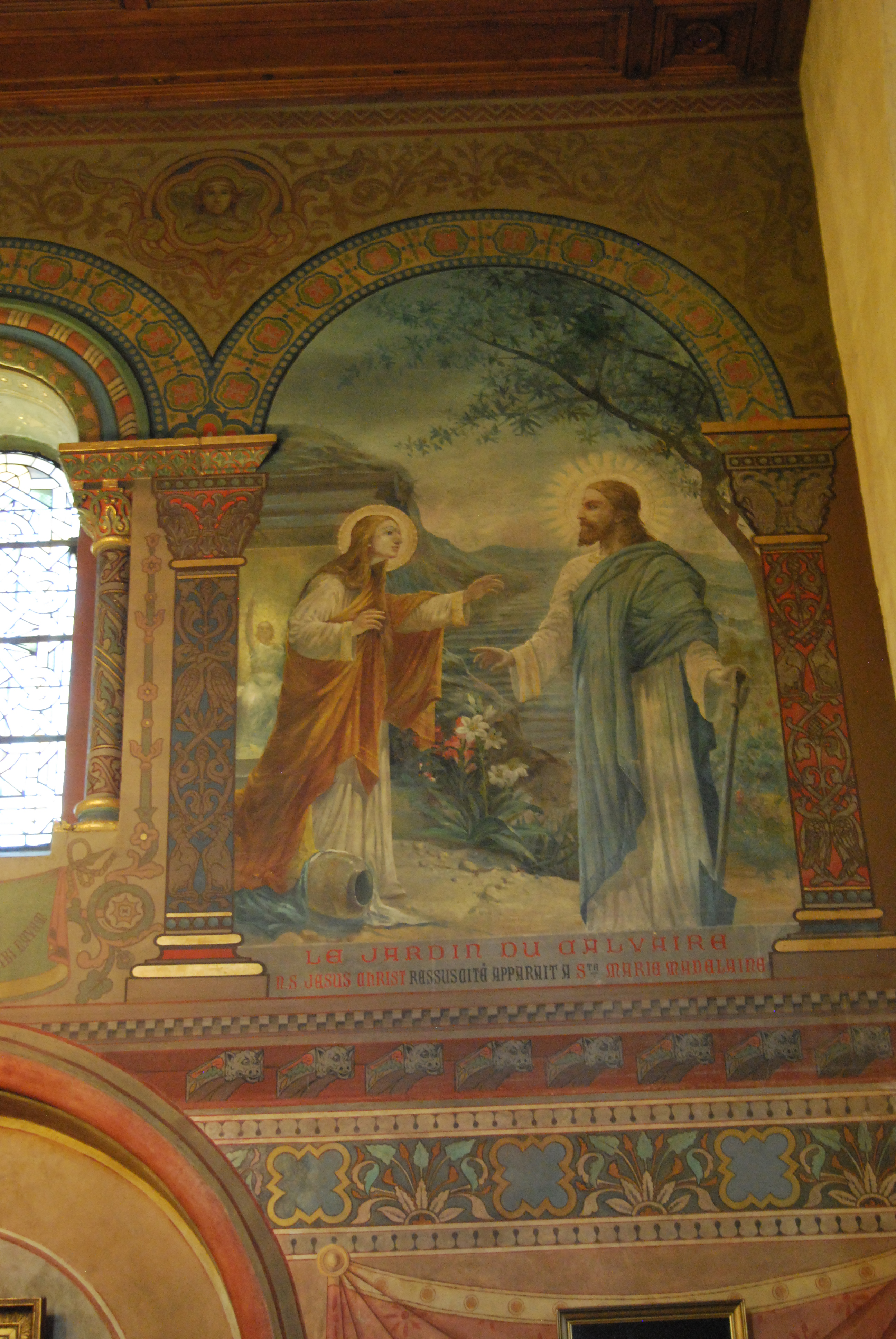
Mur sud - Le Jardin du calvaire
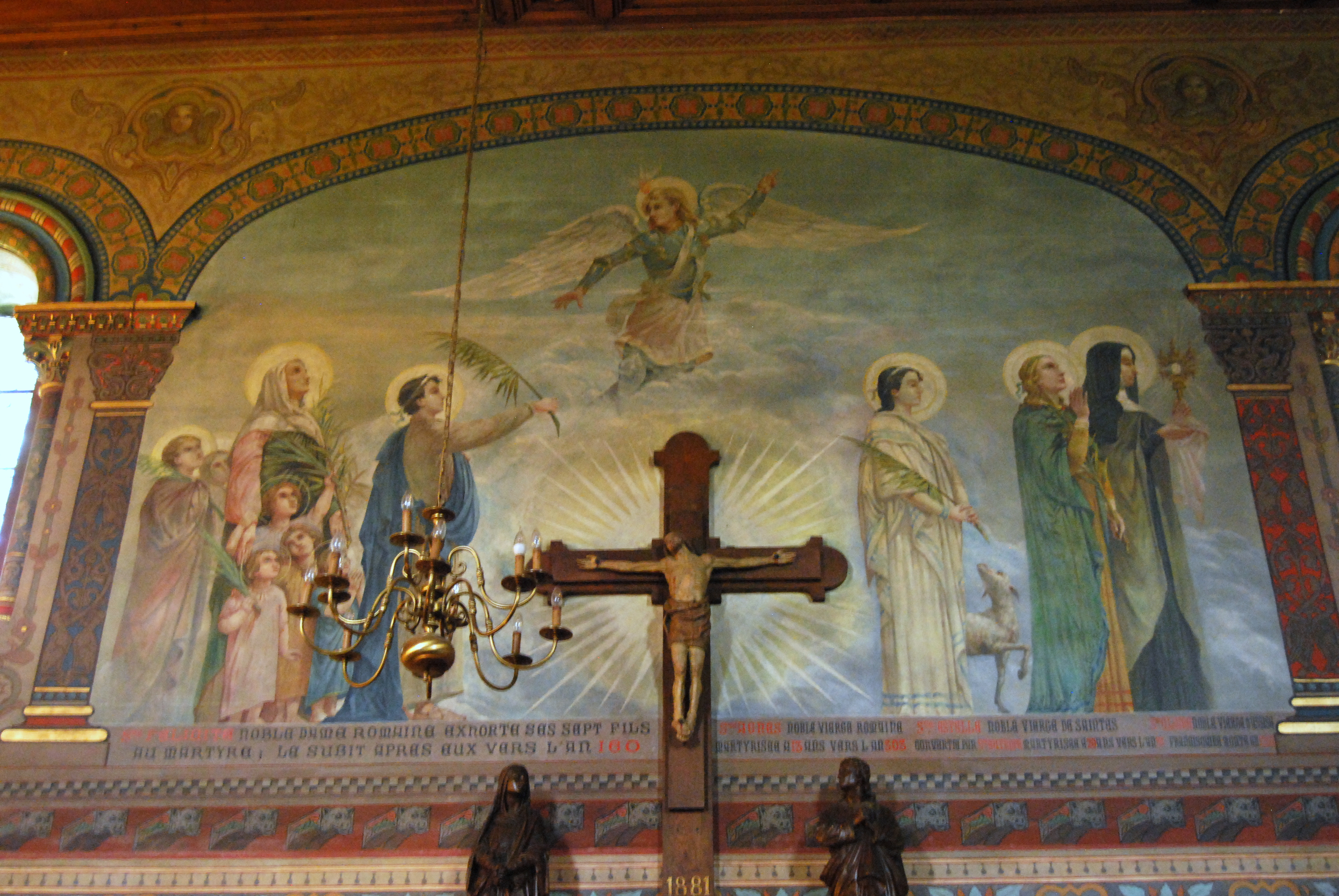
Mur nord- Sainte Félicité
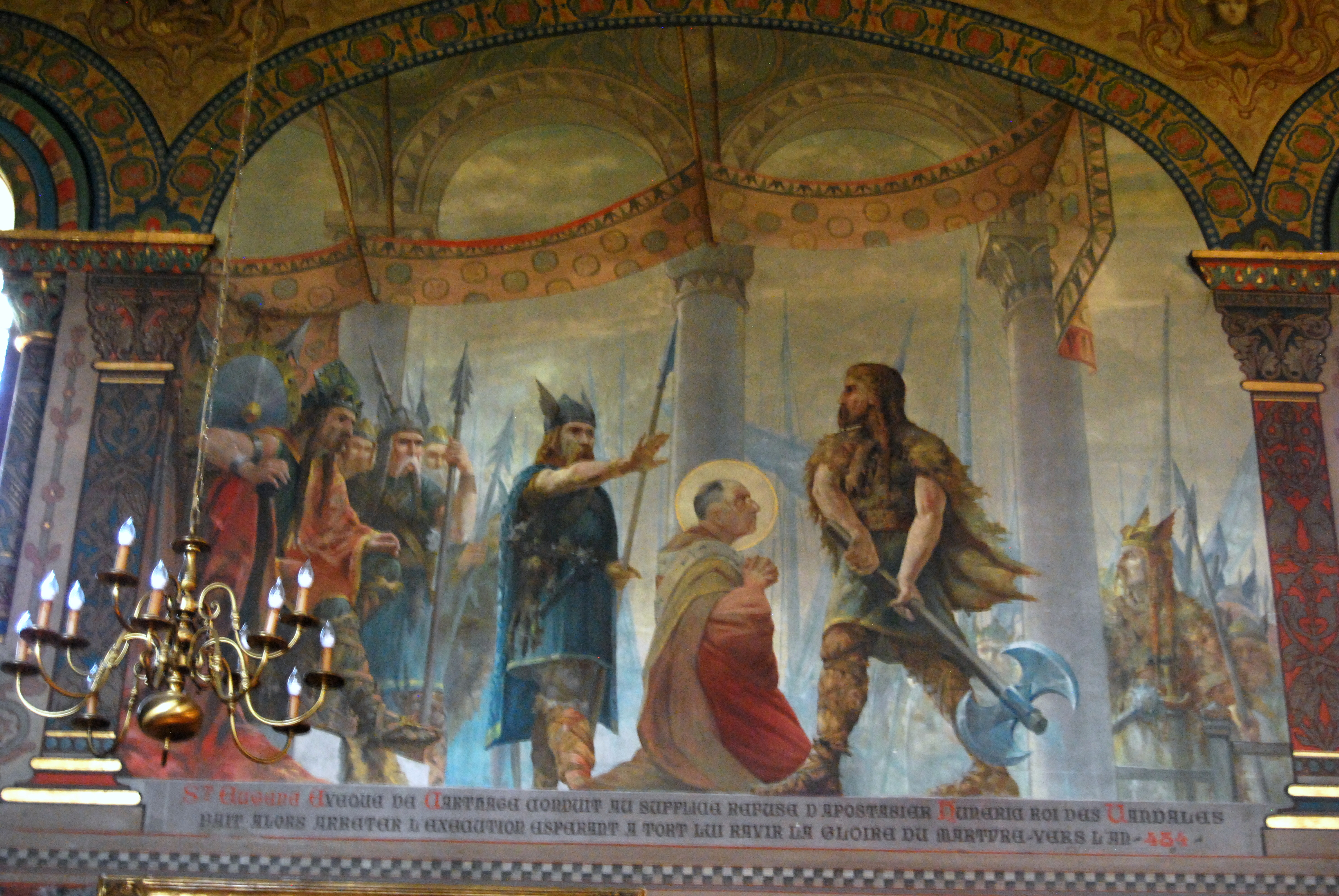
Mur nord - Saint Eugène

Au nord, le thème est l'amour dû à Dieu et, au sud, l'amour dû au prochain. On voit l’archevêque Pey Berland faisant construire à Bordeaux la tour qui porte encore son nom.

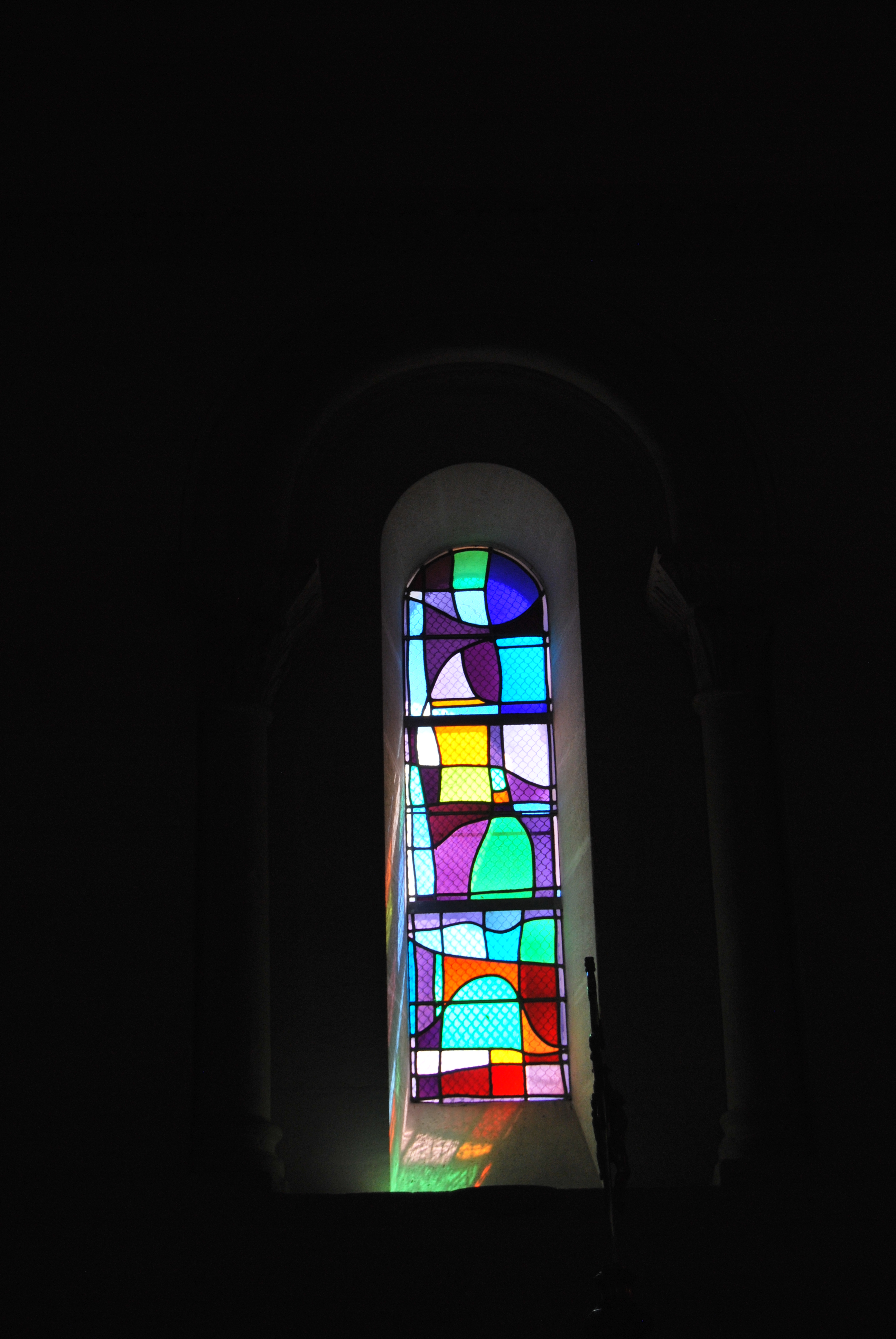
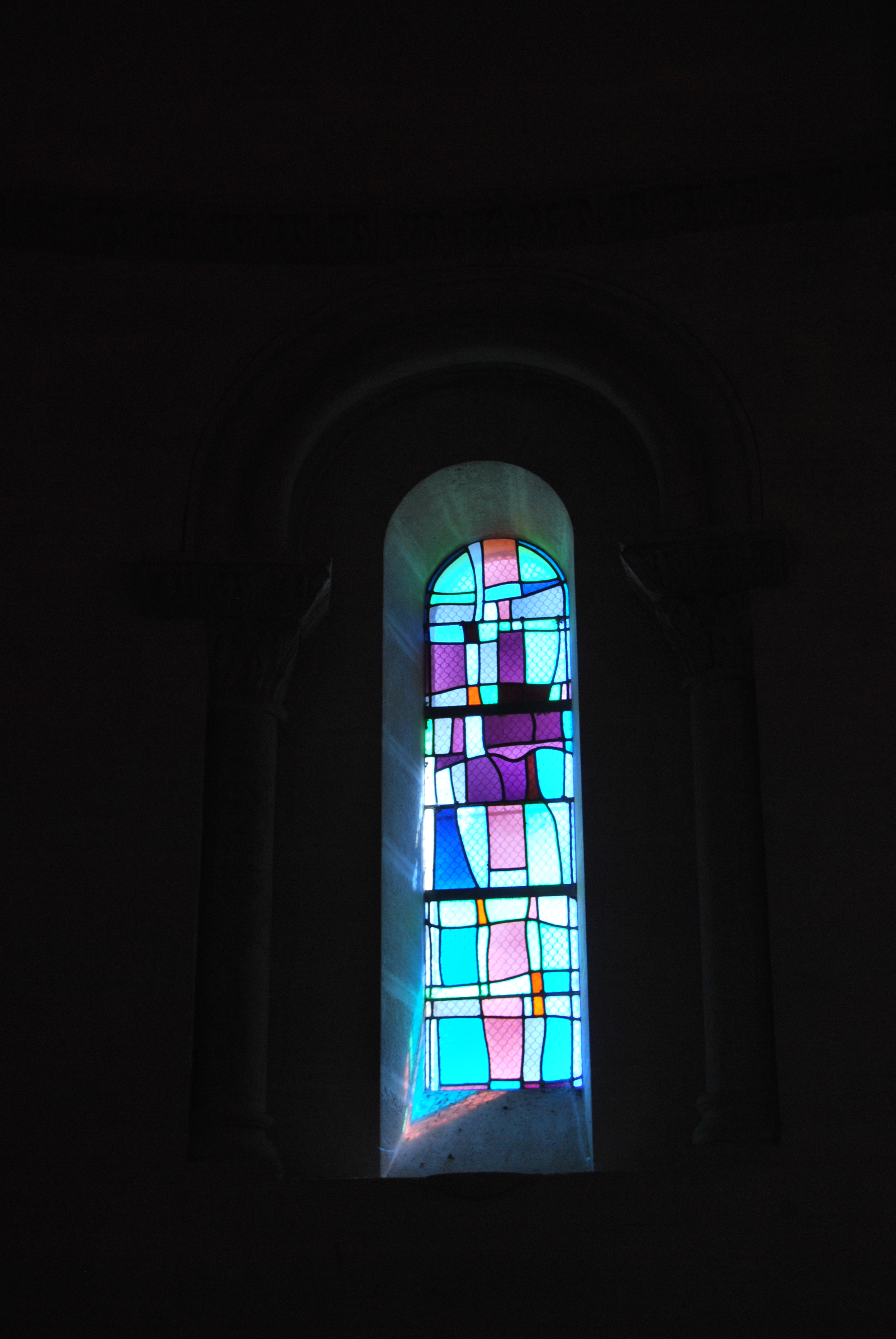
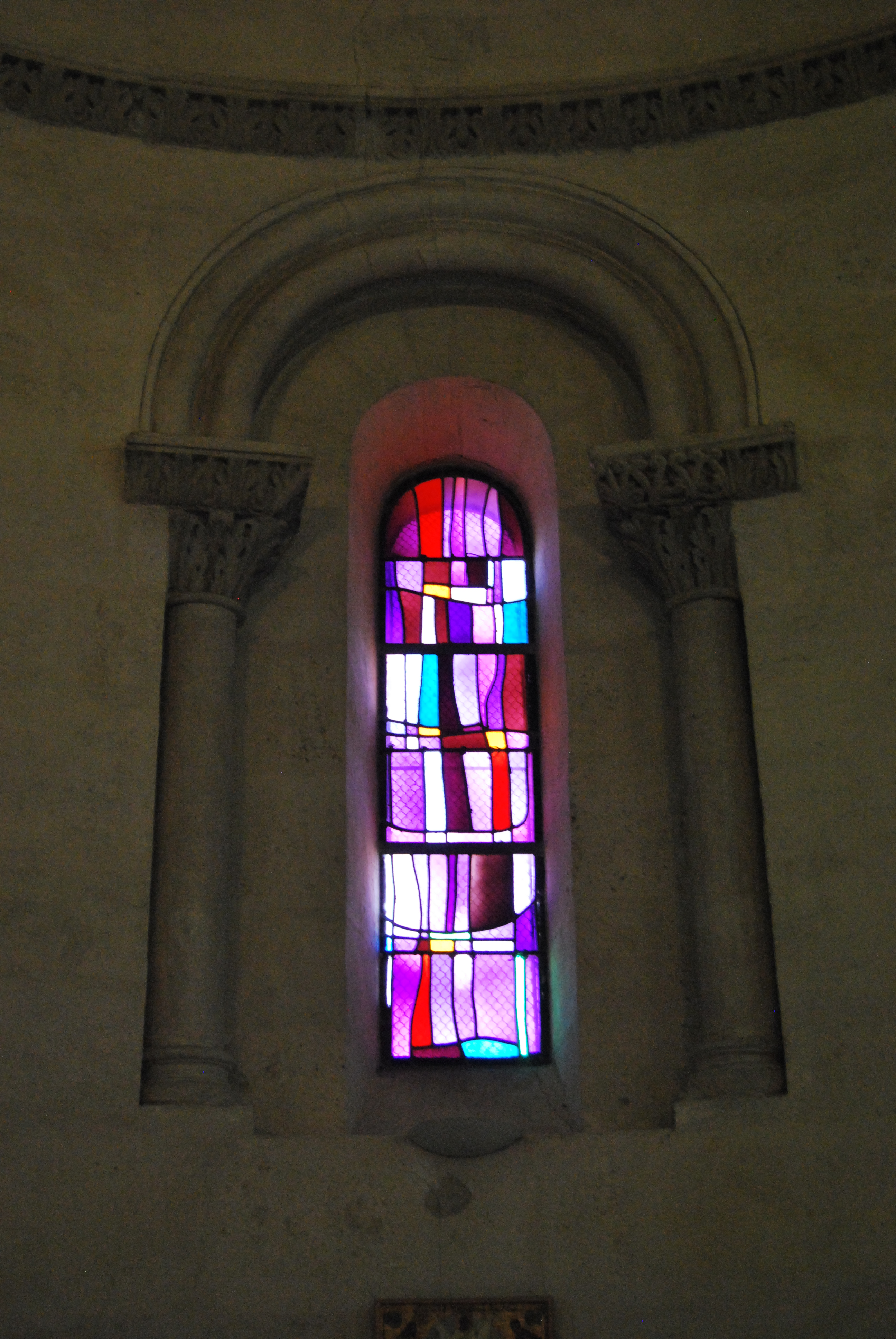
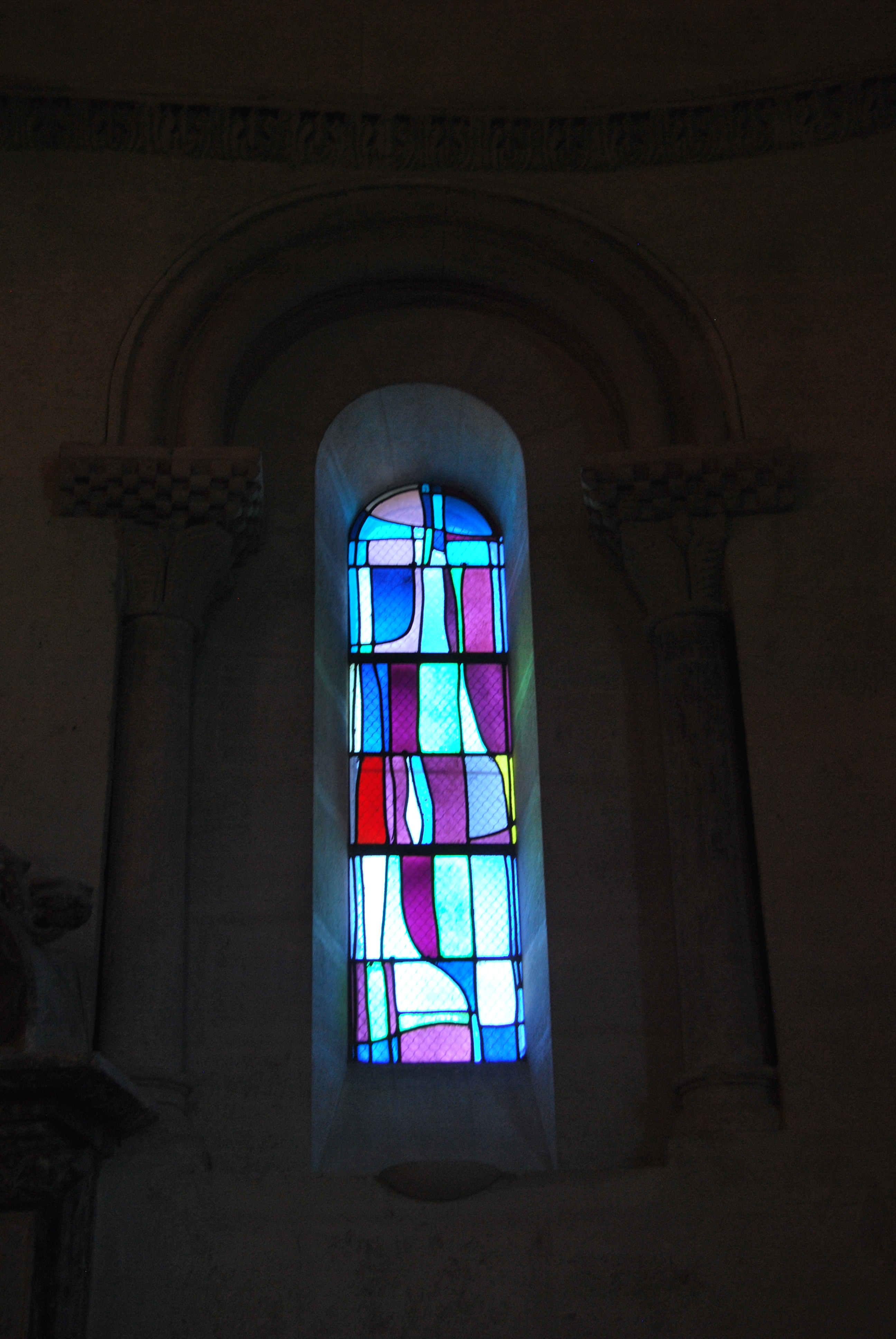
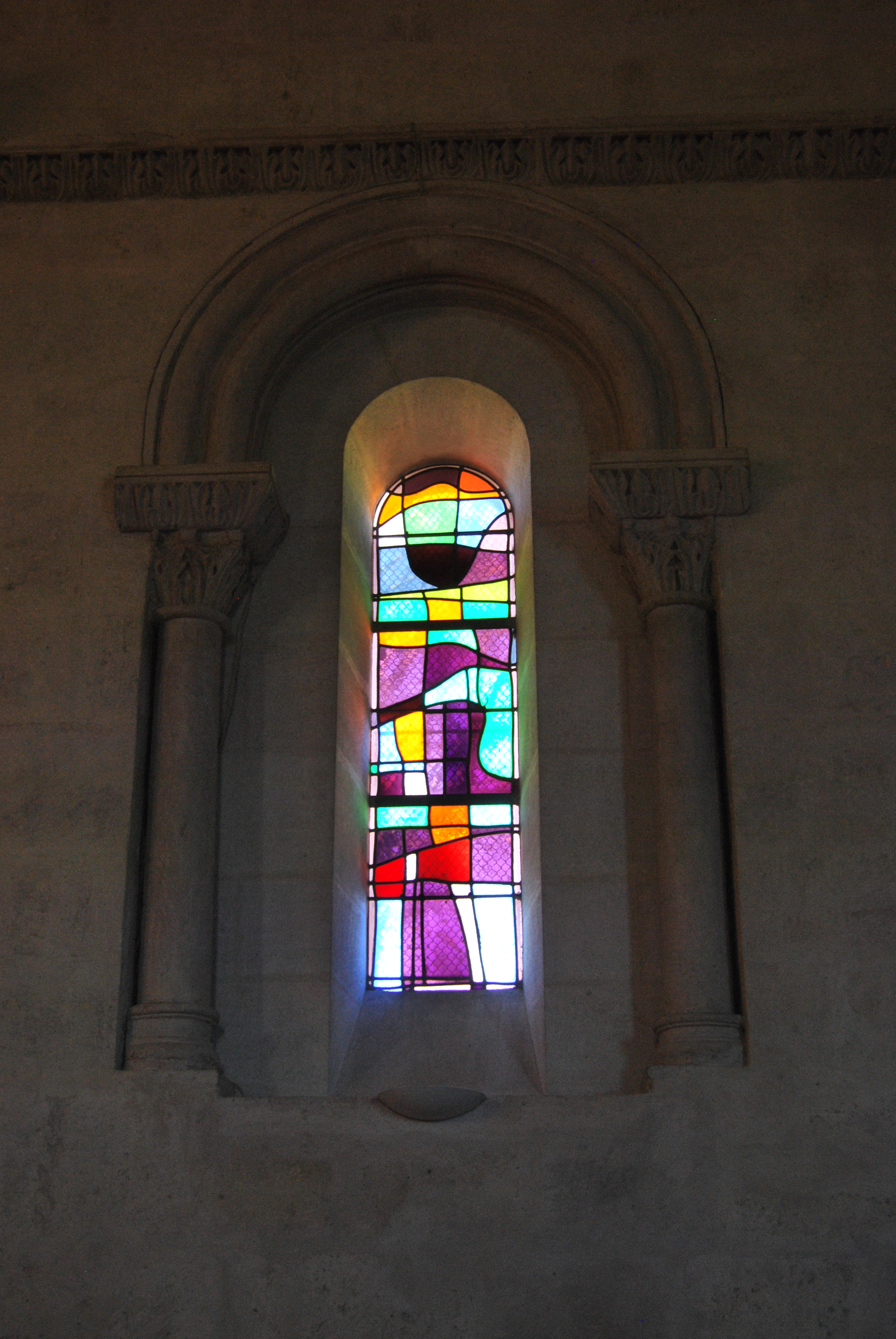

Les vitraux
Les vitraux du chevet :
Les vitraux de la nef

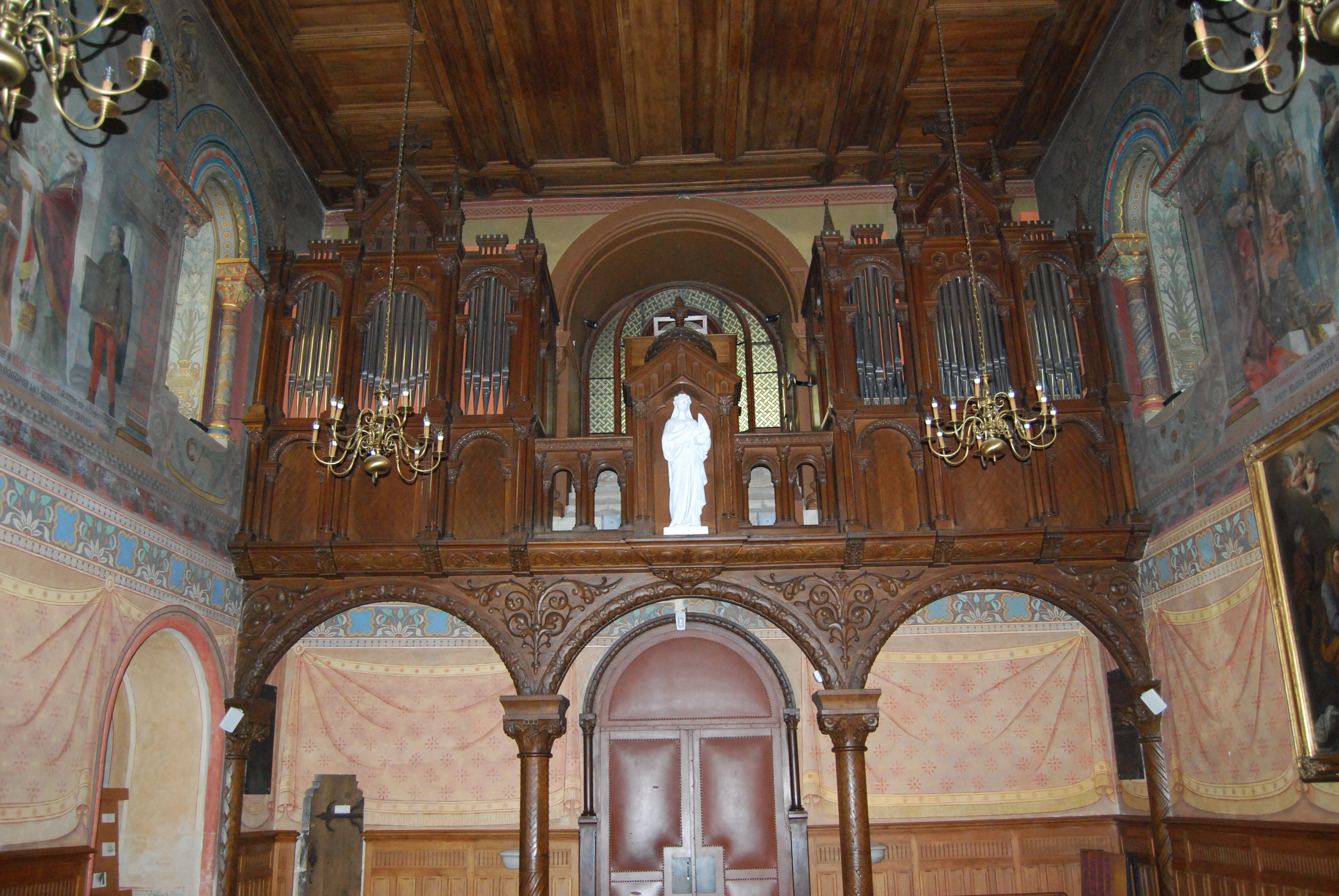
L'orgue

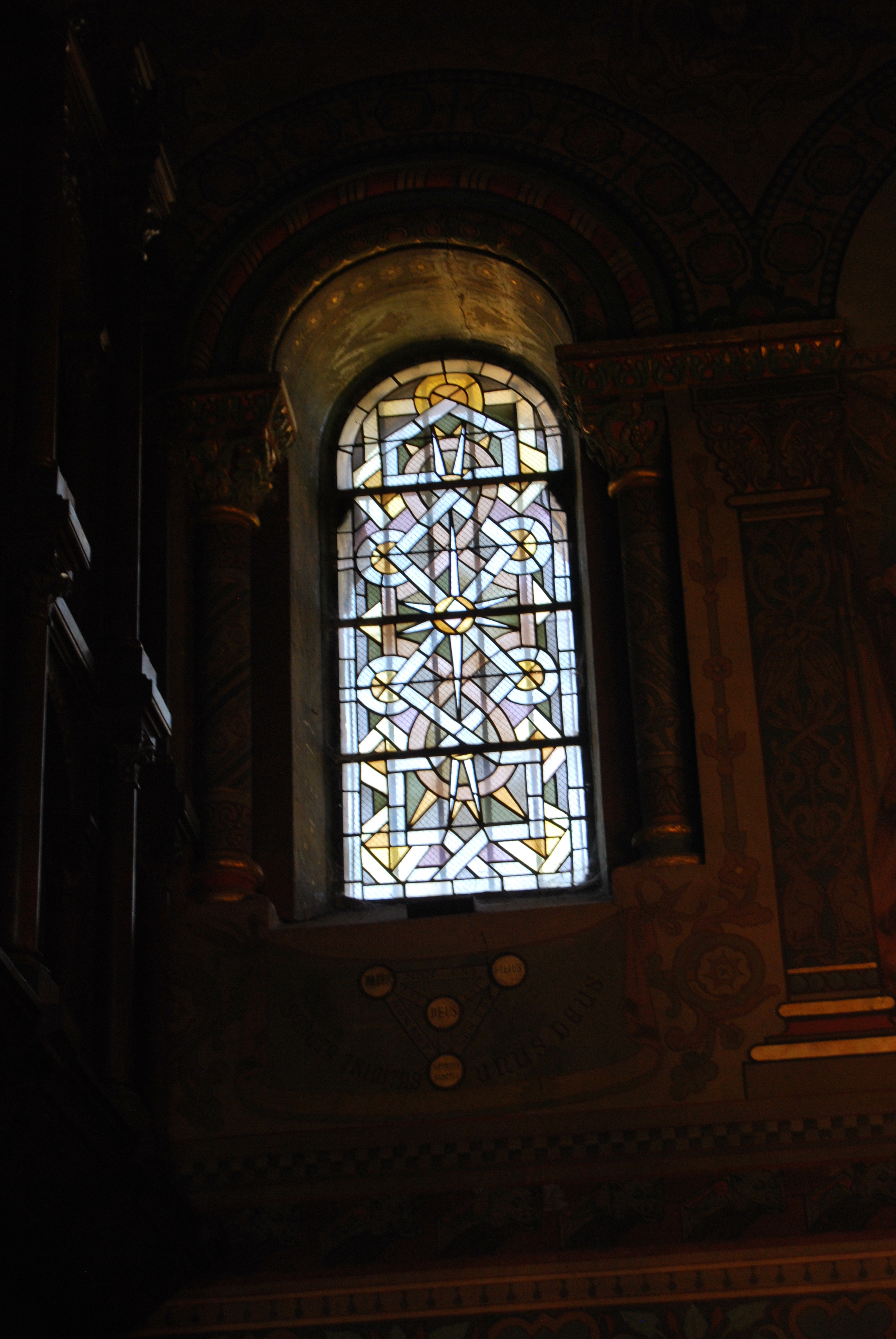
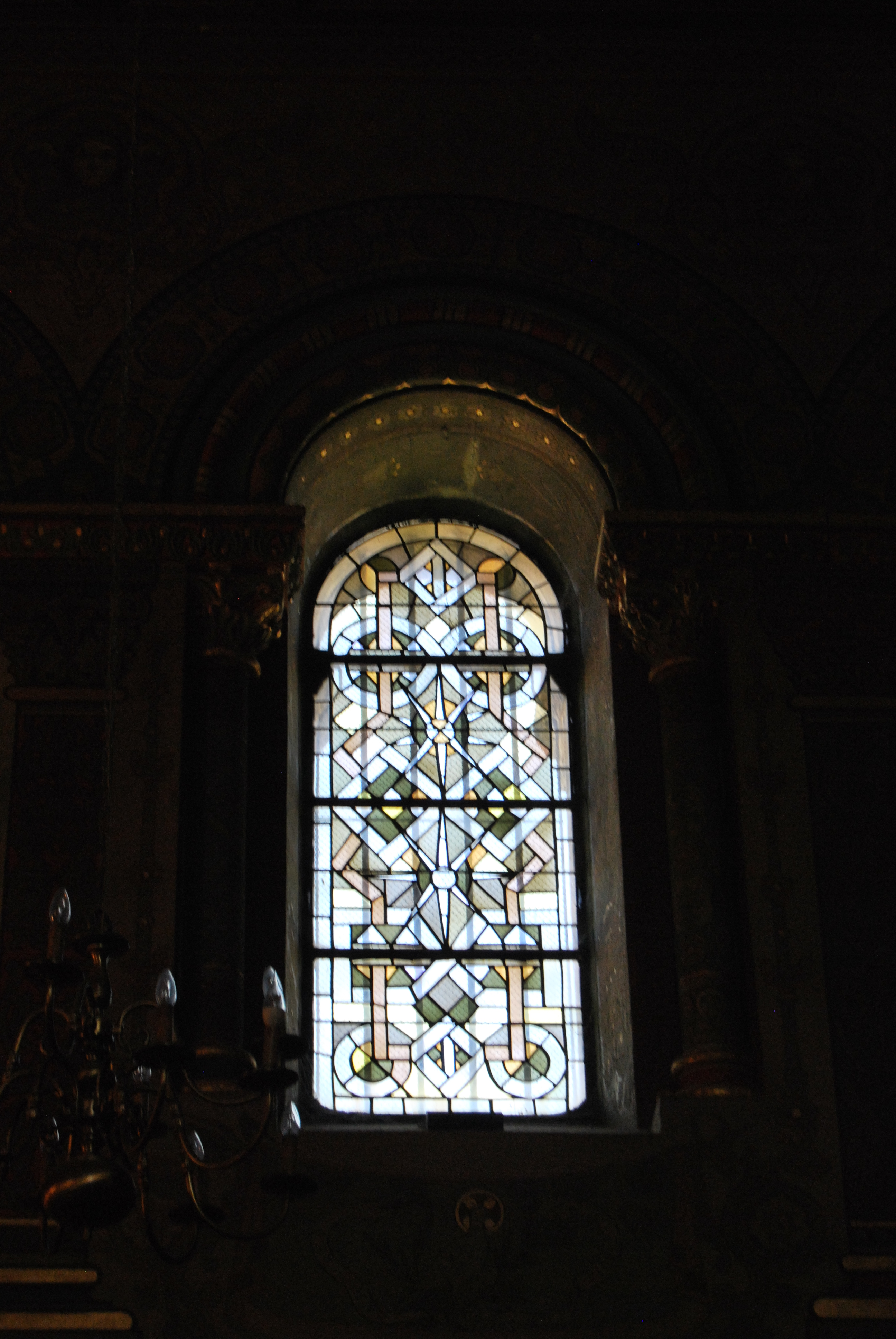
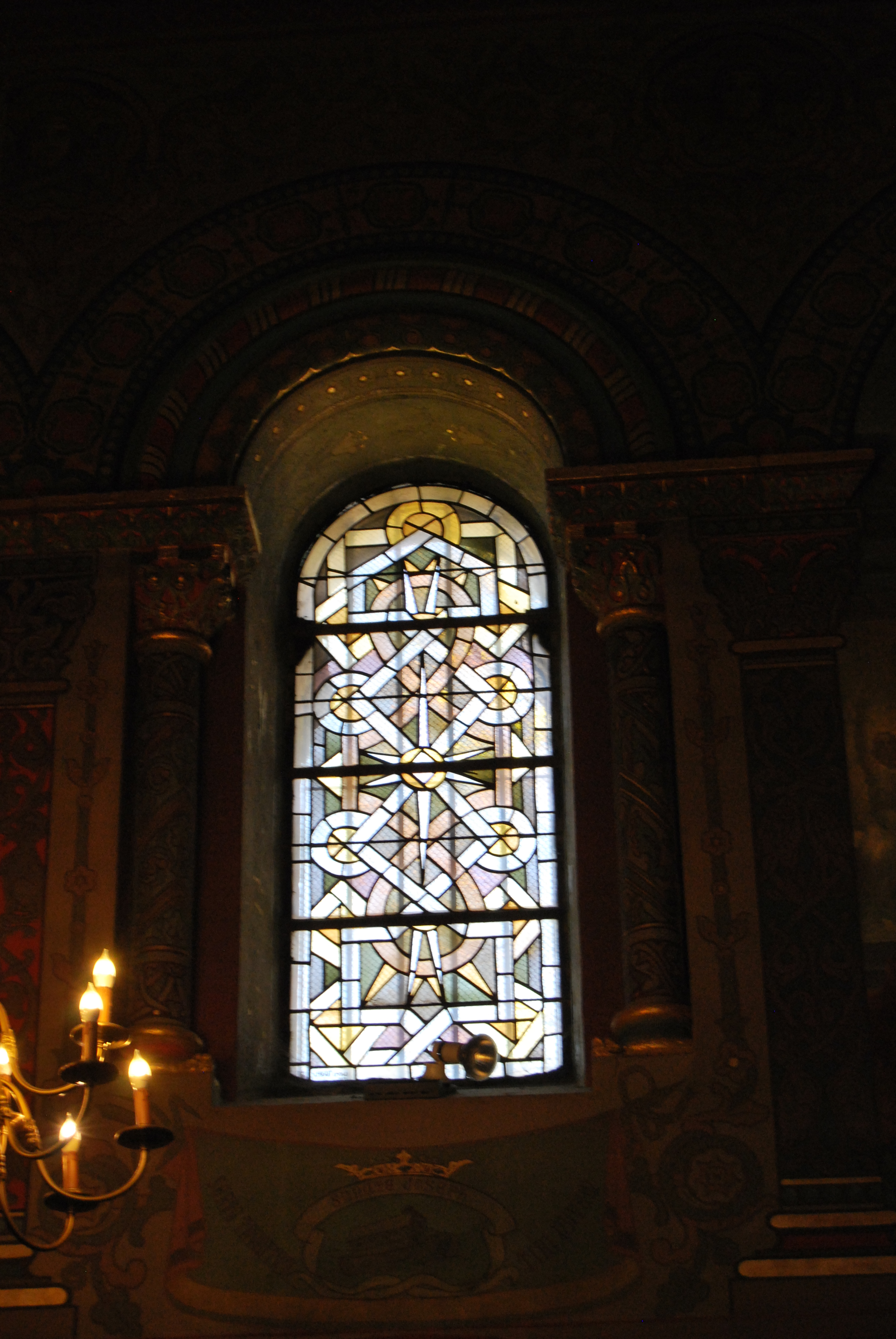
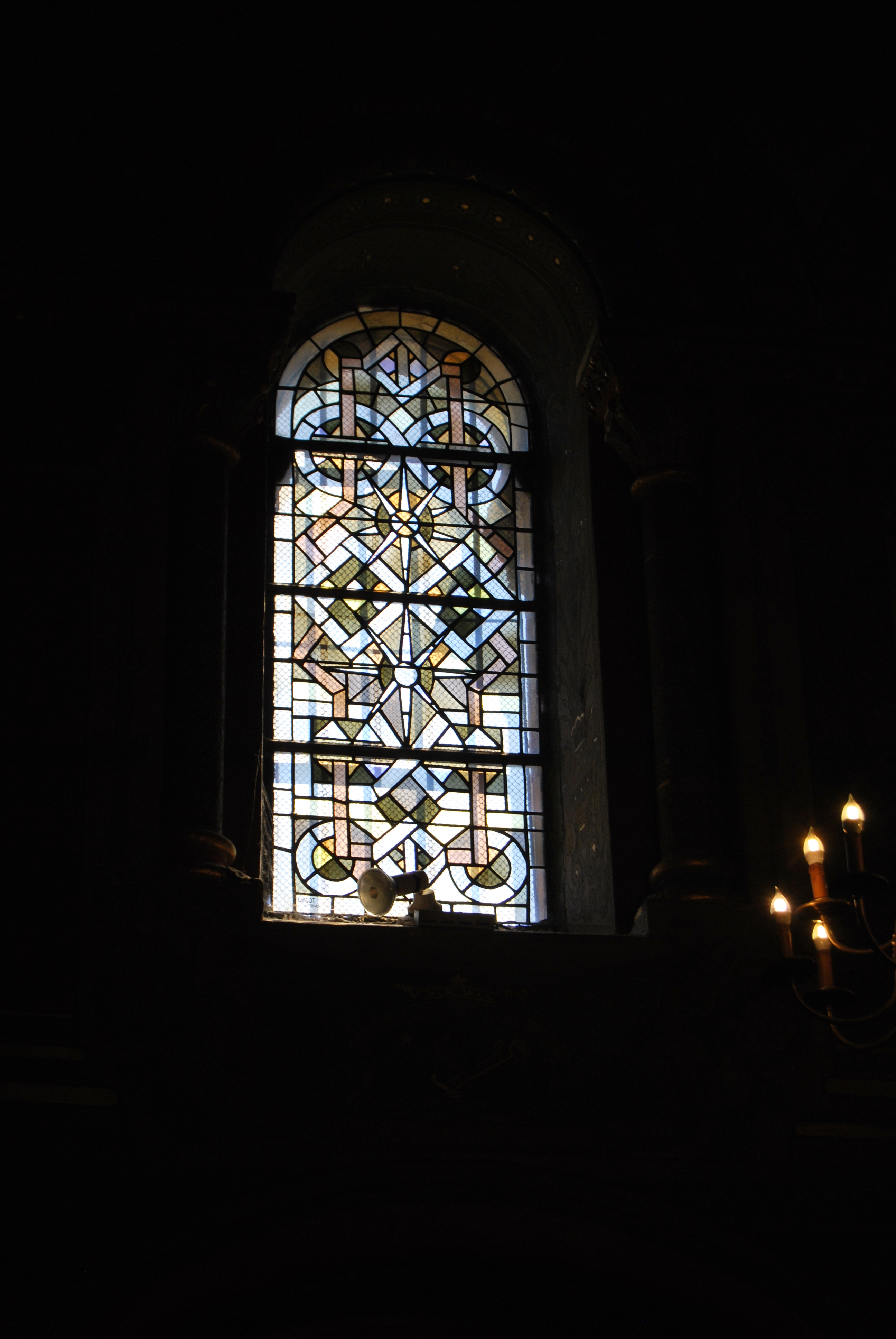
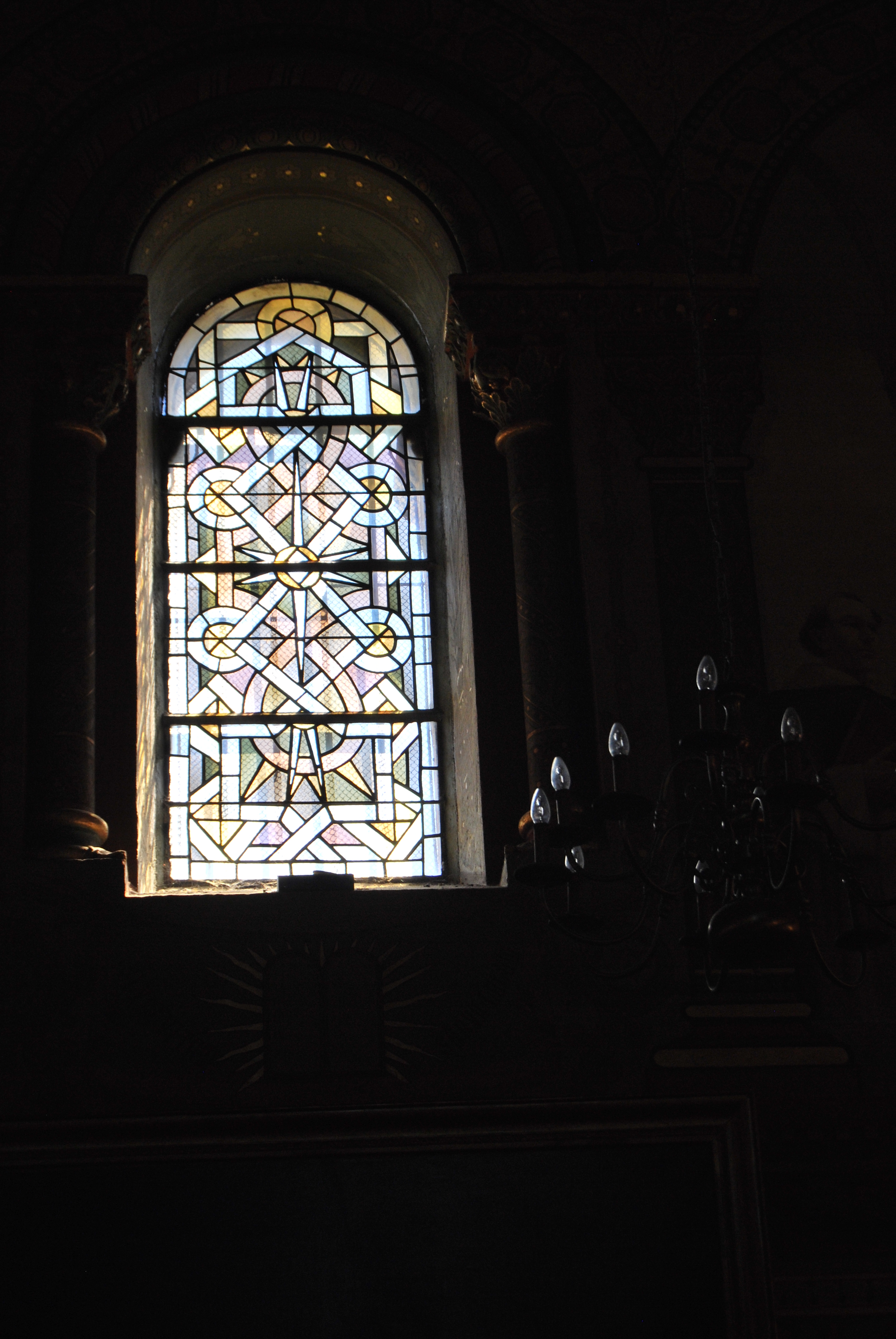
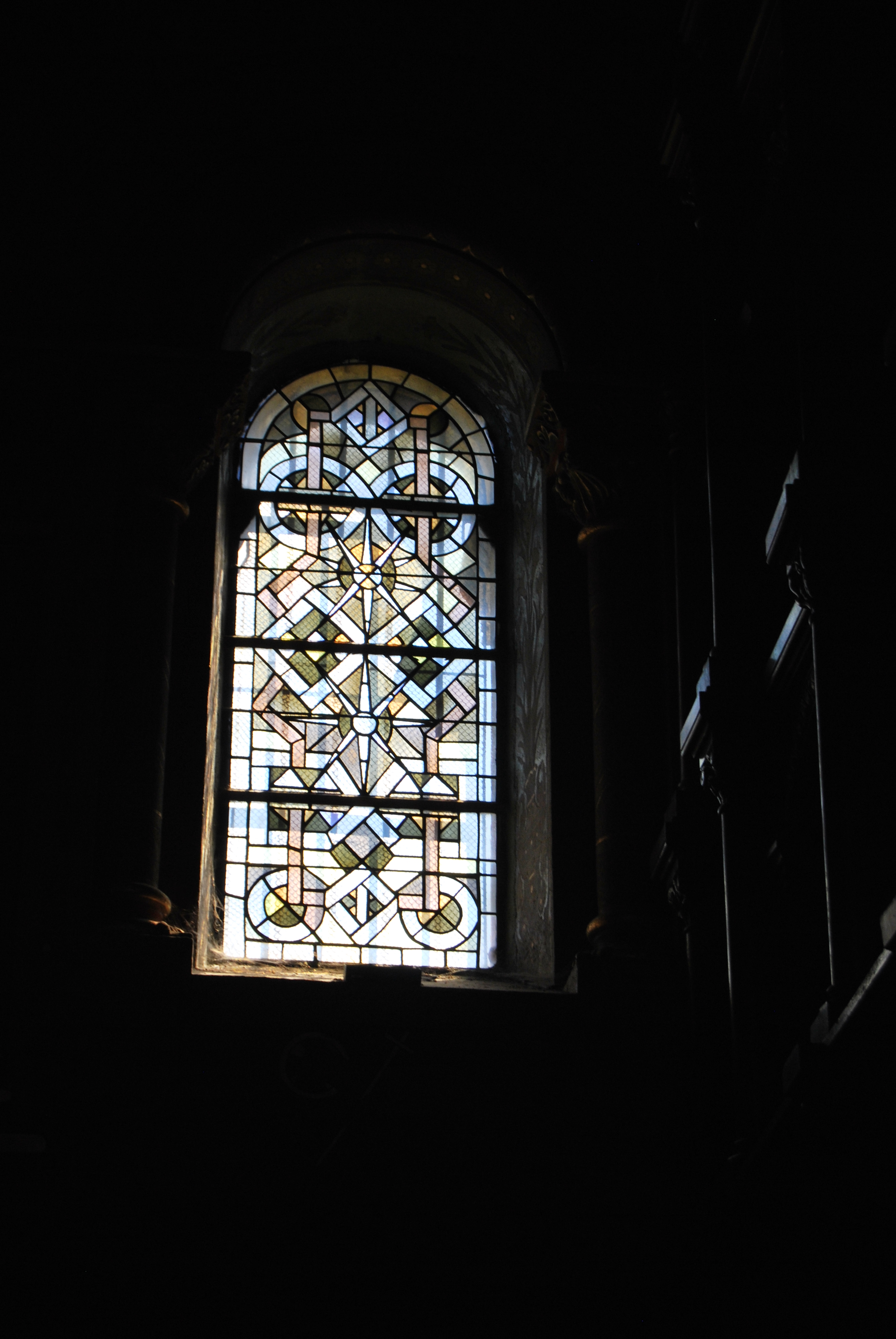

L'orgue a été conçu par le facteur d'orgues bordelais Gaston Maille en 1896. Le buffet qui l'habille est construit, ainsi que la tribune, par le menuisier Félix Boucher.
Construit sur une tribune à l'entrée de la nef, l'orgue a la particularité d'être scindé en deux parties distinctes, attachées l'une à l'autre par un clavier. Il comprend au total dix jeux répartis en deux claviers et un pédalier.
L'orgue a été restauré en 2012-2013.
Les statues
Vierge et enfant : Cette statue est une sculpture sur bois de la Renaissance, datant du XVIIe siècle et récemment restaurée ; elle fait l'objet d'un culte marial.
Saint Martin : statue en bois du XVIIIe siècle.
Pey Berland : sous le porche du clocher, une statue du XIXe siècle de Pey Berland (qui était curé à Saint-Siméon entre 1413 et 1422). Il tient à la main la tour qu'il a fait construire en 1440, complément de la cathédrale Saint-André de Bordeaux.

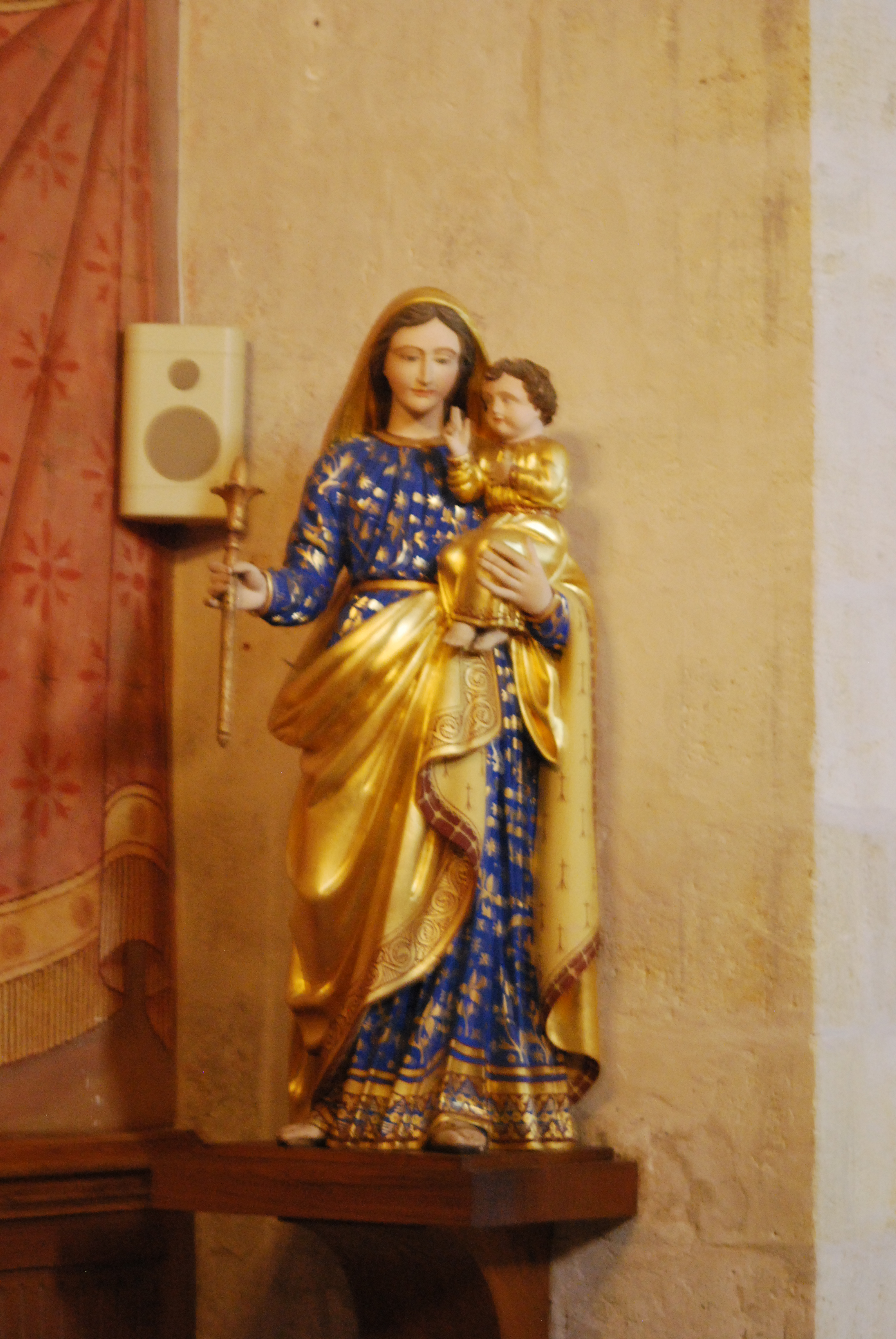
Vierge et Enfant
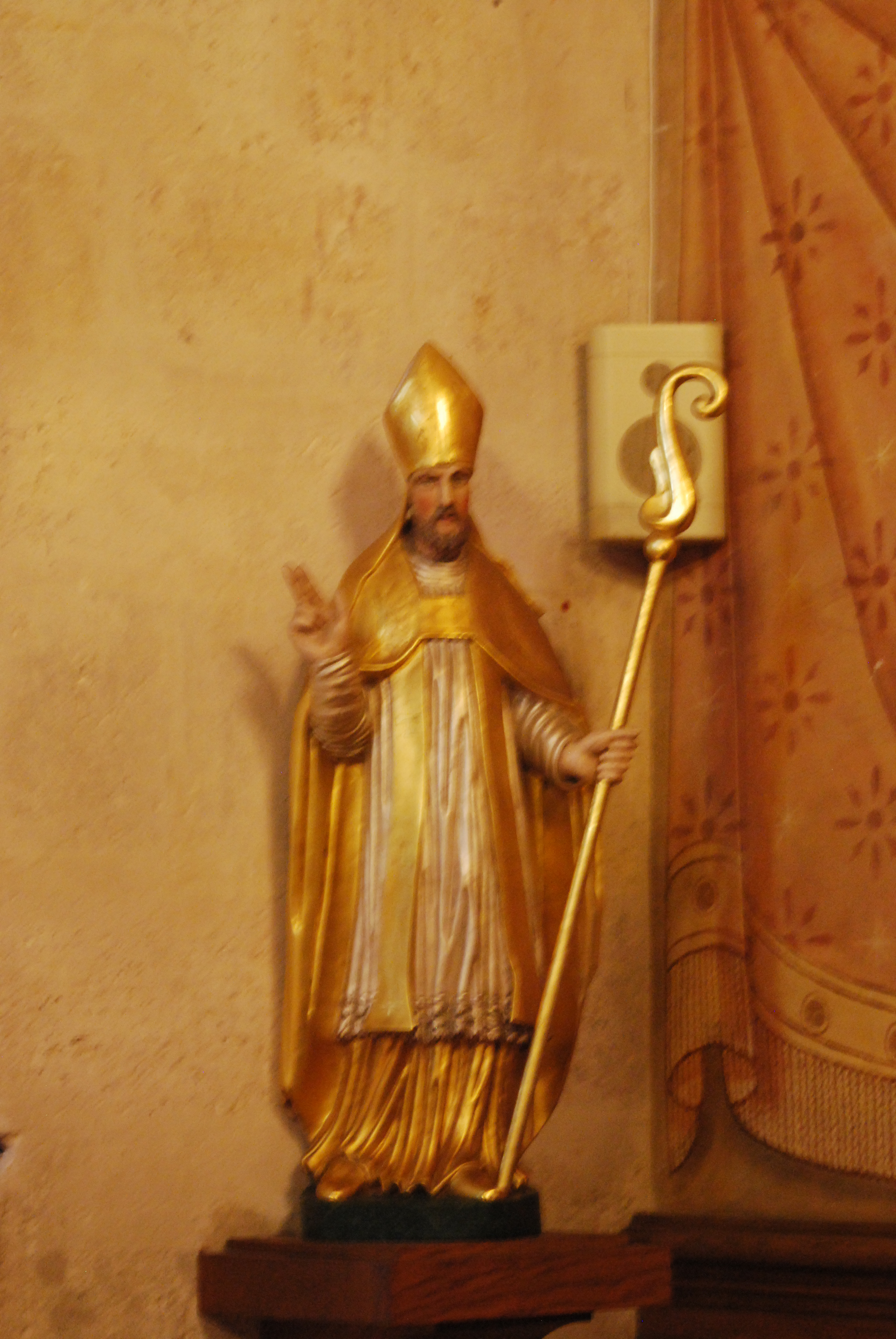
saint Martin
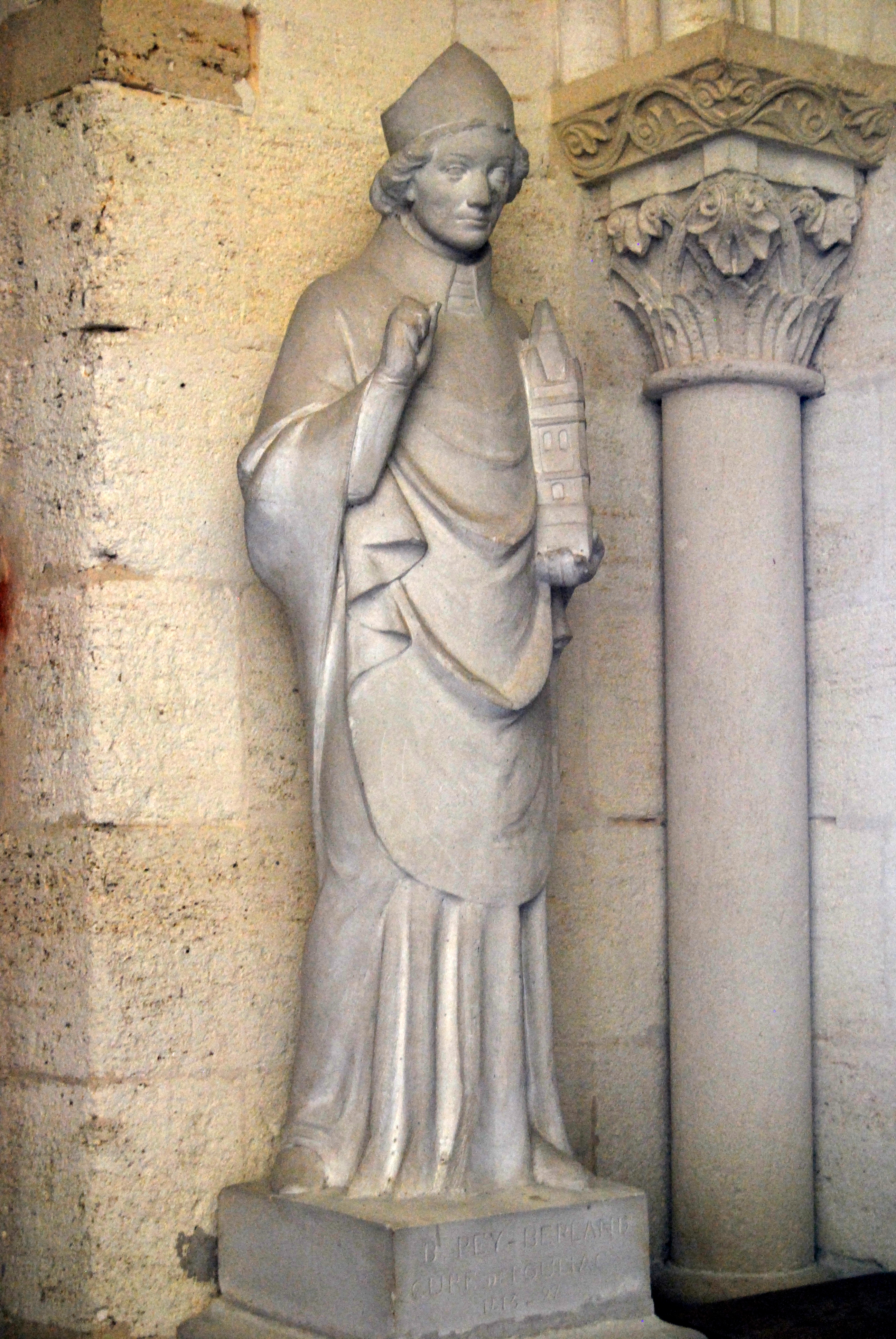
Pey Berland

Toiles
La toile La Conversion de Madeleine (intitulée également Jésus chez Marthe et Marie), d'Agostino Scilla, date de 1678.
La Vierge aux donateurs est une copie, faite par Ernestine Froidure de Pelleport, d'un tableau d'Antoine van Dyck, actuellement au Louvre. La copie fut offerte par Napoléon III en 1860.

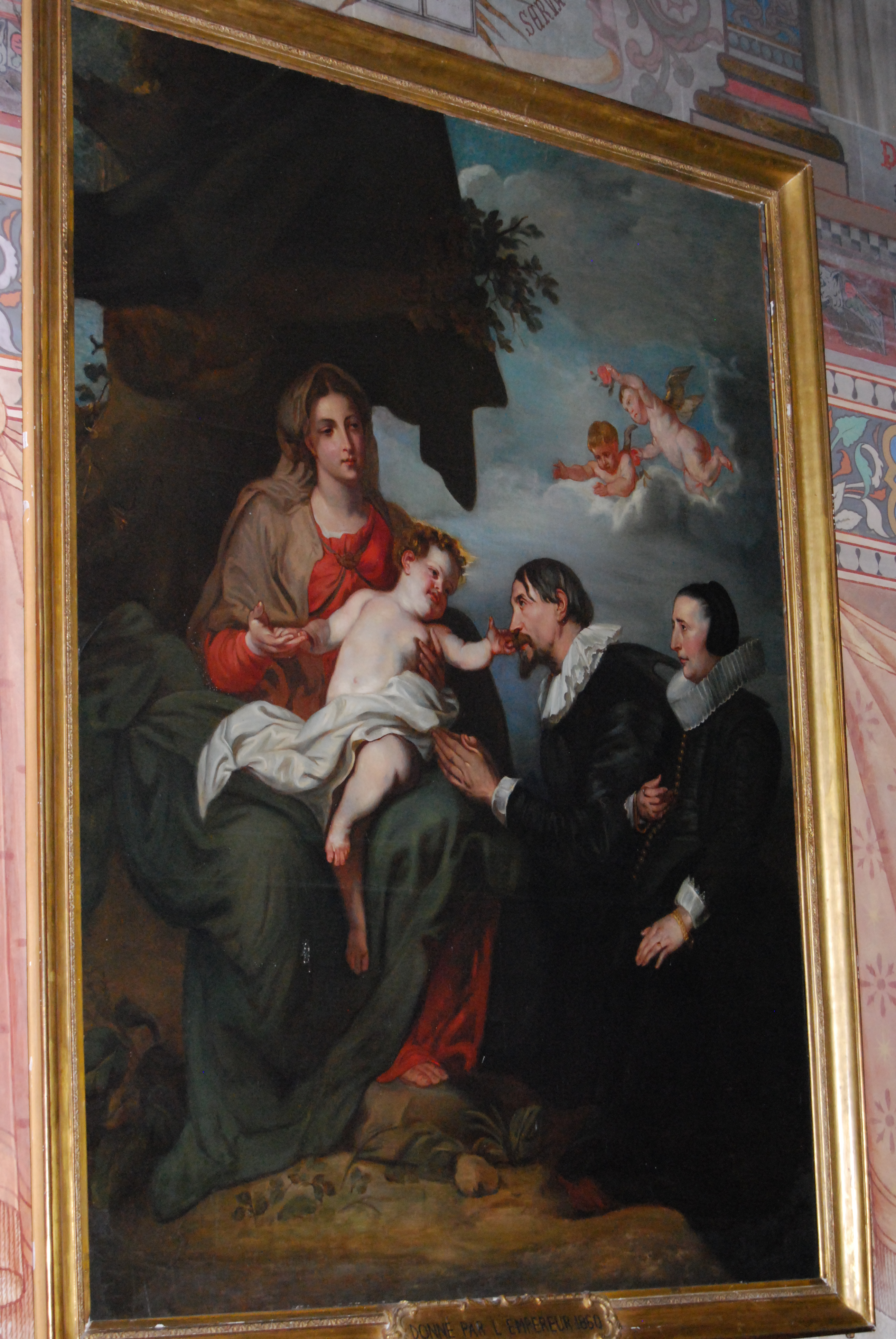
Vierge aux donateurs
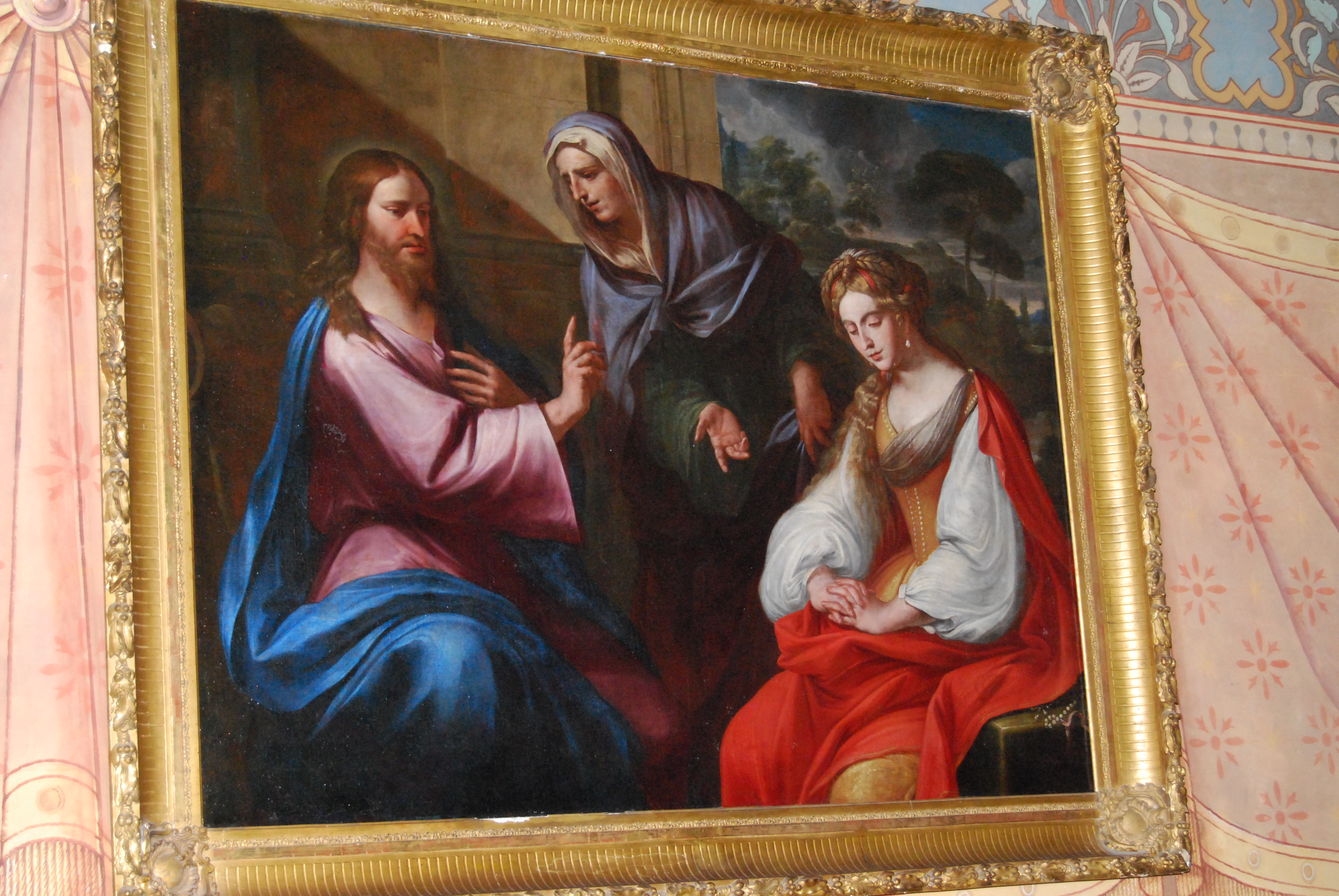
Jésus chez Marthe et Marie
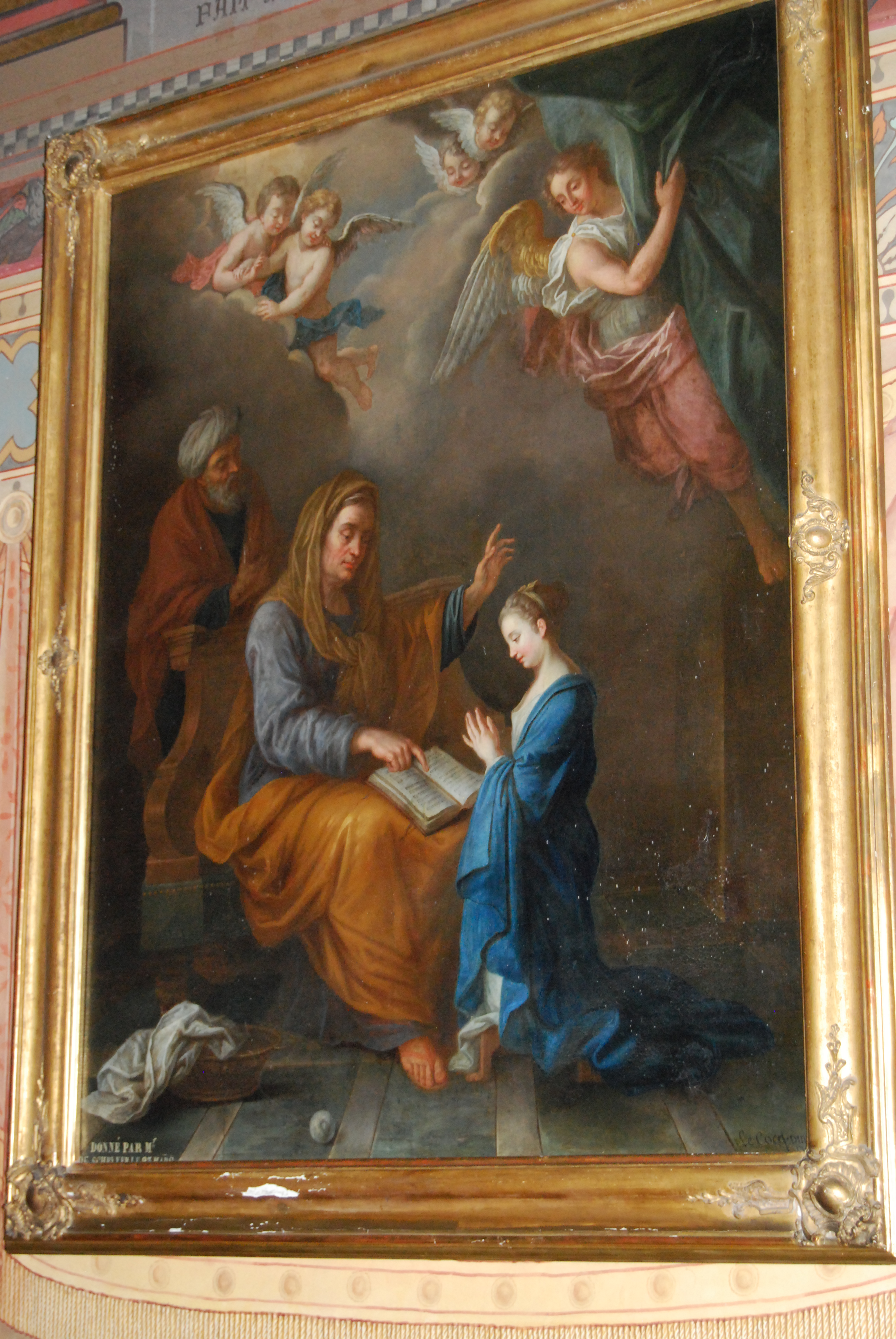

Sarcophages
Des sarcophages en pierre calcaire furent découverts à plusieurs reprises dans la nécropole qui remonte à l'époque gallo-romaine ; l'un d'eux était orné de stries et de chevrons. La plupart datent des périodes mérovingienne et carolingienne. Quelques-uns ont été réutilisés jusqu'au XIIe siècle. Ils étaient disposés de telle sorte que le défunt ait les pieds tournés vers l'est. Les premiers ont été signalés à la Société Archéologique de Bordeaux en 1878 par A. Combes, puis en 1937 par T. Ricaud ; et en 1948, R. Cousté parle aussi de tombes en tegulae.